# Kalendarium inwazji Rosji na Ukrainę – luty 2025
| 2022        | 2023        | 2024        | 2025        |
| ----------- | ----------- | ----------- | ----------- |
| –           | styczeń     | styczeń     | styczeń     |
| luty        | luty        | luty        | luty        |
| marzec      | marzec      | marzec      | marzec      |
| kwiecień    | kwiecień    | kwiecień    | kwiecień    |
| maj         | maj         | maj         | maj         |
| czerwiec    | czerwiec    | czerwiec    | czerwiec    |
| lipiec      | lipiec      | lipiec      | lipiec      |
| sierpień    | sierpień    | sierpień    | sierpień    |
| wrzesień    | wrzesień    | wrzesień    | wrzesień    |
| październik | październik | październik | październik |
| listopad    | listopad    | listopad    | listopad    |
| grudzień    | grudzień    | grudzień    | grudzień    |

## Luty 2025

### 1 lutego
Rosyjskie Ministerstwo Obrony poinformowało, że siły rosyjskie zajęły wioskę Krymske, na północny wschód od Torećka w obwodzie donieckim.
Według Institute of the Study of War (ISW) wojska ukraińskie posunęły się w pobliżu Torećka, z kolei siły rosyjskie poczyniły postępy w pobliżu Czasiw Jaru, Pokrowska i Kurachowego.
Siły Powietrzne Ukrainy oświadczyły, że w nocy Rosjanie przeprowadzili zmasowany atak rakietowy i dronów na Ukrainę. Podczas ataku użyto co najmniej 165 celów powietrznych, w tym siedmiu rakiet balistycznych Iskander-M/KN-23 (wystrzelonych z obwodu woroneskiego i Krymu), siedmiu rakiet manewrujących Iskander-K (z okupowanego obwodu donieckiego), ośmiu rakiet manewrujących Ch-22/Ch-32 (z samolotów Tu-22M3), ośmiu pocisków manewrujących Ch-101/Ch-55 (z bombowców Tu-95MS), 10 rakiet manewrujących Ch-59/Ch-69 (z samolotów taktycznych z obwodu woroneskiego), dwóch rakiet przeciwradarowych Ch-31P (z Morza Czarnego) oraz 123 dronów Shahed 136/131 i dronów-wabików różnych typów (z Kurska, Orła, Millerowa, Briańska i Primorsko-Achtarska i Krymu). Ukraińska obrona przeciwlotnicza zestrzeliła część rosyjskich pocisków i 56 dronów, a kolejne 61 zaginęło na Ukrainie w ramach walki elektronicznej. Znaczna część rakiet nie osiągnęła celu, jednakże zdarzały się również trafienia, głównie spowodowane przez pociski zbliżające się do celu po trajektorii balistycznej. „Nie podajemy jeszcze szczegółowych informacji na temat wrogich rakiet”. W wyniku ataku uszkodzone zostały obiekty cywilne i kluczowa infrastruktura. Ponadto zaatakowano ukraińskie przedsiębiorstwa i obiekty infrastruktury energetycznej w obwodach zaporoskim, odeskim, sumskim, charkowskim, chmielnickim i kijowskim. Siły Zbrojne RP poinformowały, że polskie i sojusznicze samoloty zostały szybko zmobilizowane w odpowiedzi atak rakietowy Rosji na zachodnią Ukrainę. Zgodnie z procedurami wysłano myśliwce, a naziemne systemy obrony powietrznej i rozpoznania radarowego zostały postawione w stan najwyższej gotowości.
Państwowa Służba Ratownicza i lokalne władze podały, że poranny rosyjski atak rakietowy na budynek mieszkalny w Połtawie zabił co najmniej 14 osób, w tym dwoje dzieci, oraz zranił 17 kolejnych, w tym czworo dzieci. Atak zniszczył wszystkie pięć pięter jednej z sekcji budynku, spowodował pożar oraz uszkodził sąsiednie budynki i 12 samochodów. W związku z atakiem w połtawskiej hromadzie ogłoszono trzy dni żałoby. Podczas oddzielnego ataku została uszkodzona infrastruktura energetyczna w mieście, w rezultacie czego 164 odbiorców mieszkalnych i jeden komercyjny zostało pozbawionych prądu. Według doniesień jedna osoba zginęła, a cztery zostały ranne w rosyjskim ataku dronów na Charków. W rejonie chołodnohirskim wybuchł pożar w prywatnym domu, a 16 kolejnych budynków mieszkalnych zostało uszkodzonych. Trzech policjantów zginęło w oddzielnym ataku w obwodzie sumskim. W Zaporożu wybuchło kilka pożarów. Uszkodzone zostały obiekty infrastrukturalne, w tym placówka edukacyjna, domy, samochody i garaże. Jedna osoba została ranna. Ukraińska policja podała, że o 16:15 doszło do eksplozji w Terytorialnym Centrum Rekrutacji i Pomocy Społecznej w Równem, w wyniku której jedna osoba zginęła, a sześć zostało rannych.
Według źródeł ukraińskich wieczorem wojska rosyjskie przeprowadziły nalot (za pomocą bomby szybującej) na szkołę z internatem w Sudży w obwodzie kurskim, zabijając cztery osoby i raniąc dziesiątki kolejnych. W wyniku nalotu 95 osób zostało uwięzionych pod gruzami, z których podobno 84 uratowano. Szkoła służyła jako schronisko dla uchodźców, którzy mieli zostać ewakuowani. Większość osób była w podeszłym wieku i przykuta do łóżka. Rosyjskie Ministerstwo Obrony stwierdziło, że to Ukraina przeprowadziła atak, który określono jako „ukierunkowany atak rakietowy”. Szkoła była już wcześniej ostrzeliwana (12 stycznia 2025 roku), w wyniku czego zginęła kobieta.
Naczelny dowódca armii ukraińskiej generał Ołeksandr Syrski poinformował, że Sztab Generalny Ukrainy wdrożył nowy program szkolenia instruktorskiego, w którym okres szkolenia wydłużono do 2 miesięcy. „Wdrażamy nowy program szkolenia instruktorów – wydłużamy czas trwania szkolenia z 1 do 2 miesięcy, wzmacniamy treść programu i metodologię szkolenia instruktorów”.
Specjalny wysłannik Donalda Trumpa na Ukrainę i Rosję Keith Kellogg powiedział w wywiadzie Stany Zjednoczone chciały, aby na Ukrainie odbyły się wybory, potencjalnie jeszcze w 2025 roku, zwłaszcza jeśli w najbliższych miesiącach dojdzie do porozumienia z Rosją w sprawie zawieszenia broni. Stwierdził, że wybory prezydenckie i parlamentarne na Ukrainie, zawieszone na czas wojny z Rosją, „muszą się odbyć”. „Większość demokratycznych państw przeprowadza wybory w czasie wojny. Uważam, że ważne jest, aby tak robili. Uważam, że jest to dobre dla demokracji. To piękno solidnej demokracji, masz więcej niż jedną osobę potencjalnie kandydującą”.
Prezydent Wołodymyr Zełenski w wywiadzie dla Associated Press powiedział, że członkostwo w NATO jest najlepszą możliwą gwarancją bezpieczeństwa dla Ukrainy i „najtańszą” opcją dla zachodnich sojuszników oraz szansą dla prezydenta Donalda Trumpa na odniesienie geopolitycznego zwycięstwa nad prezydentem Rosji Władimirem Putinem. Zełenski stwierdził również Stany Zjednoczone i Unia Europejska powinny dołączyć do Ukrainy i Rosji przy stole negocjacyjnym w przyszłych rozmowach pokojowych. Odniósł się także do rozmów USA z Rosją na temat wojny na Ukrainie: „Mogą mieć własne relacje, ale rozmowy o Ukrainie bez nas, są niebezpieczne dla wszystkich”. „Uważam, że przede wszystkim [musimy] odbyć spotkanie z [Trumpem] i to jest ważne. I to jest, nawiasem mówiąc, coś, czego wszyscy w Europie chcą. Potem powinniśmy przejść do jakiegoś formatu rozmowy z Rosjanami. I chciałbym zobaczyć USA, Ukrainę i Rosjan przy stole negocjacyjnym. I, szczerze mówiąc, powinien tam być również głos Unii Europejskiej. Myślę, że byłoby to uczciwe i skuteczne. Ale jak to się skończy, nie wiem”.

### 2 lutego
Naczelny dowódca armii ukraińskiej generał Ołeksandr Syrski powiedział, że ok. 15 tys. rosyjskich żołnierzy zostało „zneutralizowanych, z czego około 7000 zostało zabitych” przez siły ukraińskie w styczniu 2025 roku na kierunku Pokrowska w obwodzie donieckim, dodając, że obszar ten „pozostawał jednym z najgorętszych” na froncie. Ukraiński projekt DeepState podał, że wojska rosyjskie zwiększały presję na pozycje ukraińskie w pobliżu Andrijiwki w obwodzie donieckim, głównie ze strony Słowjanki i Petropawliwki. Rosjanie próbowali przebić się do wioski, wykorzystując pagórkowaty teren i umocnione linie, w tym poprzez konstrukcje inżynieryjne i fortyfikacyjne. Wcześniej odnotowano koncentrację piechoty rosyjskiej na północno-wschodnich obrzeżach Andrijiwki.
W ocenie ISW siły ukraińskie posunęły się w pobliżu Torećka, natomiast wojska rosyjskie zrobiły postępu się w pobliżu Łymanu, Siewierska, Czasiw Jaru, Pokrowska i Wełyki Nowosiłki. Ponadto Rosjanie w dalszym ciągu siłą mobilizowali cywilów na okupowanej Ukrainie do rosyjskiej armii, naruszając tym samym konwencję genewską.
Sztab Generalny (SG) Ukrainy poinformował, że Rosja atakowała w kierunkach Charkowa, Kupiańska, Łymanu, Siewierska, Kramatorska, Torećka, Pokrowska, Nowopawłowska, Zaporoża i Chersonia, gdzie doszło do 97 starć. W ciągu doby wojska rosyjskie przeprowadziły trzy ataki rakietowe, 63 naloty, 2725 ataków dronów i 62 ostrzały na pozycje ukraińskie i obszary zaludnione. Operacja w obwodzie kurskim trwała; wojska rosyjskie przeprowadziły 12 ataków na pozycje ukraińskie, 383 ataki artyleryjskie, dwa ostrzały i 33 nalotów, używając 43 bomby lotnicze. Ukraińskie lotnictwo i artyleria zaatakowały 18 miejsc koncentracji, dwa systemy przeciwlotnicze, system walki elektronicznej, skład amunicji, cztery jednostki artylerii i dwa stanowiska dowodzenia.
Według ukraińskich Sił Powietrznych w nocy Rosjanie zaatakowali Ukrainę przy wykorzystaniu 55 dronów Shahed 136/131 i dronów-wabików, wystrzelonych z Kurska, Orła i Primorsko-Achtarska. Ukraińska obrona przeciwlotnicza zestrzeliła 40 dronów w obwodach charkowskim, połtawskim, sumskim, kijowskim, czernihowskim, czerkaskim, dniepropetrowskim, mikołajowskim, chersońskim i odeskim, a kolejne 13 zaginęło na Ukrainie w ramach walki elektronicznej. W wyniku ataku ucierpiały obwody charkowski i sumski. Gubernator Ołeksandr Prokudin poinformował, że siły rosyjskie ostrzelały budynek mieszkalny, w wyniku czego zginęła 73-letnia kobieta i został ranny 50-letni mężczyzna. Szef chersońskiego MSW Roman Mroczko podał, że ok. 16:00 Rosjanie zrzucili bombę lotniczą na dzielnicę mieszkalną w Chersoniu, raniąc co najmniej trzy kobiety, które trafiły do szpitala. Jedna z nich była w stanie poważnym.
Według gubernatora Wiaczesława Gładkowa ukraińskie ataki dronów zabiły dwie osoby w obwodzie biełgorodzkim, w tym jedną we wsi Malinowka. Kilka innych miejscowości zostało zaatakowanych przez Ukraińców. Później tego samego dnia kobieta zmarła w szpitalu, a inny cywil został ranny po tym, jak samochód osobowy został zaatakowany przez drona. Ministerstwo obrony Rosji poinformowało, że w ciągu ostatnich 24h zniszczono 44 ukraińskie drony. Zastępca gubernatora Kraju Nadmorskiego i dowódca batalionu „Tigr” 155 Gwardyjskiej Brygady Piechoty Morskiej Siergiej Jefremow zginął w obwodzie kurskim. Według doniesień rosyjskiego kanału na Telegramie „Mash” pojazd Jefremowa wjechał na minę i eksplodował, zabijając go i innego oficera.
Prezydent Stanów Zjednoczonych Donald Trump stwierdził, że dyskusje z udziałem Ukrainy i Rosji czyniły postępy, choć podał niewiele szczegółów. „Mamy zaplanowane spotkania i rozmowy z różnymi stronami, w tym z Ukrainą i Rosją. I myślę, że te dyskusje idą całkiem nieźle”. Wcześniej tego samego dnia wysłannik Trumpa na Ukrainę i Rosję, Keith Kellogg, zasugerował, że oba kraje będą musiały pójść na ustępstwa, aby wynegocjować zakończenie wojny, dodając, że: „Prezydent Wołodymyr Zełenski już zasugerował, że złagodzi swoje stanowisko w sprawie lądu”, „a Putin również będzie musiał złagodzić swoje stanowisko”.
Sekretarz generalny NATO Mark Rutte powiedział, że najlepszym sposobem uniknięcia wojny jest przygotowanie się do niej. „Mówię wam bardzo wyraźnie: musimy przygotować się do wojny. To najlepszy sposób, aby uniknąć wojny”, dodając, że Europa nie powinna „okazywać słabości” wobec Rosji. Kraje NATO muszą przygotować się do wojny i wydawać więcej na obronę, w przeciwnym razie Rosja „może spróbować czegoś takiego jak na Ukrainie”.
Prezydent Wołodymyr Zełenski ostrzegł, że Rosja oficjalnie wzmocniła sojusz z Iranem i Koreą Północną, stwarzając bezpośrednie zagrożenie dla USA; „Po raz pierwszy od dziesięcioleci Rosja oficjalnie zademonstrowała swój sojusz, angażując Iran i Koreę Północną. Wcześniej utrzymywali stosunki, wymieniając się technologią, bronią itd., ale teraz aktywnie wciągnęła je w wojnę. Iran dostarcza broń, Korea Północna dostarcza zarówno broń, jak i wojska. (...) Od dziś Korea Północna, Rosja i Iran tworzą konkretny sojusz przeciwko Ukrainie i całemu Zachodowi. Uważam, że jest to w rzeczywistości sojusz przeciwko Stanom Zjednoczonym. To bardzo niebezpieczny sojusz”. Podkreślił, że trzy narody pogłębiły współpracę wojskową, skutecznie łącząc swoje przemysły obronne w celu zwiększenia produkcji broni; „Te trzy kraje, oprócz tego, że są mocarstwami nuklearnymi, są państwami bardzo eskalacyjnymi i z pewnością nie chodzi im o pokój. Są teraz zjednoczone i są strategicznymi partnerami. Skutecznie połączyły swoje przemysły obronne i będą nadal rozwijać i zwiększać produkcję broni”. Zełenski wyraził także obawy dotyczące żołnierzy KRLD stacjonujących w obwodzie kurskim, mówiąc, że zdobywają doświadczenie bojowe, które może zostać wykorzystane w przyszłych konfliktach gdzie indziej. „To dzieje się teraz i jest bardzo niebezpieczne dla Stanów Zjednoczonych i wielu krajów w regionie”.
Generał Wiktor Nazarow powiedział, że były Naczelny dowódca SZ Ukrainy i obecny ambasador w Wielkiej Brytanii, Wałerij Załużny, zaproponował wtargnięcie do rosyjskiego obwodu biełgorodzkiego w 2022 roku w celu ochrony obwodu charkowskiego. „Pomysł polegał na przeprowadzeniu ofensywy na terytorium Rosji, w ogólnym kierunku gdzieś na skrzyżowaniu obwodów kurskiego i biełgorodzkiego, w kierunku Biełgorodu. Wystarczyła decyzja polityczna”. Załużny podobno opowiadał się za strategią okrążenia lub blokady, mającą na celu odcięcie rosyjskiej armii możliwości przeprowadzenia ostrzałów i ataków rakietowych na Charków, a celem było „stworzenie zagrożenia dla północno-wschodniej flanki dostaw zasobów materialnych dla grupy działającej w Donbasie”. Na pytanie, dlaczego inwazja nie została przeprowadzona w 2022 roku, Nazarow stwierdził, że była to „kwestia polityczna”.

### 3 lutego
W opinii ISW siły rosyjskie nadal ponosiły duże straty w styczniu 2025 roku, pomimo wolniejszego tempa postępu w porównaniu z poprzednimi miesiącami pod koniec 2024 roku. Wojska ukraińskie posunęły się w pobliżu Borowej, a siły rosyjskie zrobiły postępy w pobliżu Kupiańska, Borowej, Łymanu, Czasiw Jaru, Torećka, Pokrowska, Kurachowego i w kierunku Dniepru. Rosyjscy blogerzy wojenni donosili, że siły rosyjskie zajęły miejscowości Zełene Połe, Tarasiwka w pobliżu Pokrowska. Według analizy przeprowadzonej przez agencję prasową AFP, bazującej na danych amerykańskiego ISW, w styczniu 2025 roku Rosja przejęła terytorium o powierzchni 430 km², z czego 80%. znajdowało się w obwodzie donieckim. W styczniu 2023 roku Rosji udało się zyskać jedynie 285 km², a w styczniu 2024 roku już tylko 146 km², jednak w porównaniu do dwóch poprzednich miesięcy, listopada i grudnia 2024 roku, Rosja odnotowała mniejsze zyski terytorialne w styczniu 2025 roku.
Siły Powietrzne Ukrainy podały, że w nocy Rosja zaatakowała Ukrainę za pomocą 71 dronów Shahed 136/131 i dronów-wabików różnych typów, wystrzelonych z Orła, Kurska, Briańska, Millerowa, Primorsko-Achtarska i Krymu. Ukraińska obrona przeciwlotnicza zestrzeliła 38 dronów w obwodach charkowskim, połtawskim, sumskim, kijowskim, czernihowskim, czerkaskim, zaporoskim, dniepropetrowskim, winnickim i chmielnickim, a kolejne 25 zaginęło na Ukrainie w ramach walki elektronicznej. W wyniku ataku ucierpiały obwody sumski, charkowski i czerkaski. W rejonie browarskim w obwodzie kijowskim doszło do zniszczeń spowodowanych spadającymi szczątkami zestrzelonych dronów. W obwodach dniepropetrowskim i donieckim wprowadzono awaryjne przerwy w dostawie prądu. W wyniku ataków na obiekty krytyczne oraz uszkodzeń sieci przesyłowych przez Rosję, przerwy w dostawach prądu wystąpiły również w obwodach charkowskim, sumskim, połtawskim, zaporoskim, kirowohradzkim oraz częściowo w czerkaskim i kijowskim. Prezydent Wołodymyr Zełenski podał, że w ciągu ostatniego tygodnia Rosja wystrzeliła w kierunku Ukrainy prawie 50 pocisków, ok. 660 dronów i ponad 760 bomb lotniczych.
Gubernator Wadym Fiłaszkin podał, że co najmniej sześć osób zginęło w rosyjskich atakach w miejscowościach Czasiw Jar i Pokrowsk w obwodzie donieckim. Według brytyjskiej gazety Financial Times od sześciu miesięcy Chersoń był codziennym celem bombardowań prowadzonych przez armię rosyjską z drugiego brzegu Dniepru. Pojawiła się nowa forma ataku, nazwana „ludzkim safari”, podczas którego drony terroryzowały, śledziły i bezlitośnie atakowały cywilów na ulicach. Od połowy lipca 2024 roku użyto 10 tys. takich urządzeń w takich atakach. Według gubernatora Ołeksandra Prokudina, prokuratorów regionalnych i policji, spowodowało to 37 zgonów i setki rannych. Ukraińska 831 Brygada Lotnictwa Taktycznego poinformowała, że 24-letni pilot myśliwca Iwan Bołotow zginął podczas wykonywania misji bojowej. Oddział specjalny „Omega” Gwardii Narodowej Ukrainy poinformował, że Anton Spitzen, założyciel jednostki „Peaky Blinders”, zmarł w wyniku obrażeń odniesionych podczas misji bojowej.
Rosyjscy i ukraińscy urzędnicy poinformowali, że Ukraina przeprowadziła zmasowany atak na obiekty energetyczne i naftowe w południowej Rosji, wystrzeliwując dziesiątki dronów. Ministerstwo Obrony Rosji podało, że w ciągu nocy obrona przeciwlotnicza przechwyciła i zniszczyła 70 ukraińskich dronów nad terytorium Rosji, w tym 25 nad obwodem wołgogradzkim, 27 nad obwodem rostowskim i siedem nad obwodem astrachańskim. Spadające szczątki dronów wywołały kilka pożarów w rafinerii ropy naftowej „Łukoil” w Wołgogradzie, gdzie mieszkańcy odnotowali w ciągu nocy co najmniej 50 eksplozji. Gubernator Igor Babuszkin potwierdził, że w Astrachaniu „wybuchł pożar”, podczas gdy Ukraina stwierdziła, że celem ataku była tamtejsza instalacja do przetwarzania gazu. Według relacji mieszkańców, w tym samym czasie uszkodzone zostały trzy obiekty elektrowni i gazociąg oraz zaatakowano obiekt Gazpromu. Nie odnotowano żadnych ofiar. SG Ukrainy poinformował, że lotnictwo przeprowadziło „precyzyjny atak” na rosyjskie stanowisko dowodzenia, znajdujące się w opuszczonym budynku w pobliżu wsi Nowoiwanowka w obwodzie kurskim. Budynek został poważnie uszkodzony, a Rosjanie ponieśli znaczne straty wśród personelu. Prokremlowski założyciel i dowódca ormiańskego paramilitarnego batalionu ochotniczego „Arbat”, Armen Nagapetowicz Sarkisjan, który walczył w szeregach armii rosyjskiej na Ukrainie, zginął wraz z ochroniarzem (cztery kolejne osoby zostały ranne) w wyniku eksplozji bomby pozostawionej w holu kompleksu mieszkalnego „Alije Parusa” w północno-wschodniej Moskwie.
Prezydent Zełenski powiedział, że SZ Ukrainy przechodziły na nową strukturę organizacyjną w celu modernizacji armii, a rząd i wojsko koncentrowały się na wdrażaniu planu restrukturyzacji, reformie struktury armii i przejściu na system korpusowy. Naczelny dowódca generał Ołeksandr Syrski potwierdził, że armia ukraińska rozpoczęła przechodzenie na system korpusowy oraz stwierdził, że w styczniu dowództwo było w stanie nieznacznie zwiększyć liczbę wycofywanych jednostek w celu przywrócenia ich gotowości bojowej, a odpowiednie plany na kolejny okres były już gotowe. Ponadto trwały działania mające na celu relokację i wysłanie personelu wojskowego z jednostek niebojowych do jednostek bojowych. Generał Syrski uznał operację Ukrainy w obwodzie kurskim i ataki na obiekty wojskowe głęboko na terytorium Rosji za kluczowe priorytety na polu bitwy. „Kontynuujemy skuteczne niszczenie rosyjskich obiektów wojskowych, aby zmniejszyć ich potencjał uderzeniowy. Niszczymy siły rosyjskie zarówno na Ukrainie, jak i w Rosji”, dodając, że: „Na ziemi, przede wszystkim, nasycamy jednostki utrzymujące obronę na linii frontu personelem i sprzętem”. Podkreślił także potrzebę poprawy rekrutacji i wsparcia psychologicznego dla żołnierzy oraz lepszej integracji przybyszów z ośrodków szkoleniowych przed prowadzeniem przez nich misji bojowych.
Dowódca Sił Systemów Bezzałogowych pułkownik Wadym Sucharewski powiedział, że wojsko ukraińskie dysponuje technologią laserową, która może razić niektóre cele, w tym rosyjskie drony. Ukraiński system laserowy nazywa się „Tryzub” i może zestrzelić samolot na wysokości ponad 2 km. Sucharewski dodał także, że Siły Systemów Bezzałogowych przeprowadziły ponad 220 operacji głęboko w terytorium Rosji w ciągu sześciu miesięcy od ich utworzenia. „Nasze jednostki przeprowadziły ponad 220 operacji, aby zaangażować wroga na terytorium Rosji. Do tej pory wystrzelono ponad 3500 broni”.
Prezydent Stanów Zjednoczonych Donald Trump powiedział, że ma nadzieję na wynegocjowanie umowy z Ukrainą, która umożliwiłaby Kijowowi zagwarantowanie dostaw metali ziem rzadkich, zasobów kluczowych w elektronice, w zamian za dalszą pomoc wojskową i gospodarczą ze strony USA. Ponadto Trump formalnie mianował generała Keitha Kellogga specjalnym wysłannikiem prezydenta USA na Ukrainę i Rosję. Ukraiński serwis NV, powołując się na źródła w ukraińskich i amerykańskich kręgach politycznych, podał, że specjalny wysłannik Trumpa na Ukrainę i Rosję, Keith Kellogg, ma przybyć na Ukrainę po 11 lutego 2025 roku. Według doniesień Kellogg ma udać się na Ukrainę, aby spotkać się z prezydentem Zełenskim, po czym uda się do Europy na rozmowy, a następnie weźmie udział w Monachijskiej Konferencji Bezpieczeństwa.
Agencja Reuters opublikowała analizę, w której stwierdzono, że opóźnienie w amerykańskiej pomocy wojskowej dla Ukrainy wynikało nie tylko ze sprzeciwu republikańskich członków Kongresu USA wobec pomocy w wysokości 60 miliardów dolarów, ale także z wewnętrznego chaosu w administracji Joego Bidena i obaw o eskalację konfliktu z Rosją. Różne części rządu USA stosowały różne definicje dostaw, co powodowało zamieszanie co do ilości pomocy, która dotrze na Ukrainę. W listopadzie 2024 roku Ukraina otrzymała tylko połowę istniejących zapasów obronnych, które Stany Zjednoczone obiecały dostarczyć w tym roku, a na początku grudnia dostarczono tylko 30% obiecanych pojazdów opancerzonych. Administracja Bidena przekazywała Ukrainie średnio ok. 558 milionów dolarów pomocy miesięcznie do września 2024 roku, ale po zwycięstwie Trumpa w wyborach prezydenckich amerykańska pomoc wojskowa wzrosła do poziomów nieobserwowanych od połowy 2023 roku. Między październikiem 2024 roku a 20 stycznia 2025 roku, kiedy to Biden opuścił urząd, USA udzielały średnio 1,1 mld dolarów pomocy miesięcznie.

### 4 lutego
Ukraińskie Zgruowanie „Chortyca” podało, że siły ukraińskie zmusiły Rosjan do opuszczenia swoich pozycji w pobliżu jednej z miejscowości w rejonie kupiańskim. Na kierunku kupiańskim siły rosyjskie bezskutecznie prowadziły ataki w rejonach Petropawliwki, Nowej Kruhlakiwki i Zahryzowego. Z kolei dowództwo armii rosyjskiej zmuszało żołnierzy do powrotu na utracone pozycje, grożąc im rozstrzelaniem. Analitycy projektu DeepState poinformowali, że Ukrainie udało się odzyskać pozycje w pobliżu Nadijiwki w obwodzie donieckim. Wieś położona jest 20 km na południowy zachód od ukraińskiego miasta Pokrowsk.
W ocenie ISW wojska rosyjskie zbliżyły się do Kupiańska. Siły rosyjskie stwierdziły także, że zajęto wieś Sribne, na południe od Pokrowska. Ponadto rosyjski bloger wojenny stwierdził, że siły rosyjskie na kierunku Siewierska nadal borykały się z problemami systemowymi, ponieważ dowódcy polowi składali fałszywe raporty o postępach, pomimo niedawnych zmian w dowództwie.
Sztab Generalny Ukrainy oświadczył, że Rosja atakowała w kierunkach Charkowa, Kupiańska, Łymanu, Kramatorska, Torećka, Pokrowska, Nowopawłowska, Zaporoża i Hulajpola, gdzie doszło do 85 starć. W ciągu 24h wojska rosyjskie przeprowadziły dwa ataki rakietowe, 76 nalotów, 2711 ataków dronów i 81 ostrzałów na pozycje ukraińskie i obszary zaludnione. Operacja w obwodzie kurskim trwała; wojska rosyjskie przeprowadziły 12 ataków na pozycje ukraińskie, 378 ataków artyleryjskich, pięć ostrzałów i 46 nalotów, używając 67 bomb lotniczych. Ukraińskie lotnictwo i artyleria zaatakowały sześć miejsc koncentracji, dwie jednostki artylerii i stację walki elektronicznej.
Według Sił Powietrznych Ukrainy w nocy Rosjanie zaatakowali terytorium ukraińskie przy użyciu 65 dronów Shahed 136/131 i dronów-wabików różnych typów, wystrzelonych z Orła, Kurska i Briańska. Ukraińska obrona przeciwlotnicza zniszczyła 37 dronów w obwodach połtawskim, sumskim, kijowskim, czernihowskim i czerkaskim, a kolejne 28 zaginęło na Ukrainie w ramach walki elektronicznej. W wyniku ataku ucierpiały obwody sumski i czerkaski; na terenie trzech prywatnych przedsiębiorstw w Czerkasach wybuchły pożary. W Buryniu i Sumach w wyniku upadku dwóch dronów uszkodzone zostały okna w budynkach mieszkalnych i placówce oświatowej oraz zostały zniszczone i uszkodzone domki letniskowe.
Gubernator Ołeh Siniehubow powiedział, że rosyjski atak rakietowy (według wstępnych danych pociskiem balistycznym) na centralną część Iziumu w obwodzie charkowskim zabił co najmniej pięć osób i zranił co najmniej 55 kolejnych, w tym troje dzieci w wieku 6, 14 i 16 lat; wśród zabitych była kobieta w ciąży. Podczas ataku został trafiony budynek administracyjny, a kolejny budynek administracyjny i kilka budynków mieszkalnych zostało uszkodzonych. Gubernator Iwan Fedorow podał, ze wojska rosyjskie nadal ostrzeliwały przyfrontowe wsie i miasta w obwodzie zaporoskim z różnych broni. Armia rosyjska zrzuciła bomby lotnicze na Hulajpole, w wyniku czego ranna została jedna kobieta. W mieście uszkodzony został wielopiętrowy budynek mieszkalny i samochody. Ukraiński operator energii elektrycznej Ukrenergo poinformował, że wprowadzono awaryjne wyłączenia zasilania w ośmiu obwodach (charkowskim, sumskim, donieckim, połtawskim, zaporoskim i kirowohradzkim oraz częściowo w obwodach dniepropetrowskim i czerkaskim) z powodu większego zużycia i rosyjskich ataków na system energetyczny.
Według Ośrodka Studiów Wschodnich (OSW) trwały walki o kontrolę nad szlakami komunikacyjnymi na flankach Pokrowska. Rosja zrobiła postępy w tym rejonie, jednak nie udało jej się posunąć w głąb zgrupowania ukraińskiego. Wojska ukraińskie stopniowo wycofywały się z obszaru na zachód od Kurachowego, starając się nie dopuścić do odcięcia jedynej drogi ewakuacji w kierunku zachodnim. Umożliwiający ją węzeł drogowy Andrijiwka–Kostiantynopil atakowany był przez Rosjan od północnego wschodu i od południa. Resztki sił ukraińskich w rejonie Wełykiej Nowosiłki wycofały się za rzekę Mokri Jały. Rosjanie poszerzyli obszar kontrolowany na obrzeżach Torećka, a pod kontrolą Ukraińców pozostawała część kopalni na północy miasta i graniczącej z nim miejscowości Krymśke. Pogłębieniu uległo oskrzydlenie wojsk ukraińskich w Czasiw Jarze, gdzie trwały walki o kontrolę nad centrum. Siły rosyjskie rozbudowywały przyczółki na prawym brzegu Oskołu na północ od Kupiańska oraz na prawym brzegu rzeki Żerebeć na północny wschód od Łymanu.
Szef wywiadu ukraińskiego generał Kyryło Budanow powiedział, ze ok. 8 tys. północnokoreańskich żołnierzy w dalszym ciągu walczyło z Ukrainą w rosyjskim obwodzie kurskim, zaprzeczając doniesieniom, że żołnierze KRLD nie byli widziani na linii frontu od tygodni. Liczba żołnierzy północnokoreańskich zmniejszyła się, a Ukraina próbuje ustalić, dlaczego. „Musimy poczekać trochę czasu, aby zobaczyć, czy nastąpią jakieś rzeczywiste zmiany, czy też jest to po prostu mniejsza aktywność przez kilka dni”. Dodał, że duże straty północnokoreańskiej armii mogą być związane z jej brakiem doświadczenia bojowego i taktyką ataków falami ludzkimi z ograniczoną ilością sprzętu. Agencja prasowa Yonhap, powołując się na południowokoreański wywiad, podała, że wojska północnokoreańskie nie walczyły w rosyjskim obwodzie kurskim od połowy stycznia 2025 roku.
Generał brygady Hennadij Szapowałow zrezygnował ze stanowiska dowódcy ukraińskiego Dowództwa Operacyjnego „Południe” po mianowaniu go łącznikiem z centrum koordynacji pomocy wojskowej NATO dla Ukrainy z siedzibą w Niemczech.
Prezydent Wołodymyr Zełenski ogłosił, że Ukraina jest otwarta na wydobywanie metali ziem rzadkich ze swoimi partnerami; „Jesteśmy otwarci na pomysł, że zasoby mineralne mogą być rozwijane z naszymi partnerami, którzy pomagają nam chronić naszą ziemię i odpierać wroga swoją bronią, swoją obecnością i pakietami sankcji. To jest absolutnie uczciwe. Mówiłem o tym we wrześniu, kiedy spotkaliśmy się z prezydentem Trumpem”, dodając, że: „Wiem, że oni [amerykańskie firmy] są naprawdę zainteresowani wejściem na Ukrainę i chciałbym, żeby rozwinęli ten obszar tutaj”. Prezydent Zełenski powiedział, że rząd Ukrainy finalizuje szczegóły pierwszej wizyty delegacji USA na Ukrainie od powrotu Donalda Trumpa do Białego Domu, kontaktując się w tej sprawie zespołem Trumpa, w tym z Kelloggiem i doradcą ds. bezpieczeństwa narodowego Michaelem Waltzem.
Prezydent Zełenski w wywiadzie z brytyjskim dziennikarzem Piersem Morganem powiedział, że jest gotowy usiąść do stołu negocjacyjnego z prezydentem Putinem, jeśli będzie to jedyne rozwiązanie, które przyniesie pokój Ukrainie, dodając, że Ukraina jest gotowa zakończyć „gorący etap” wojny i że jej gotowość do negocjacji z Rosją w ogóle stanowi kompromis. „Będziemy rozmawiać z Putinem. Nawet rozmowa z Putinem będzie kompromisem. Jeśli jest to jedyne rozwiązanie, w którym możemy przynieść pokój obywatelom Ukrainy i nie stracić ludzi, to zdecydowanie pójdziemy w to rozwiązanie... Co za różnica, jaki jest mój stosunek do niego? Nie będę dla niego miły, uważam go za wroga. I szczerze mówiąc, sądzę, że on również uważa mnie za wroga”. Zasugerował, że Stany Zjednoczone powinny zapewnić Ukrainie alternatywną gwarancję bezpieczeństwa, taką jak broń jądrowa, jeśli nie są gotowe przyjąć jej do NATO, przyznając, że przystąpienie Ukrainy do Sojuszu może zostać opóźnione „o lata lub dekady”, co stawia pytanie, w jaki sposób jego kraj będzie się bronił. „Zróbmy to: zwróćmy nam broń jądrową; dajmy nam systemy rakietowe; pomóżmy nam sfinansować milionową armię; lub rozmieść swoje kontyngenty w częściach naszego kraju, w których chcemy stabilizacji, aby ludzie czuli się bezpiecznie”.
Zełenski dodał, że od początku konfliktu zginęło 45 100 żołnierzy ukraińskich, a 390 tys. zostało rannych, chociaż rzeczywista liczba rannych żołnierzy była mniejsza, biorąc pod uwagę, że niektórzy żołnierze odnieśli wiele ran podczas oddzielnych incydentów. Z kolei po stronie rosyjskiej zginęło ok. 350 tys. żołnierzy, a rannych zostało 600–700 tys. Wyjaśnił ten stosunek 1:2 stwierdzeniem, że rosyjska „medycyna polowa jest słabsza” od ukraińskiej. Rosjanie nie zabierali rannych, lecz zostawiali ich na polu bitwy. Według Zełenskiego ok. 40% broni i sprzętu, których Ukraina używa na polu bitwy, jest produkcji ukraińskiej, podczas gdy USA wniosły ok. 30%; „To nie przynosi spokoju, ale raczej moralne przekonanie, że oczywiście nie zostaniemy z pustymi rękami bez wsparcia Stanów Zjednoczonych. Wkład USA w zdolności obronne i bezpieczeństwo Ukrainy wynosi ok. 30%. Można sobie wyobrazić, co by się z nami stało bez tych kluczowych 30%”.
Ambasador Ukrainy w USA Oksana Markarowa, w odpowiedzi na oświadczenie Keitha Kellogga, który wezwał do przeprowadzenia wyborów parlamentarnych i prezydenckich na Ukrainie do końca roku powiedziała, że Ukraina nie przeprowadzi wyborów, dopóki wojna z Rosją się nie skończy. „Ukraina i Ameryka to wolne kraje. Każdy może wyrazić swoje zdanie. Jeśli ta kwestia zostanie poruszona, z pewnością będziemy gotowi na tę dyskusję, tak jak robiliśmy to wcześniej. Będziemy bardzo szczęśliwi, jeśli wybory odbędą się na Ukrainie, ponieważ będzie to oznaczało, że wygraliśmy tę wojnę”.

### 5 lutego
Rosyjskie Ministerstwo Obrony stwierdziło, że siły rosyjskie zajęły wieś Nowomłynśk w północno-wschodnim obwodzie charkowskim oraz Baraniwkę na północ od Oczeretyne w obwodzie donieckim. Ukraiński obserwator wojskowy poinformował, że Rosjanie zajęli wieś Zapadne w obwodzie charkowskim, podczas gdy rosyjskie źródło donosiły, że siły rosyjskie przekroczyły rzekę Oskoł w pobliżu miasta Topoli.
Według ISW prezydent Zełenski nadal demonstrował gotowość do negocjacji z Rosją z zasadniczego stanowiska, które chroni suwerenność i integralność terytorialną Ukrainy w dłuższej perspektywie. Wojska rosyjskie posunęły naprzód się w kierunku Kupiańska, Torećka, Pokrowska i Kurachowego, z kolei siły ukraińskie posunęły się w kierunku Pokrowska.
Sztab Generalny Ukrainy oświadczył, że Rosja atakowała w kierunkach Charkowa, Kupiańska, Łymanu, Siewierska, Kramatorska, Torećka, Pokrowska i Nowopawłowska, gdzie doszło do 101 starć. W ciągu 24h wojska rosyjskie przeprowadziły trzy ataki rakietowe, 84 naloty, 2829 ataków dronów i 94 ostrzałów na pozycje ukraińskie i obszary zaludnione. Operacja w obwodzie kurskim trwała; wojska rosyjskie przeprowadziły pięć ataków, 612 ataków artyleryjskich, 11 ostrzałów i 47 nalotów, używając 76 bomb lotniczych na pozycje ukraińskie i miejscowości. Ukraińskie lotnictwo i artyleria zaatakowały 14 miejsc koncentracji i jedną jednostkę artylerii.
Siły Powietrzne Ukrainy oświadczyły, że w nocy armia rosyjska zaatakowała Ukrainę za pomocą dwóch rakiet balistycznych Iskander-M (wystrzelonych z obwodu kurskiego) oraz 104 dronów Shahed 136/131 i dronów-wabików różnych typów (z Orła, Kurska, Briańska i Primorsko-Achtarska). Ukraińska obrona przeciwlotnicza zniszczyła 57 dronów w obwodach charkowskim, połtawskim, sumskim, kijowskim, czerkaskim, czernihowskim, żytomierskim, chmielnickim i kirowohradzkim, a kolejne 42 zaginęły na Ukrainie w ramach walki elektronicznej. Atak dotknął obwody kijowski, kirowogradzki, sumski, charkowski i doniecki.
Wojska rosyjskie kontynuowały ataki na ludność cywilną w obwodzie chersońskim. W wyniku ostrzału i ataków dronów w regionie zginął 53-letni mężczyzna, a siedem kolejnych osób zostało rannych. Gubernator Ołeh Siniehubow podał, że w wyniku nocnego ataku dronów (Geran-2) na rejony sałtiwski i osnowiański w Charkowie uszkodzeniu i spaleniu uległy budynki niemieszkalne, w tym zabytki architektury i siedem budynków placówki oświatowej. Jedna osoba została ranna. Gubernator Serhij Tiurin poinformował, że „doszło do eksplozji na terenie Terytorialnego Centrum Werbunku i Pomocy Społecznej w rejonie Kamieńca Podolskiego”, w wyniku czego jedna osoba zginęła, a cztery zostały ranne. To trzeci tego typu incydent w ciągu kilku dni.

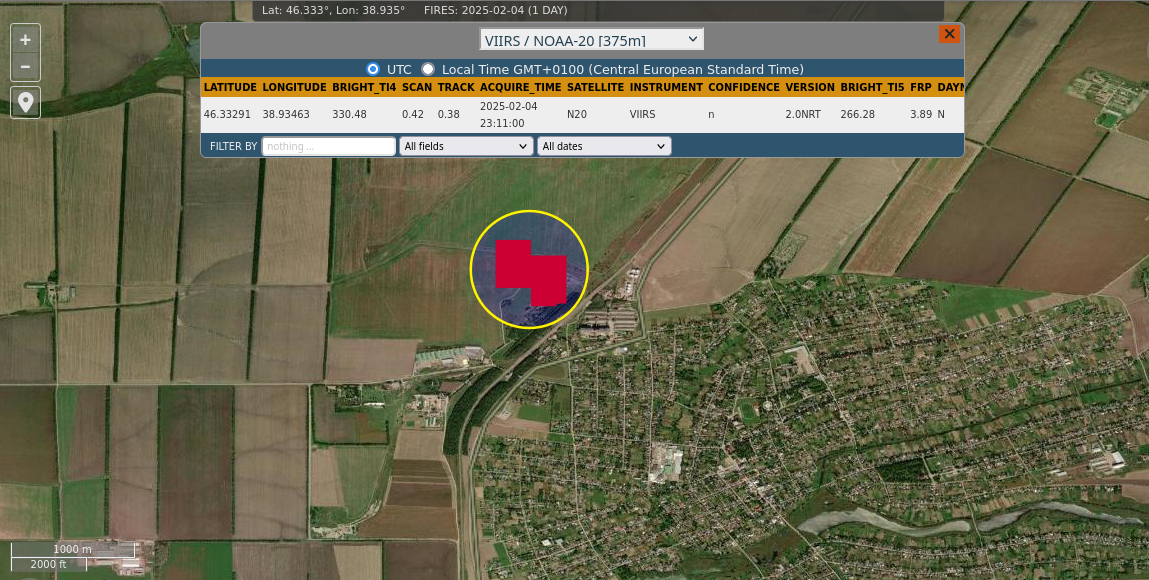
Zdjęcia NASA FIRMS pokazujące pożar 4 lutego 2025 roku 23:11 (UTC) w rafinerii we wsi Nowominskaja w Kraju Krasnodarskim.

Gubernator Weniamin Kondratiew stwierdził, że w nocy drony SBU i armii ukraińskiej podpaliły zbiornik w zakładzie naftowym „Albaszneft” we wsi Nowominskaja w Kraju Krasnodarskim, dodając, że pożar został szybko ugaszony i nie zgłoszono żadnych ofiar. Rosyjskie Ministerstwo Obrony podało, że w ciągu nocy zestrzelono cztery drony nad terytorium Rosji. Sztab Generalny Ukrainy podał, że ukraińskie drony uszkodziły również system obrony powietrznej Buk-M3 w obwodzie zaporoskim.
Minister obrony Rustem Umierow poinformował, że rozmawiał o rozszerzeniu współpracy obronnej z delegacją Międzyrządowej Agencji Współpracy Obronnej Czech (AMOS). Strony zgodziły się przyspieszyć dostawy wsparcia, rozwijać wspólną produkcję amunicji i wymieniać się technologiami wojskowymi. Jednym z nowych projektów będzie produkcja karabinów z wykorzystaniem „duńskiego modelu” finansowania. Umierow zauważył, że współpraca koncentrowała się na kluczowych obszarach, w tym produkcji i dostawie amunicji wielkokalibrowej, wymianie technologii wojskowych i rozwoju współpracy przemysłowej między Ukrainą a Czechami. Unia Europejska w marcu 2025 roku przekaże Ukrainie drugą transzę w wysokości 2 miliardów euro z zysków wygenerowanych przez zamrożone rosyjskie aktywa w Euroclear; w 2024 roku bank zarobił 6,9 mld euro na zamrożonych rosyjskich aktywach, a w 2023 roku przychody wyniosły 4,4 mld euro. Kancelaria prezydenta İlhama Əliyeva poinformowała, że Azerbejdżan przekaże Ukrainie pomoc humanitarną o wartości 1 miliona dolarów w postaci sprzętu elektrycznego, który wesprze ukraińską sieć energetyczną.
Donald Trump powiedział, że Stany Zjednoczone były w kontakcie z przywódcami Rosji i Ukrainy w sprawie wojny, nazywając rozmowy „konstruktywnymi”. „Prowadzimy bardzo dobre rozmowy, bardzo konstruktywne rozmowy na temat Ukrainy. Rozmawiamy z Rosjanami i rozmawiamy z ukraińskim przywództwem”. Agencja Bloomberg podała, że administracja Donalda Trumpa może przedstawić plan zakończenia wojny rosyjsko-ukraińskiej na Monachijskiej Konferencji Bezpieczeństwa, która odbędzie się w dniach 14–16 lutego 2025 roku. Źródła publikacji podały, że plan przedstawi specjalny przedstawiciel Trumpa na Ukrainę i Rosję, Keith Kellogg.
Minister spraw zagranicznych Wielkiej Brytanii David Lammy przybył do Kijowa, aby omówić współpracę dwustronną i kwestie bezpieczeństwa Ukrainy. Na miejscu powitał go ambasador Ukrainy w Wielkiej Brytanii Wałerij Załużny. Szef MSZ Lammy na konferencji prasowej powiedział, że Wielka Brytania nie widzi oznak, że Rosja jest gotowa na poważne negocjacje pokojowe z Ukrainą; „Nie uważamy, aby Rosja poważnie podchodziła do negocjacji i poważnie podchodziła do pokoju. A warunki, które zostały określone przez Putina w 2024 roku, nie stanowiły żadnej podstawy, na której można by poważnie oczekiwać, że suwerenne państwo rozpocznie negocjacje”. Rząd brytyjski ogłosił, że Wielka Brytania przekaże Ukrainie 69 milionów dolarów w ramach nowej pomocy humanitarnej i gospodarczej, mającej na celu promowanie długoterminowego partnerstwa między oboma państwami. Szef MSZ Ukrainy Andrij Sybiha powiedział, że: „To finansowanie programów socjalnych, humanitarnych i energetycznych wzmocni naszą odporność. A ta pomoc jest teraz bardzo na czasie”.
Prezydent Wołodymyr Zełenski podpisał ustawy przedłużające stan wojenny i mobilizację na Ukrainie od 8 lutego do 9 maja 2025 roku.
Rosja i Ukraina przeprowadziły wymianę jeńców, w której pośredniczyły Zjednoczone Emiraty Arabskie. W wyniku wymiany uwolniono po 150 jeńców wojennych przetrzymywanych przez każdą ze stron. Prezydent Zełenski stwierdził, że: „Niektórzy z nich byli w niewoli przez ponad dwa lata”. Wśród 150 uwolnionych Ukraińców było m.in. 42 żołnierzy i pracowników MSW Ukrainy, obrońcy Mariupola, Azowstalu i elektrowni Iljicza, a także obrońcy Czarnobylskiej Elektrowni Jądrowej i miejscowości w obwodach donieckim i ługańskim oraz 22 żołnierzy Gwardii Narodowej, 19 żołnierzy Straży Granicznej i jeden funkcjonariusz policji.

### 6 lutego
Wojska rosyjskie zdobyły wieś Daczne, na zachód od Kurachowego w obwodzie donieckim oraz wieś Fyholiwka, na zachód od rzeki Oskoł. Rzecznik ukraińskiego Zgrupowania „Chortyca” Wiktor Trehubow powiedział, że w styczniu 2025 roku Rosja straciła więcej żołnierzy w sektorze pokrowskim, niż poniosła łącznie w całej II wojnie czeczeńskiej, podczas której zginęło 6 tys. wojskowych.
Pół roku po rozpoczęciu operacji armia ukraińska rozpoczęła nową ofensywę w obwodzie kurskim, posuwając się do 5 km za rosyjskie linie na południowy wschód od Sudży i zdobywając kilka miejscowości. Rosyjskie media twierdziły, że nowy atak mógł być „manewrem dywersyjnym” przed szerszą kontrofensywą. Według doniesień kolumna sił ukraińskich posuwała się w linii prostej na odległość ok. 4–6 km w kierunku miejscowości Czerkasskaja Konopielka i Ułanok. Materiały geolokalizacyjne pokazywały, że Ukraińcy posuwali się na południowy zachód od Machnowki (na południowy wschód od Sudży) oraz na północ i wschód od Czerkasskajej Konopielki (wioski na południowy wschód od Sudży) wzdłuż drogi 38K-028 Sudża–Obojań, przejmując kontrolę nad Kołmakowem (na północ od Czerkasskajej Konopielki) i Fansiejewką (na południowy wschód od Czerkasskajej Konopielki). Ministerstwo Obrony Rosji oświadczyło, że wojska rosyjskie „udaremniły próbę kontrofensywy ukraińskich sił zbrojnych” na południowy wschód od Sudży, we wsiach Ułanok i Czerkasskaja Konopielka. Rosjanie stwierdzili, że siły ukraińskie wysłały do ataku „dwa bataliony zmechanizowane, czołgi i pojazdy opancerzone”. SG Ukrainy podał, że w ciągu ponad 6 miesięcy walk w obwodzie kurskim straty rosyjskie sięgnęły prawie 40 tys. żołnierzy, z czego ponad 16 tys. zostało zabitych, a kolejne 909 żołnierzy wzięto do niewoli.
W ocenie ISW siły ukraińskie posunęły się naprzód w obwodzie kurskim i odzyskały utracone pozycje w pobliżu Kurachowego, z kolei wojska rosyjskie poczyniły postępy w pobliżu Kupiańska, Czasiw Jaru i Kurachowego. Brytyjskie MON podało, że w styczniu 2025 roku postępy terytorialne Rosji na Ukrainie spowolniły, ponieważ objęły ok. 320 km² w porównaniu z ok. 400 km² w grudniu 2024 roku. Rosja przejęła kontrolę nad strategiczną pozycją w Wełyce Nowosiłce, ale postęp na większości linii frontu pozostał stosunkowo niewielki. W 2024 roku postępy Rosji przyspieszyły, a w listopadzie przejęto ponad 700 km²; były to jedne z najszybszych postępów od wczesnych etapów wojny. W obwodzie kurskim zaobserwował niewielkie rosyjskie postępy w styczniu 2025 roku. „Północnokoreańskie jednostki (...) tymczasowo wycofały się z pozycji na linii frontu, prawdopodobnie w celu odpoczynku i przegrupowania przed ponownym rozmieszczeniem. Jest to prawdopodobnie spowodowane głównie dużymi stratami poniesionymi podczas ataków na pozycje ukraińskie”.
Według ukraińskich Sił Powietrznych w nocy wojska rosyjska zaatakowały Ukrainę przy użyciu dwóch rakiet balistycznych Iskander-M (wystrzelonych z obwodu kurskiego) oraz 77 dronów Shahed 136/131 i dronów-wabików różnych typów (z Orła, Kurska, Briańska i Szatałowa). Ukraińska obrona przeciwlotnicza zestrzeliła 56 dronów w obwodach charkowskim, połtawskim, sumskim, kijowskim, czerkaskim, czernihowskim, żytomierskim, winnickim, zaporoskim, dniepropetrowskim i odeskim, a kolejne 18 zaginęło na Ukrainie. W wyniku ataku ucierpiały obwody charkowski, czerkaski i dniepropetrowski. Z powodu uszkodzeń obiektów energetycznych i przesyłowych nad ranem wprowadzono awaryjne wyłączenia prądu w obwodach charkowskim, sumskim, donieckim, połtawskim, zaporoskim, kirowohradzkim oraz częściowo dniepropetrowskim i czerkaskim. Prokuratura Regionalna podała, że ok. 23:25 Rosjanie zaatakowali dronem Geran-2 największy bazar w Charkowie, „Barabaszowo”, niszcząc i uszkadzając co najmniej 100 pawilonów handlowych, jednak nikt nie zginął. O 1:05 rosyjski dron zaatakował także obiekt infrastruktury transportowej w rejonie nowobawarskim.
Gubernator Wiaczesław Gładkow stwierdził, że trzy osoby (mężczyzna i dwie dziewczyny w wieku 18 i 14 lat) zginęły w ataku ukraińskiego drona w pobliżu wsi Logaczewka w obwodzie biełgorodzkim. Sztab Generalny Ukrainy poinformował, że między północą a wczesnym rankiem Siły Systemów Bezzałogowych zaatakowały bazę lotniczą Primorsko-Achtarsk w Kraju Krasnodarskim, powodując eksplozje i pożar w obiekcie oraz uszkadzając główne stanowisko startowe dronów. Obiekt ten przechowuje i wystrzeliwuje drony oraz konserwuje samoloty używane do ataków na ukraińskie regiony graniczne Chersonia i Zaporoża.
Minister obrony Sébastien Lecornu powiedział, że pierwsze francuskie myśliwce Mirage 2000-5 przybyły na Ukrainę wraz „z ukraińskimi pilotami szkolonymi przez kilka miesięcy we Francji na pokładzie, będą teraz uczestniczyć w obronie ukraińskiego nieba”. Chociaż rząd francuski nie podał dokładnej liczby dostarczonych samolotów, raport budżetowy Zgromadzenia Narodowego wspomina o dostawie sześciu samolotów. Prezydent Zełenski i minister obrony Rustem Umierow ogłosili, że kolejna partia F-16 z Holandii dotarła na Ukrainę. Liczba samolotów nie została ujawniona. Holandia nie sprzeciwiała się temu, aby Ukraina używała F-16 do ataku na terytorium Rosji.
Dowódca ukraińskich Sił Systemów Bezzałogowych pułkownik Wadym Sucharewski poinformował, że ukraiński laser „Tryzub” (Trójząb) jest wykorzystywany operacyjnie i „już teraz atakuje określone cele na określonych wysokościach”.
Specjalny wysłannik prezydenta Trumpa na Ukrainę i Rosję, Keith Kellogg, odrzucił możliwość odzyskania przez Ukrainę broni jądrowej, opisując szansę na to jako nikłą lub wręcz niemożliwą. „Bądźmy szczerzy, obaj wiemy, że to się nie wydarzy”. Kellog stwierdził, że: „Pamiętajcie, prezydent [Trump] powiedział, że jesteśmy rządem zdrowego rozsądku. Kiedy ktoś mówi coś takiego, spójrzcie na wynik lub potencjał. To jest używanie zdrowego rozsądku”. Stwierdził również, że USA nie przedstawią planu zakończenia wojny Rosji z Ukrainą podczas Monachijskiej Konferencji Bezpieczeństwa w przyszłym tygodniu (14–16 lutego 2025 roku). „Będziemy prowadzić dyskusje z wyższymi rangą liderami w Europie i przekażemy to, czego się dowiedzieliśmy, prezydentowi Stanów Zjednoczonych, a potem pójdziemy dalej”. Ponadto Keith Kellogg w wywiadzie dla New York Post oświadczył, że prezydent Donald Trump jest gotowy podwoić sankcje wobec Rosji, aby wywrzeć presję na władze rosyjskie w celu zakończenia wojny z Ukrainą. Według nie obecne sankcje USA wobec Rosji, szczególnie te wymierzone w jej sektor energetyczny, były „3 w 10-stopniowej skali” pod względem presji ekonomicznej, dodając, że jest znaczne pole do ich dalszego wzmocnienia. „Naprawdę można by zwiększyć sankcje – zwłaszcza najnowsze sankcje [wymierzone w produkcję i eksport ropy naftowej]. To bardzo szeroko otworzyło drzwi, aby coś zrobić”.
Naczelny dowódca armii ukraińskiej generał Ołeksandr Syrski na spotkaniu na temat rozwoju systemów bezzałogowych i walki elektronicznej poinformował, Rosja tworzyła Siły Systemów Bezzałogowych i planowała zrekrutować do 2030 roku do 210 tys. żołnierzy w 277 jednostkach wojskowych. Podał także, że w styczniu 2025 roku „66% rosyjskiego sprzętu zostało unieruchomionych właśnie w wyniku działania dronów uderzeniowych różnego typu. Łącznie w ciągu miesiąca sprawozdawczego nasze drony uderzyły lub zniszczyły o 7% więcej celów niż w grudniu [2024 roku]”, dodając, że największą liczbę uszkodzeń (49%) spowodowały drony FPV. Liderami w tym obszarze były jednostki Sił Powietrznodesantowych z 46 Brygady Aeromobilnej, 3 Brygady Szturmowej i 80 Brygady Powietrznodesantowej.
Agencja Reuters podała, że od grudnia 2024 roku celność północnokoreańskich pocisków używanych przez Rosję na ukraińskim polu bitwy uległa poprawie. W ostatnich tygodniach ponad 20 północnokoreańskich pocisków balistycznych wystrzelonych w kierunku Ukrainy poprawiło swoją celność, a odchylenie od zamierzonego celu zostało zmniejszone do 50–100 m. Analitycy uważali, że Korea Północna wykorzystywała pole bitwy jako poligon doświadczalny dla swojej technologii rakietowej i ulepszała swoją broń do przyszłego użytku. Poinformowano również, że strona koreańska dostarczyła Rosji ponad 5 milionów pocisków artyleryjskich i co najmniej 100 rakiet balistycznych krótkiego zasięgu, w tym KN-23/24.

### 7 lutego
Ministerstwo Obrony Rosji stwierdziło, że siły rosyjskie zdobyły Torećk w obwodzie donieckim, kończąc bitwę o miasto. Rzecznik prasowy ukraińskiej 28 Brygady Jewhen Alchimow zdementował to, stwierdzając, że jego oddział nie został przeniesiony ze swojej pozycji, co prawdopodobnie stałoby się, gdyby miejscowość upadła. Dodał, że: „Trwały intensywne [rosyjskie] operacje szturmowe”.
Prezydent Wołodymyr Zełenski po spotkaniu ze Sztabem Naczelnego Dowódcy oświadczył, że Rosjanie po raz kolejny wysłali żołnierzy północnokoreańskich do obwodu kurskiego, pomimo wcześniejszego wycofania ich z powodu znacznych strat. „Doszło do nowych ataków w rejonie operacji kurskiej. Armia rosyjska przerzuciła północnokoreańskich żołnierzy. Znaczna liczba okupantów została wyeliminowana, w tym setki rosyjskich i północnokoreańskich żołnierzy”. Według niego ok. 60 tys. żołnierzy rosyjskich i sojuszniczych było wówczas zaangażowanych w walkę z siłami ukraińskimi w obwodzie kurskim. Ta koncentracja sił uniemożliwiła wysłanie posiłków na inne krytyczne odcinki frontu, takie jak Pokrowsk w obwodzie donieckim.
Według ISW siły ukraińskie nieznacznie posunęły się naprzód podczas ataków zmechanizowanych w obwodzie kurskim, jednak rosyjskie źródła stwierdziły 6 i 7 lutego, że siły rosyjskie przynajmniej tymczasowo wstrzymały postępy Ukrainy na południowy wschód od Sudży. Wojska rosyjskie zrobiły postępy w pobliżu Borowej i Torećka.
Ukraińskie Siły Powietrzne podały, że Rosja zaatakowała Ukrainę przy wykorzystaniu 112 dronów Shahed 136/131 i dronów-wabików różnych typów, wystrzelonych Kursk, Orła, Millerowa, Briańska i Szatałowa. Ukraińska obrona przeciwlotnicza zniszczyła 81 dronów w obwodach charkowskim, połtawskim, sumskim, kijowskim, czerkaskim, czernihowskim, kirowohradzkim, żytomierskim, chmielnickim, zaporoskim, dniepropetrowskim, mikołajowskim i odeskim, a kolejne 31 zaginęło na Ukrainie w ramach walki elektronicznej. W wyniku ataku doszło do zniszczeń w obwodach sumskim, kijowskim i chmielnickim. Według doniesień krótko przed północą trzy osoby cywilne zginęły w rosyjskim ataku lotniczym (za pomocą zmodyfikowanej bomby lotniczej na Myropillę w obwodzie sumskim. Chersońska Agencja Prasowa podała, że ok. 11:30 armia rosyjska zaatakowała artylerią Zełeniwkę koło Chersonia. W ataku ranny został 48-letni mieszkaniec, który trafił do szpitala. Rzecznik ukraińskich Sił Powietrznych Jurij Ihnat potwierdził, że rosyjski KAB został zestrzelony nad obwodem zaporoskim, prawdopodobnie przy użyciu „eksperymentalnej broni”.
Ministerstwo Obrony Holandii przekazało Ukrainie mobilne laboratorium badawcze JDEAL w celu zbadania zbrodni wojennych. Delegacja ukraińska podpisała umowę na jego odbiór. „JDEAL zawiera wszystkie rodzaje zasobów do przeprowadzania dochodzeń kryminalistycznych i technicznych na miejscu. Na przykład weryfikacja odcisków palców, analiza śladów DNA i odczytywanie telefonów komórkowych”.
Pierwszy zastępca ministra obrony Ukrainy generał porucznik Iwan Hawryluk oświadczył, że ok. 70% broni i sprzętu wojskowego używanego na polu bitwy pochodziło z pomocy międzynarodowej, dodając, że: „Teraz potrzebujemy pomocy od naszych partnerów, zwłaszcza w zakresie dostaw tych rodzajów broni, których sami nie produkujemy lub produkujemy w niewystarczających ilościach”. „Zamówienia publiczne coraz bardziej koncentrowały się na producentach krajowych. W ubiegłym [2024] roku prawie ⅔ kontraktów na zakup sprzętu wojskowego dla armii ukraińskiej zostało zawartych z ukraińskimi producentami broni. Udało nam się zmniejszyć zależność od importu, np. specjalnego sprzętu opancerzonego, a Ukraina zbliżała się do samowystarczalności w produkcji dronów”.
Prezydent Zełenski naciskał na zawarcie umowy ze Stanami Zjednoczonymi, która przyznałaby amerykańskim firmom dostęp do ogromnych rezerw metali ziem rzadkich na Ukrainie w zamian za dalsze wsparcie finansowe i militarne. Zełenski stwierdził, że propozycja była zgodna z interesem prezydenta Donalda Trumpa w zapewnieniu metali ziem rzadkich i innych kluczowych minerałów jako części stałego wsparcia dla Ukrainy, podkreślając, że Ukraina nie oferuje „oddania” swoich zasobów, ale zamiast tego dąży do korzystnego dla obu stron partnerstwa. „Amerykanie pomogli najwięcej, zatem Amerykanie powinni zarobić najwięcej”, dodając, że ma nadzieję omówić tę kwestię bezpośrednio z Trumpem. Według Zełenskiego mniej niż 20% zasobów mineralnych Ukrainy znajduje się pod okupacją rosyjską, w tym ok. połowa jej złóż metali ziem rzadkich. Prezydent Donald Trump powiedział, że może spotkać się z prezydentem Zełenskim w następnym tygodniu i wskazał, że spotkanie może odbyć się w Waszyngtonie. Nie planował jechać do Kijowa. Podczas spotkania z Zełenskim miał nadzieję omówić wsparcie finansowe i militarne, jakiego USA udzielają Ukrainie, a także bezpieczeństwo ukraińskich aktywów, takich jak metale ziem rzadkich. Po raz kolejny wyraził zainteresowanie spotkaniem z prezydentem Władimirem Putinem, z którym utrzymuje „dobre stosunki”.
Wicepremier i minister sprawiedliwości Olha Stefaniszyna powiedziała, że Ukraina pracowała nad zdobyciem alternatywnych źródeł finansowania dla kluczowych programów, wcześniej wspieranych przez Agencję Stanów Zjednoczonych ds. Rozwoju Międzynarodowego (USAID) i osiągnęła już wstępne porozumienia w sprawie niektórych z nich. „Negocjacje trwają. Ministrowie w rządzie Ukrainy odbyli spotkania dotyczące kluczowych programów, w tym ministerstw energetyki, infrastruktury, transformacji cyfrowej i sprawiedliwości”. Stefaniszyna podała, że pilnie przeznaczono już środki finansowe na działania związane z odbudową, odpornością energetyczną i projektami cyberobrony.
Według doniesień Bułgaria otrzyma ok. 500 milionów euro od największych darczyńców Ukrainy w ramach rekompensaty za pomoc wojskową dla niej. Minister obrony Atanas Zaprjanow powiedział, że: „Pomagając Ukrainie, tak naprawdę pomagamy sobie”. Bułgaria otrzymała już 174 miliony euro od Danii w ramach dwóch kontraktów związanych z pomocą wojskową dla Ukrainy, a władze spodziewały się co najmniej kolejnych 300 milionów euro od USA i Komisji Europejskiej jako rekompensaty za wysłanie sprzętu wojskowego na Ukrainę.
Centrum Komunikacji Strategicznej i Bezpieczeństwa Informacyjnego Ukrainy zaprzeczyło doniesieniom medialnym o rzekomym nieudanym wystrzeleniu przez Rosję nowego pocisku balistycznego średniego zasięgu, Oresznik, w kierunku Ukrainy. Oświadczenie pojawiło się po tym, jak Forbes, cytując ukraińskiego żołnierza i blogera Kyryło Sazonowa, napisał, że 6 lutego Rosja wystrzeliła kolejny pocisk Oresznik „najwyraźniej celując w Kijów”. Sazonow stwierdził, że pocisk „nie poleciał daleko” i eksplodował w Rosji. „Artykuł w amerykańskich mediach opierał się wyłącznie na założeniach Sazonowa, a nie na rzeczywistych danych”.
Władze rosyjskie miały rzekomo odkryć spisek, w ramach którego rosyjskim żołnierzom wysłano zestawy słuchawkowe do dronów FPV załadowane materiałami wybuchowymi. Każdy zestaw słuchawkowy zawierał 10–15 gramów materiałów wybuchowych i był zaprogramowany tak, aby detonował się po aktywacji. Urzędnicy porównali to do ataków urządzeń elektronicznych, przeprowadzonych przez Izrael w Libanie w 2024 roku.

### 8 lutego
W opinii ISW Rosja może dostarczać Korei Północnej technologię dronów i rakiet w zamian za wojska północnokoreańskie walczące w obwodzie kurskim. Rosja nadal rozszerzała swoje możliwości militarne, co wskazywało, że nie jest bezpośrednio zainteresowana negocjacjami ani trwałym pokojem z Ukrainą. Rosyjskie dowództwo może przerzucać siły z kierunku Kurachowego w kierunku Torećka, aby ułatwić operacje ofensywne przeciwko Konstantynówce wiosną lub latem 2025 roku. Siły ukraińskie zrobili postępu w pobliżu Czasiw Jaru, a siły rosyjskie zbliżyły się do Kupiańska, Łymanu i Torećka.
Siły Powietrzne Ukrainy poinformowały, że w nocy wojska rosyjskie zaatakowały Ukrainę za pomocą 139 dronów Shahed 136/131 i dronów-wabików różnych typów, wystrzelonych z Kurska, Orła, Millerowa, Briańska i Szatałowa. Ukraińska obrona przeciwlotnicza zniszczyła 67 dronów nad obwodami kijowskim, charkowskim, połtawskim, sumskim, czerkaskim, czernihowskim, kirowohradzkim, winnickim, żytomierskim, chmielnickim, zaporoskim, dniepropetrowskim, donieckim i odeskim, a kolejne 71 zaginęło na Ukrainie w ramach walki elektronicznej. W wyniku ataku ucierpiały obwody sumski, połtawski, dniepropietrowski i kijowski. W Sumach ugaszono pożar w prywatnym budynku mieszkalnym, który wybuchł po uderzeniu rosyjskiego drona.
Gubernator Andriej Boczarow powiedział, że rosyjska obrona przeciwlotnicza przechwyciła ukraiński atak dronów na rafinerię ropy naftowej w rejonie kumyłżeńskim w obwodzie wołgogradzkim. Nie odnotowano żadnych zniszczeń i ofiar. Ministerstwo Obrony Rosji stwierdziło, że obrona przeciwlotnicza zestrzeliła 36 ukraińskich dronów nad obwodami rostowskim (18), wołgogradzkim (11), biełgorodzkim (5) i Krajem Krasnodarskim (2). Szef Centrum Zwalczania Dezinformacji Ukrainy Andrij Kowalenko podał, że drony zostały użyte do ataku na dwa lotniska wojskowe, siedzibę Południowego Okręgu Wojskowego Rosji i system S-400 zlokalizowane w Rostowie nad Donem. Kanał na Telgramie „Eto Rostov” podał, że w nocy drony zaatakowały stację pompującą ropę naftową na przedmieściach wsi Czortkowe w obwodzie rostowskim. Ukraińska 28 Brygada Zmechanizowana poinformowała, że zestrzelono rosyjski myśliwiec Su-25 za pomocą rakiety Igła oraz poważnie uszkodzono (w wyniku ataku dronów) śmigłowiec Mi-8 wysłany na ratunek pilotowi, zmuszając go do wycofania się w pobliżu Torećka. Według rosyjskich władz okupacyjnych, w okupowanej Makiejewce w wyniku ukraińskiego ostrzału zginęła kobieta, a 10 osób zostało rannych.
Naczelny dowódca armii ukraińskiej generał Ołeksandr Syrski podkreślił kluczowe osiągnięcia wojskowe w pierwszym roku swojego urzędowania, w tym ataki dalekiego zasięgu, postęp technologiczny i szkolenia zgodne ze standardami NATO. W ciągu ostatniego roku siły ukraińskie z powodzeniem zaatakowały 377 obiektów wojskowych w Rosji, a ataki osiągnęły odległość 1700 km. Wojska ukraińskie zniszczyły również 9200 celów powietrznych, co stanowiło ponad dwukrotność całkowitej liczby z poprzedniego roku. Ponadto Ukraina pracowała nad modernizacją struktury wojskowej, wprowadzając rozszerzone programy szkoleniowe trwające 1,5 miesiąca i przenosząc szkolenia z zakresu uzbrojenia zagranicznego na Ukrainę w celu optymalizacji kosztów i wydajności. „Ocalenie życia ukraińskich żołnierzy pozostaje naszym najwyższym priorytetem. Aby to osiągnąć, opracowaliśmy i wdrożyliśmy kompleksowy program skupiony na modernizacji armii, poprawie szkolenia żołnierzy i poprawie opieki medycznej na wszystkich etapach”.
Prezydent USA Donald Trump poinformował, że rozmawiał telefonicznie z prezydentem Władimirem Putinem na temat zakończenia wojny na Ukrainie; była to pierwsza bezpośrednia rozmowa między Putinem a prezydentem USA od początku 2022 roku. „On [Putin] chce, żeby ludzie przestali umierać”. Rzecznik Kremla Dmitrij Pieskow powiedział agencji TASS, że „pojawiało się wiele różnych komunikatów. Komunikacja odbywała się różnymi kanałami. Osobiście mogę czegoś nie wiedzieć, być nieświadomym czegoś. Dlatego w tym przypadku nie mogę tego potwierdzić ani zaprzeczyć”.
Wywiad ukraiński poinformował, że Rosjanie przygotowali prowokację przeciwko Kwaterze Koordynacyjnej ds. Postępowania z Jeńcami Wojennymi, w ramach której rozpowszechniano sfałszowane dokumenty. „Wspomniane materiały nie spełniały standardów przepływu dokumentów, zawierały nazwiska urzędników niezwiązanych z Kwaterą Główną Koordynacji i fikcyjne nazwy rzekomo regionalnych jednostek. Takie dokumenty, rażąco sfałszowane, nie wytrzymują żadnej krytyki. Celem takich fałszerstw jest zdyskredytowanie pracy struktur państwowych i zasianie nieufności”.

### 9 lutego
Ministerstwo Obrony Rosji stwierdziło, że zajęły wioskę Orichowo-Wasyliwka, 10 km na północ od Czasiw Jaru w obwodzie donieckim.
47 Samodzielna Brygada Zmechanizowana poinformowała, że armia rosyjska po raz kolejny włączyła żołnierzy północnokoreańskich do przeprowadzenia szturmów w obwodzie kurskim. W nocy oddziały 47 Brygady wraz z przyległymi formacjami powstrzymały zmasowany atak na pozycje ukraińskie, gdzie zastosowano nową taktykę. Wcześniej przeprowadzano ataki z udziałem pojazdów pancernych, tym razem odbył się bez sprzętu, z udziałem wyłącznie piechoty. Atak rozpoczął się o północy i trwał całą noc. Atakowano jednocześnie z kilku kierunków dużymi grupami piechoty, które zostały stłumione przez artylerię i drony. Atak trwał ok. 16h, w efekcie czego szturmy rosyjskie zostały odparte przez oddziały ukraińskie.
W ocenie ISW Rosja nadal wykorzystywała swoje partnerstwa z przeciwnikami USA, w tym z Koreą Północną, aby zrekompensować niedobory zasobów ograniczające gospodarkę Rosji i wysiłek wojenny. Wojska ukraińskie posunęły się naprzód w obwodzie kurskim i w pobliżu Wołczańska, z kolei siły rosyjskie poczyniły postępy w pobliżu Torećka, Pokrowska i Wełykiej Nowosiłki.
Sztab Generalny Ukrainy oświadczył, że Rosja atakowała w kierunkach Charkowa, Kupiańska, Łymanu, Kramatorska, Torećka, Pokrowska i Nowopawłowska, gdzie doszło do 99 starć. W ciągu 24h wojska rosyjskie przeprowadziły trzy ataki rakietowe, 87 nalotów, 2427 ataków dronów i 133 ostrzały na pozycje ukraińskie i obszary zaludnione. Operacja w obwodzie kurskim trwała; wojska rosyjskie przeprowadziły 18 ataków, 493 ataki artyleryjskie, 10 ostrzałów i 39 nalotów, używając 69 bomb lotniczych na pozycje ukraińskie i miejscowości. Ukraińskie lotnictwo i artyleria zaatakowały jeden system rakietowy Buk, siedem miejsc koncentracji, pięć jednostek artylerii i stanowisko dowodzenia.
Według Sił Powietrznych Ukrainy w nocy siły rosyjskie zaatakowały Ukrainę przy użyciu 151 dronów Shahed 136/131 i dronów-wabików różnych typów, wystrzelonych z Kurska, Orła, Millerowa, Briańska i Primorsko-Achtarska. Ukraińska obrona przeciwlotnicza zestrzeliła 70 dronów nad obwodami kijowskim, charkowskim, połtawskim, sumskim, czerkaskim, czernihowskim, kirowohradzkim, winnickim, żytomierskim, rówieńskim, wołyńskim, mikołajowskim, chersońskim i odeskim, a kolejne 74 zaginęły na Ukrainie w ramach walki elektronicznej. Dwa drony nadal znajdowały się w przestrzeni powietrznej Ukrainy. W wyniku ataku ucierpiały obwody kijowski, sumski, dniepropetrowski, charkowski, żytomierski i wołyński. W rejonie obuchowskim fasada niedokończonego budynku mieszkalnego została uszkodzona przez spadające szczątki drona, który spadł na plac budowy. Rosyjskie drony całkowicie zniszczyły zakład oczyszczania gazów i kondensatu we wsi Wodiane w obwodzie charkowskim. Ok. 22:48 rosyjski dron bojowy uderzył w dzielnicę mieszkalną w Sumach, uszkadzając dziesiątki samochodów i pięć domów, a jedna osoba została ranna. Gubernator Serhij Łysak poinformował, że rosyjski dron kamikadze zranił dwóch mężczyzn w wieku 41 i 39 lat w Nikopolu w obwodzie dniepropetrowskim. W ataku uszkodzona została stacja benzynowa i samochód.
Rosyjskie Ministerstwo Obrony podało, że obrona przeciwlotnicza rzekomo zniszczyła wszystkie 35 dronów, które zaatakowały obwody kurski (18), orłowski (4) krasnodarski (4), woroneski (3), rostowski (3), briański (1) i tulski (1) i Krym (1). Według rosyjskich mediów, na trzech lotniskach w Rosji wprowadzono ograniczenia dotyczące przylotów i odlotów samolotów cywilnych. Mer Aleksander Skriabin podał, że 14 budynków mieszkalnych (w tym co najmniej 76 mieszkań i 215 okien zostało rozbitych) zostało uszkodzonych w wyniku ataku dronów na Rostów nad Donem. W rejonie Rostowa nad Donem ogłoszono stan wyjątkowy.
Prezydent USA Donald Trump po raz kolejny oświadczył, że rozmawiał z prezydentem Rosji Putinem, ale odmówił podania, czy było to przed czy po jego inauguracji. Powtórzył jedynie, że Stany Zjednoczone utrzymywały kontakt zarówno z Rosją, jak i Ukrainą oraz poczyniły postępy.
Przywódca Korei Północnej Kim Dzong Un wyraził poparcie dla Rosji w wojnie z Ukrainą, stwierdzając, że: „Armia i naród KRLD zawsze będą wspierać i zachęcać do słusznej sprawy armii i narodu rosyjskiego w obronie ich suwerenności, bezpieczeństwa i integralności terytorialnej, w duchu Traktatu o wszechstronnym partnerstwie strategicznym między Koreą Północną a Rosją”.

### 10 lutego
Siły rosyjskie odbiły wieś Fansiejewka w obwodzie kurskim. Rzecznik ukraińskiej Grupy Taktycznej „Ługańsk” Dmytro Zaporożec powiedział, że wojska rosyjskie koncentrowały się do nowych ataków na Czasiw Jar w obwodzie donieckim; „Trwa okres akumulacji i koncentracji [sił rosyjskich]... na podejściach do Czasiw Jaru i przegrupowania w samym mieście w celu dalszych operacji szturmowych”. Dodał, że w ciągu ostatniego tygodnia Rosjanie unikały używania pojazdów opancerzonych, zamiast tego polegając na quadach i łazikach jako wsparciu logistycznym.
Według ISW siły rosyjskie zrobiły postępy w obwodzie kurskim oraz w pobliżu Czasiw Jaru i Pokrowska. Rosyjscy blogerzy wojenni w dalszym ciągu narzekali na systemowy problem rosyjskiej armii składającej fałszywe raporty rosyjskim władzom wojskowym oraz na to, że rosyjscy oficerowie wysokiego szczebla stosują mikrozarządzanie wobec jednostek taktycznych na polu bitwy.
SG Ukrainy oświadczył, że Rosja atakowała w kierunkach Charkowa, Kupiańska, Łymanu, Siewierska, Kramatorska, Torećka, Pokrowska i Nowopawłowska, gdzie doszło do 139 starć. W ciągu 24h wojska rosyjskie przeprowadziły, 100 nalotów, 2853 ataków dronów i 200 ostrzałów na pozycje ukraińskie i obszary zaludnione. Operacja w obwodzie kurskim trwała; wojska rosyjskie przeprowadziły 27 ataków, 450 ataków artyleryjskich, 12 ostrzałów i 48 nalotów, używając 67 bomb lotniczych na pozycje ukraińskie i miejscowości. Ukraińskie lotnictwo i artyleria zaatakowały sześć miejsc koncentracji i sześć jednostek artylerii. Prezydent Wołodymyr Zełenski poinformował, że w ciągu tygodnia Rosja użyła przeciwko Ukrainie 1260 bomb lotniczych, prawie 750 dronów i ponad 10 rakiet różnych typów.
Ukraińskie Siły Powietrzne podały, że w nocy Rosjanie zaatakowali Ukrainę za pomocą 83 dronów Shahed 136/131 i dronów-wabików różnych typów, wystrzelonych z Kurska, Orła, Millerowa, Szatałowa, Briańska i Primorsko-Achtarska. Ukraińska obrona przeciwlotnicza zestrzeliła 61 dronów nad obwodami kijowskim, charkowskim, połtawskim, sumskim, czernihowskim, kirowohradzkim, chmielnickim, dniepropetrowskim, zaporoskim, mikołajowskim i chersońskim, a kolejne 22 zaginęły na Ukrainie w ramach walki elektronicznej. W wyniku ataku ucierpiały obwody sumski, charkowski, połtawski i kirowohradzki. W obwodzie połtawskim doszło do uszkodzeń 10 domków letniskowych na skutek spadających szczątków zestrzelonego drona. W godzinach nocnych Rosjanie przeprowadzili naloty na północną część obwodu donieckiego, w wyniku czego co najmniej sześciu mieszkańców Konstantynówki i 12 mieszkańców Kramatorska zostało rannych, a jedna osoba zginęła.
Gubernator Weniamin Kondratiew i rosyjskie media podały, że ok. 1:00 w nocy rafineria ropy naftowej „Afipsky” w Kraju Krasnodarskim została zaatakowana przez kilka ukraińskich dronów, które rzekomo zostały zestrzelone; przedsiębiorstwo o zdolności przerobowej 6,25 mln ton ropy naftowej rocznie stanowi ważne centrum logistyczne w zakresie dostaw oleju napędowego i nafty lotniczej dla armii rosyjskiej. Uszkodzony został również wieżowiec w Krasnodarze.
Ministerstwo Obrony Ukrainy poinformowało, że oficjalnie zatwierdzono krajową produkcję drona „Baton” (po ukraińsku „bochenek chleba”) do użytku przez armię ukraińską. Zostały zaprojektowane tak, aby spełniać wymagania wojskowe dotyczące prostoty i niezawodności w trudnych warunkach pola walki. Zbudowane na ramach o różnych rozmiarach, mogą pochwalić się dużą prędkością, co pozwalało im dogonić i uderzyć w cele. MON poinformowało, że drony mogą skutecznie działać w ekstremalnych warunkach pogodowych, w tym w ujemnych temperaturach i intensywnym upale.
Ukraina i Europejski Bank Inwestycyjny podpisały porozumienia przewidujące finansowanie odbudowy infrastruktury energetycznej i krytycznej. W ramach pierwszej umowy EBI przeznaczyło 16,5 mln euro na odbudowę infrastruktury krytycznej i wdrożenie rozwiązań z zakresu efektywności energetycznej, natomiast drugie otwierało drogę do przeznaczenia 100 milionów euro na modernizację infrastruktury wodnej, grzewczej i sanitarnej, a także na modernizację podstawowych usług socjalnych w obszarach edukacji, opieki zdrowotnej i mieszkalnictwa. Norweska Rada ds. Uchodźców (NRC) ogłosiła przymusowe zawieszenie działań pomocowych w niemal 20 krajach z powodu drastycznego ograniczenia finansowania ze strony Stanów Zjednoczonych. Na Ukrainie organizacja została w szczególności zmuszona do wstrzymania dystrybucji pomocy humanitarnej dla 57 tys. osób mieszkających w pobliżu linii frontu.
Prezydent USA Donald Trump powiedział, że Ukraina „w zasadzie zgodziła się” na udostępnienie Stanom Zjednoczonym dostępu do wydobycia cennych minerałów ziem rzadkich na swoim terytorium w zamian za pomoc. „Powiedziałem im, że chciałbym mieć rzadkie minerały o wartości ok. 500 miliardów dolarów i w zasadzie się zgodzili. Chcę pewnych gwarancji dotyczących naszych pieniędzy, ponieważ wydajemy setki miliardów dolarów [na Ukrainie]”. Jednocześnie Trump stwierdził, że liczy na takie porozumienie bez względu na to, jak dalej rozwiną się wydarzenia związane z wojną i negocjacjami. „Mogą się zgodzić, mogą się nie zgodzić. Mogą w pewnym momencie znaleźć się pod kontrolą Rosji albo nie. Ale będziemy mieć wszystkie te fundusze na Ukrainie i, że tak powiem, chcę je odzyskać”. Kongresmen z ramienia Partii Republikańskiej Joe Wilson ogłosił swój plan wprowadzenia ustawy „Freedom First Lend-Lease Act” do Kongresu, argumentując, że ta inicjatywa pomoże odstraszyć „przestępcę wojennego Putina”. Dodał także, że były prezydent Joe Biden powinien był wcześniej podjąć podobne działania.
Ukraiński samolot F-16AM został zauważony, gdy leciał nisko nad Ukrainą. Nie był on wyposażony w rakiety powietrze-powietrze, ale w „pełny ładunek” amerykańskich bomb GBU-39 SDB. Było To pierwsze nagranie ukraińskiego F-16 używanego w misji uderzeniowej, a nie do obrony powietrznej.
Siły rosyjskie rozłożyły osłonę nad drogą między Bachmutem a Czasiw Jarem w obwodzie donieckim, instalując 2 km „tunel” wykonany ze słupów z siatką umieszczoną nad najbardziej narażonym odcinkiem drogi w celu ochrony rosyjskiej logistyki przed ukraińskimi dronami FPV.

### 11 lutego
W ocenie ISW siły ukraińskie zrobili postępy w okolicy Torećka, z kolei wojska rosyjskie posunęły się w kierunku Borowej, Łymanu, Torećka, Pokrowska, Kurachowego, Wełyki Nowosiłki i Hulajpola. Ministerstwo Obrony Rosji poinformowało, że wojska rosyjskie zajęły wieś Jasenowe w obwodzie donieckim. Według ISW wioska została zdobyta podczas bitwy o Pokrowsk 17 stycznia 2025 roku.
Siły Powietrzne Ukrainy podały, że Rosja zaatakowała terytorium ukraińskie przy użyciu 19 rakiet różnych typów oraz 124 dronów Shahed 136/131 i dronów-wabików różnych typów, wystrzelonych z Millerowa, Orła, Briańska, Kurska i Primorsko-Achtarska. Ukraińska obrona przeciwlotnicza zniszczyła 57 dronów w obwodach charkowskim, połtawskim, sumskim, kijowskim, czerkaskim, czernihowskim, kirowohradzkim, żytomierskim, dniepropetrowskim, chersońskim, mikołajowskim i odeskim, a kolejne 64 zaginęły na Ukrainie w ramach walki elektronicznej. W wyniku ataku ucierpiały obwody połtawski, czernihowski, charkowski i czerkaski. Według strony ukraińskiej, w wyniku rosyjskich ataków rakietowych uszkodzone zostały instalacje gazowe w obwodzie połtawskim, a dziewięć miejscowości w rejonie mirhorodzkim pozostało bez dostaw gazu. Gubernator Ołeh Siniehubow poinformował, że ok. 11:27 czasu lokalnego Rosja przeprowadziła nalot na Zołocziw w obwodzie charkowskim, trafiając w dom i raniąc co najmniej sześć osób, w tym 12-letniego chłopca.
Według doniesień w nocy wiele ukraińskich dronów zaatakowało strategiczne obiekty w obwodzie saratowskim, uderzając i podpalając rafinerię ropy naftowej w Saratowie oraz powodując eksplozje w rejonie wojskowej bazy lotniczej Engels-2. Gubernator Roman Busargin potwierdził uszkodzenie „obiektu przemysłowego”, ale przypisał je rzekomemu „rozbiciu szczątków drona”, a nie bezpośrednim atakom. Ukraińskie drony zaatakowały także lotnisko Millerowo, które stanowi bazę lotnictwa liniowego realizującego zadania wsparcia rosyjskiej piechoty. Odgłosy eksplozji słychać było także w rejonie czertkowskim obwodu rostowskiego. Rosyjskie Ministerstwo Obrony stwierdziło, że przechwyciło 40 dronów w pięciu regionach, w tym 18 nad obwodem saratowskim. Żołnierze 63 Samodzielnej Brygady Zmechanizowanej udostępnili nagranie przedstawiające zniszczenie przez drony rzadkiej rosyjskiej wyrzutni rakiet przeciwpodwodnych RBU-6000 Smiercz-2 w sektorze Łymanu na linii frontu w obwodzie donieckim. Według brygady, Rosjanie zamontowali wyrzutnię rakiet na pojeździe Ural i ukryły ją w lasach Łymanu, zanim została namierzona i zniszczona.
OSW podało, że Ukraińcy przeprowadziły szereg kontrataków w rejonie Pokrowska, dzięki czemu odzyskali część pozycji na południowy zachód od miasta i spowolniły postępy rosyjskie. Sprzeczne informacje dochodziły z Torećka, gdzie część źródeł podawało, że pod kontrolę rosyjską przeszły ostatnie dwie miejscowości wchodzące w skład aglomeracji torećkej, Krymśke i Drużba. Z kolei dowództwo ukraińskie podawało, że wciąż toczyły się walki w obszarze zabudowanym. Postępuje likwidacja ukraińskiego obszaru na zachód od Kurachowego, gdzie Rosjanie wyszli na północne obrzeża węzłowego Kostiantynopila, przez co wioska znalazła się w kleszczach. Wojska rosyjskie poczyniły kolejne postępy w Czasiw Jarze oraz na północ i południe od tego miasta, a także w rejonie przyczółków na prawym brzegu rzeki Żerebeć na kierunku Łymanu oraz na prawym brzegu rzeki Oskoł na północ od Kupiańska. Wojska ukraińskie przeprowadziły atak na południowy wschód od Sudży, gdzie wbiły się w zgrupowanie rosyjskie na głębokość 2,5 km. Ukraińcy nie zdołali jednak dokonać przełamania i w następnych dniach w większości zostali zepchnięci na poprzednio zajmowane pozycje. Wojska rosyjskie poczyniły dalsze postępy w północno-zachodniej części ukraińskiego wyłomu w obwodzie kurskim, skąd do Sudży pozostawało im 9 km.
Agencja Yonhap, powołując się na Ministerstwo Obrony Korei Południowej, podała, że Korea Północna wysłała do Rosji ok. 200 jednostek artylerii dalekiego zasięgu. Ostrzeżono również, że KRLD może przygotowywać się do wysłania większej liczby żołnierzy i broni w celu wsparcia wojny prowadzonej przez Rosję w zamian za przyjęcie rosyjskiej pomocy technicznej w zakresie okrętów podwodnych z napędem atomowym oraz międzykontynentalnych rakiet balistycznych.
Zastępca szefa Kancelarii Prezydenta Pawło Palisa powiedział, że armia ukraińska zaprzestała tworzenia nowych brygad wojskowych, dodając, że rząd skupi się teraz na wzmocnieniu istniejących brygad działających w strefach walk poprzez ich uzupełnienie. „Istnieje szczegółowy plan... Moim zdaniem przejście na system korpusów jest dawno spóźnione. (...) Pozwoli nam to być bardziej skutecznymi na polu bitwy pod względem zarządzania i wydajniej wykorzystywać zasoby”.
Prezydent Zełenski powiedział, że podczas ewentualnych rozmów pokojowych Ukraina zaproponuje prezydentowi Putinowi wykorzystanie obwodu kurskiego, który Ukraina kontrolowała, w zamian za okupowane przez Rosję terytorium Ukrainy, podkreślając, że całe terytorium Ukrainy jest ważne i nie ma w tym względzie żadnego priorytetu. Wspomniał również, że niektórzy uważają, że nawet bez Stanów Zjednoczonych Europa może zapewnić bezpieczeństwo Ukrainie, jednak według niego to nieprawda. Jeśli Stany Zjednoczone przestaną wspierać Ukrainę, kraje europejskie nie będą w stanie wypełnić powstałej luki.
Prezydent Stanów Zjednoczonych Donald Trump zapowiedział, że w tym tygodniu przeprowadzi rozmowy z prezydentem Wołodymyrem Zełenskim. Potwierdził również, że jego specjalny wysłannik na Ukrainę i Rosję, Keith Kellogg, odwiedzi Kijów 20 lutego 2025 roku. Prezydent Trump zapowiedział, że wyśle sekretarza skarbu Scotta Bessenta na Ukrainę, aby spotkał się z Zełenskim i omówił zakończenie wojny rosyjsko-ukraińskiej, w tym kwestię wydobycia kluczowych surowców mineralnych przez USA w tym regionie. Agencja Reuters podała, że administracja Trumpa rozważała sposoby kontynuowania dostaw broni na Ukrainę bez znacznego zwiększania wydatków USA. Jednym ze sposobów miało być zachęcanie europejskich sojuszników do kupowania większej ilości amerykańskiej broni dla Ukrainy.

### 12 lutego
W opinii ISW siły ukraińskie posunęły się naprzód w obwodzie kurskim i w pobliżu Torećka, a wojska rosyjskie zrobił postępy w obwodzie kurskim i w pobliżu Borowej, Siewerska, Torećka, Pokrowska i Kurachowego. Materiały geolokalizowane pokazywały, że siły rosyjskie zajęły miejscowość Makijiwka w obwodzie ługańskim. Ponadto tempo produkcji dronów Shahed w Rosji prawdopodobnie spadało.
Według ukraińskich Sił Powietrznych Rosjanie zaatakowali Ukrainę za pomocą siedmiu rakiet balistycznych Iskander-M (wystrzelonych z obwodu briańskiego i Krymu w kierunku Kijowa i Krzywego Rogu) oraz 123 dronów Shahed 136/131 i dronów-wabików różnych typów (z Millerowa, Orła, Briańska, Kurska i Primorsko-Achtarska). Ukraińska obrona przeciwlotnicza zniszczyła wszystkie rakiety Iskander-M i 71 dronów w obwodach charkowskim, połtawskim, sumskim, kijowskim, czerkaskim, czernihowskim, kirowohradzkim, żytomierskim, dniepropetrowskim, chersońskim i mikołajowskim, a kolejne 40 zaginęło na Ukrainie w ramach walki elektronicznej. W wyniku ataku ucierpiały obwody kijowski, dniepropetrowski, sumski, połtawski i czernihowski. W Kijowie, w wyniku ataku rakietowego, zginął jeden dorosły mieszkaniec, a cztery osoby zostały ranne, w tym 9-letnia dziewczynka. Mer Witalij Kłyczko powiedział, że ataki spowodowały szkody w rejonach hołosijiwskim, podilskim, swiatoszyńskim i obołońskim. Krzywy Róg także został trafiony, w wyniku czego uszkodzone zostały budynki mieszkalne i infrastruktura. W obwodzie czernihowskim dwie osoby zostały ranne w wyniku ataku na obiekty infrastruktury krytycznej. Administracja Wojskowa podała, że Rosja zaatakowała 13 miejscowości w obwodzie sumskim, raniąc pięć osób. Łącznie odnotowano 104 ostrzały, które spowodowały 186 eksplozji. W wyniku ataków uszkodzone zostały budynki mieszkalne, szkoła i zabudowania gospodarcze.
Gubernator Wiaczesław Gładkow poinformował, że w ataku ukraińskiego drona w rosyjskim przygranicznym obwodzie biełgordzkim zginęła kobieta, po tym jak jej samochód został uderzony. Kobieta zmarła na miejscu.
Wielka Brytania ogłosiła nowy pakiet pomocy wojskowej dla Ukrainy o wartości ok. 186 milionów dolarów, który obejmował tysiące dronów, 50 czołgów bojowych (w tym zmodernizowane T-72) i pojazdów opancerzonych i systemy obrony powietrznej oraz duże kontrakty konserwacyjne, aby zapewnić naprawę i konserwację kluczowego sprzętu. Minister obrony Ruben Brekelmans powiedział, że Holandia wkrótce wyśle Ukrainie 25 pojazdów opancerzonych YPR, które będą wykorzystywane do ewakuacji medycznej i transportu rannych żołnierzy oraz potwierdził dostawę ostatnich obiecanych czołgów T-72 w ramach wspólnego przedsięwzięcia z Czechami i Stanami Zjednoczonymi.
Prezydent Stanów Zjednoczonych Donald Trump przeprowadził dwie rozmowy telefoniczne w krótkich odstępach czasu z prezydentem Władimirem Putinem i prezydentem Wołodymyrem Zełenskim na temat potencjalnych rozmów pokojowych. Później Trump stwierdził, że odbył „długą i bardzo produktywną rozmowę telefoniczną” z Putinem w sprawie negocjacji mających na celu zakończenie wojny na Ukrainie. Z kolei z Zełenskim omówił jego rozmowy z sekretarzem skarbu USA Scottem Bessantem oraz przygotowanie nowej amerykańsko-ukraińskiej umowy dotyczącej partnerstwa w obszarze bezpieczeństwa, gospodarki i zasobów naturalnych. „Poprosiłem sekretarza stanu Marco Rubio, dyrektora CIA Johna Ratcliffe'a, doradcę ds. bezpieczeństwa narodowego Michaela Waltza oraz ambasadora i specjalnego wysłannika Steve’a Witkoffa o poprowadzenie negocjacji, które, jak sądzę, zakończą się sukcesem”.
Rzecznik Kremla Dmitrij Pieskow powiedział, że Rosja „nigdy” nie będzie rozmawiać o wymianie kontrolowanych przez Rosję terytoriów ukraińskich na kontrolowane przez Ukrainę terytoria w obwodzie kurskim, co zaproponował prezydent Zełenski. Dodał, że armia rosyjska jest w stanie wypędzić wojska ukraińskie ze swojego terytorium.
Ukraina, Francja, Wielka Brytania, Niemcy, Polska, Włochy, Hiszpania i Komisja Europejska zorganizowały spotkanie ministrów spraw zagranicznych w Paryżu po tym, jak prezydent Trump ogłosił rozmowę telefoniczną z prezydentem Władimirem Putinem. Głównym celem spotkania było nakreślenie strategii obronnej Unii Europejskiej, omówienie sposobów wzmocnienia bezpieczeństwa Ukrainy, zaplanowanie przyszłych rozmów pokojowych i omówienie sposobu prowadzenia rozmów z rządem USA na nadchodzącej Monachijskiej Konferencji Bezpieczeństwa. Po spotkaniu wydano wspólne oświadczenie, w którym podkreślono, że celem było zapewnienie Ukrainie korzystnej pozycji negocjacyjnej oraz że Ukraina i Europa muszą uczestniczyć w negocjacjach. Ponadto należy zapewnić Ukrainie silne gwarancje bezpieczeństwa. Sprawiedliwość i trwały pokój na Ukrainie były niezbędnymi warunkami do osiągnięcia bezpieczeństwa transatlantyckiego.
Ostatnio opublikowane nagranie pokazało system rakietowy L3Harris Vampire w służbie ukraińskiej, który z powodzeniem przechwytuje nadlatującego rosyjskiego drona szturmowego za pomocą rakiety kierowanej laserowo APKWS.
Dziennik Financial Times, powołując się na raport Międzynarodowego Instytutu Studiów Strategicznych (IISS), podał, że wydatki Rosji na obronność przekraczały wówczas wszystkie budżety obronne w Europie razem wzięte. Według doniesień wydatki Rosji na cele wojskowe wzrosły w zeszłym roku o 42%.
Prezydent Zełenski w wywiadzie dla The Guardian ostrzegł, że bez Ukrainy Europa może stanąć w obliczu okupacji rosyjskiej ze względu na przewagę liczebną Moskwy w siłach zbrojnych. Podkreślił dysproporcję sił między Rosją a Europą, mówiąc, że armia Ukrainy składała się ze 110 brygad, podczas gdy Rosja wystawiła ich 220 i planowała rozszerzyć do 250 brygad w 2025 roku, z kolei Europa, wliczając stacjonujące tam wojska amerykańskie, ma ok. 82 brygad bojowych. „Bez Ukrainy Europa będzie całkowicie okupowana przez Rosję, jeśli zechcą. I wierzę, że oni [Rosja] nie mają niczego innego na myśli. Dzisiaj armia 110 brygad powstrzymuje tych, którzy mają 220–230. Ale to jest jeden do dwóch”. Zełenski dodał, że Rosja zamierzała zwiększyć swoje siły o 12–15 dywizji (ok. 150 tys. żołnierzy) poprzez mobilizację, szkolenie i dodanie żołnierzy północnokoreańskich. Ukraiński wywiad sugerował również, że nowi rosyjscy rekruci zostaną przeszkoleni na Białorusi. „Potem mogą stamtąd rozpocząć pełnoskalową inwazję. Ale kto powiedział, że będzie to Ukraina? Rosja może dokonać inwazji na Polskę lub Litwę”. Zełenski w wywiadzie dla The Economist powiedział, że Ukraina nie rezygnuje ze swoich aspiracji do NATO, ale jeśli odmówiono jej zaproszenia do sojuszu, „musi zbudować NATO na swoim terytorium” poprzez wzmocnienie armii. „Musimy to zrobić, aby być na tym samym poziomie co armia rosyjska”. Przyznał, że przystąpienie Ukrainy do NATO jest mało prawdopodobne ze względu na sprzeciw ze strony USA, Niemiec i Węgier, ale uważał, że te ostatnie zmieniłyby zdanie, gdyby poprosił o to prezydent Donald Trump. Wierzył także, że Trump mógłby zapewnić Ukrainie gwarancje bezpieczeństwa, nawet nie rozmawiając o nich z Rosją, a Europa mogłaby pomóc sfinansować obronę Ukrainy, za pomocą „pocisków rakietowych, pocisków dalekiego zasięgu i Patriotów”. Na pytanie, czy ma plan B, gdyby wszystkie powyższe nie zadziałały, Zełenski odpowiedział: „To jest plan B”.

### 13 lutego

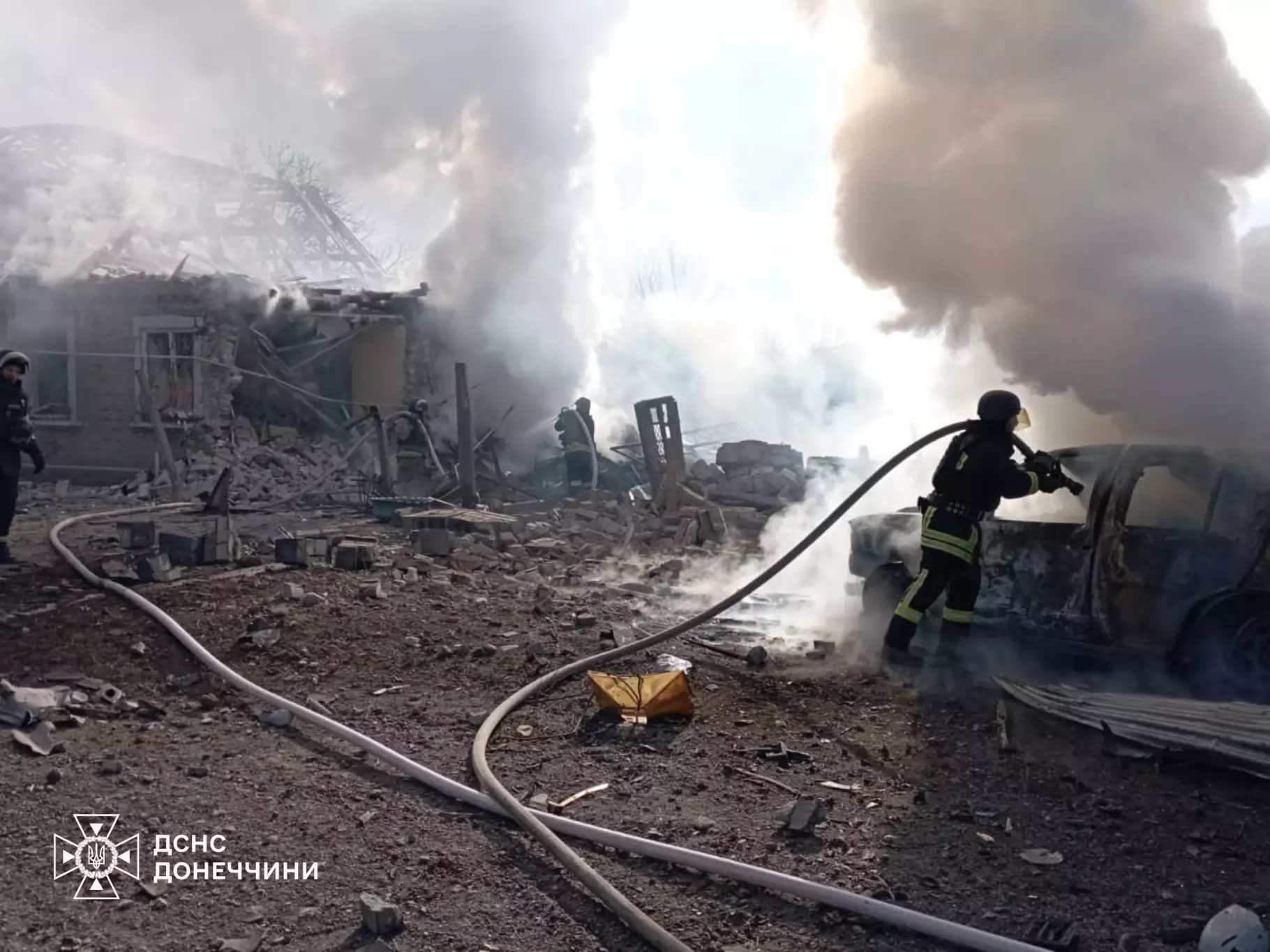
Skutki rosyjskiego ataku na Kramatorsk. Spłonęły trzy domy i dwa samochody, jedna osoba zginęła, a co najmniej pięć zostało rannych.

Według ISW Rosja straciła nieco ponad 5 tys. czołgów i pojazdów opancerzonych w 2024 roku w porównaniu z 3 tys. w 2023 roku. Międzynarodowy Instytut Studiów Strategicznych (IISS) zauważył, że Rosja dostosowała niektóre ze swoich taktyk, aby rozwiązać bieżące niedobory sprzętu i coraz częściej polegała na atakach przeprowadzanych przez piechotę, aby posuwać się naprzód wzdłuż linii frontu. Nadal nie było jasne, czy Rosja będzie w stanie naprawić i wyprodukować wystarczającą liczbę czołgów i pojazdów opancerzonych, aby zastąpić straty na Ukrainie i wyposażyć nowe rosyjskie jednostki. Tymczasem siły rosyjskie zrobiły postępy w pobliżu Borowej i Siewierska. Siły rosyjskie twierdziły, że zajęły wieś Bereziwka, niedaleko Pokrowska.
Siły Powietrzne Ukrainy oświadczyły, że Rosjanie zaatakowali Ukrainę przy użyciu 140 dronów Shahed 136/131 i dronów-wabików różnych typów, wystrzelonych z Orła, Kurska, Briańska, Szatałowa i Primorsko-Achtarska. Ukraińska obrona przeciwlotnicza zniszczyła 85 dronów w obwodach charkowskim, połtawskim, sumskim, czerkaskim, czernihowskim, kirowohradzkim, dniepropetrowskim, mikołajowskim, chersońskim i odeskim, a kolejne 52 zaginęły na Ukrainie w ramach walki elektronicznej. W wyniku ataku ucierpiały obwody odeski i charkowski. Dwa rosyjskie drony, które prawdopodobnie zostały użyte w ataku na Reni, rozbiły się na polach przy granicy Mołdawi i Rumunii, po tym jak oba kraje poinformowały o naruszeniu ich przestrzeni powietrznej podczas nocnych ataków Rosji. Serwis NewsMaker, powołując się na dane Generalnego Inspektoratu Policji, podał, że kilka dronów wleciało na terytorium Mołdawii. Jeden z nich eksplodował i spadł na pole w pobliżu wioski Ciumai w rejonie Taraclia, a kolejny eksplodował na polu pomiędzy miastem Ceadîr-Lunga a wsią Walja-Perżej. Gubernator Wadym Fiłaszkin podał, że po południu Rosjanie zaatakowali Kramatorsk dwoma bombami lotniczymi FAB-250, zabijając jedną osobę i raniąc pięć kolejnych. Podczas ataku zniszczono lub uszkodzono budynki przemysłowe i mieszkalne oraz pojazdy.
Według gubernatora Igora Artamonowa, największa huta stali w Rosji „Nowolipiecka Stal” (NLMK) w Lipiecku (400 km od granicy z Ukrainą) została zaatakowana przez ukraińskie drony podczas „masowego nalotu”. Szczątki drona uszkodziły elektrownię (stację napowietrzania), raniąc pracownika i odcinając zasilanie w kilku dzielnicach miasta. Ministerstwo Obrony Rosji podało, że obrona przeciwlotnicza przechwyciła i zniszczyła w ciągu nocy 83 drony nad obwodami briańskim (37), kurskim (12), lipieckim (12), twerskim (9), biełgorodzkim (3), kałuskim (3), smoleńskim (3) i woroneskim (3). Drony SBU przeprowadziły w nocy drugi atak na stację pompową Andrieapol w obwodzie twerskim, która jest ważnym elementem ropociągu BTS-2. W wyniku ataku drona wybuchł pożar na terenie zamkniętego magazynu rozdzielnic i urządzeń kotłowych. Pompowanie ropy na stacji zostało tymczasowo wstrzymane.
Minister obrony John Healey poinformował, że w 2025 roku Wielka Brytania przeznaczy 5,4 miliarda dolarów na pomoc wojskową dla Ukrainy. Strona niemiecka podała, że w najbliższej przyszłości Ukraina otrzyma od Niemiec ok. 100 pocisków rakietowych dla systemów obrony powietrznej IRIS-T. Norwegia przeznaczy ok. 107 milionów dolarów na wzmocnienie obrony powietrznej Ukrainy. Środki zostaną wykorzystane na zakup sprzętu w USA w ramach amerykańskiego mechanizmu JUMPSTART. Pakiet stanowi część 22,5 miliardów koron, które Norwegia przeznaczy na wsparcie militarne Ukrainy w 2025 roku w ramach Programu Nansena.
Prezydent Wołodymyr Zełenski powiedział, że Donald Trump skontaktował się z nim dopiero po rozmowie z prezydentem Putinem, co sprawiło, że wiele osób poczuło się niezadowolonych. Dodał jednak, że rozmowa z Trumpem przebiegała dobrze i nie powiedziano mu, że Rosja czy Putin są priorytetem. Podkreślił znaczenie utrzymania wsparcia ze strony USA i zaznaczył, że priorytetem Ukrainy jest spotkanie ze Stanami Zjednoczonymi w celu opracowania planu powstrzymania Putina. Wyraził przekonanie, że po tym spotkaniu uczciwie byłoby nawiązać dialog z Rosją i wyraził nadzieję, że w negocjacjach wezmą udział europejscy partnerzy. Prezydent Trump określił rozmowy z prezydentami Zełenskim i Putinem jako „wspaniałe” i wyraził optymizm co do zakończenia wojny „Świetne rozmowy z Rosją i Ukrainą wczoraj. Duża szansa na zakończenie tej okropnej, bardzo krwawej wojny”.
Minister obrony Rustem Umierow i sekretarz generalny NATO Mark Rutte oświadczyli na wspólnej konferencji prasowej, że Stany Zjednoczone będą nadal udzielać Ukrainie pomocy w zakresie bezpieczeństwa, natomiast NATO będzie odgrywać większą rolę we wspieraniu Ukrainy oraz przejmie pomoc w zakresie bezpieczeństwa i szkolenia wojskowe. Rutte wyraził głębokie przekonanie, że konieczne jest dalsze udzielanie Ukrainie pomocy wojskowej, zwłaszcza w celu wzmocnienia pozycji Ukrainy podczas potencjalnych rozmów pokojowych.
Sekretarz obrony USA Pete Hegseth stwierdził na konferencji prasowej, że: „Myślę, że realizm jest ważną częścią rozmowy, która nie była wystarczająco obecna w rozmowach między przyjaciółmi, jednak samo wskazanie realizmu, takiego jak to, że granice [Ukrainy] nie zostaną cofnięte do poziomu (...) z 2014 roku, nie jest ustępstwem na rzecz Władimira Putina. To uznanie twardych realiów siły na miejscu po wielu inwestycjach i poświęceniach najpierw Ukraińców, a potem sojuszników”. Hegseth nie wykluczył, że przyszła pomoc USA dla Ukrainy może stać się kartą przetargową w negocjacjach mających na celu zakończenie wojny z Rosją, stwierdzając, że administracja Donalda Trumpa kontynuuje udzielanie Ukrainie przyznanej pomocy w zakresie bezpieczeństwa, ale zasugerował, że przyszłe finansowanie może mieć charakter warunkowy. „Myślę, że uczciwie byłoby powiedzieć, że kwestie takie jak przyszłe finansowanie, mniejsze lub większe, mogłyby być również przedmiotem negocjacji. Bez względu na to, co prezydent uzna za najskuteczniejszą marchewkę lub kij dla którejkolwiek ze stron, aby doprowadzić do trwałego pokoju, biorąc pod uwagę, rzecz jasna, motywacje, jakie Władimir Putin ma wobec Ukrainy od dłuższego czasu”.
Specjalny wysłannik Trumpa na Ukrainę i Rosję, Keith Kellogg, powiedział w wywiadzie, że „formalizowanie strat terytorialnych Ukrainy” w potencjalnym porozumieniu pokojowym „nie będzie równoznaczne z ich uznaniem”. „Myślę, że będzie pewne porozumienie w sprawie potencjalnej utraty terytorium. Ale, spójrz, nie musisz tego przyznawać”. Poparł również pogląd sekretarza obrony Pete’a Hegsetha, że przywrócenie granic Ukrainy z 2014 roku byłoby „nierealnym celem” i że priorytetem administracji Trumpa było jak najszybsze zakończenie wojny. Kellogg odwołał się do Deklaracji Wellesa z 1940 roku, która odrzucała sowiecką własność państw bałtyckich pomimo ich okupacji, sugerując, że podobne podejście można by zastosować do Ukrainy; „Kiedy Sowieci przejęli kraje bałtyckie, nigdy nie powiedzieliśmy, że są właścicielami tych krajów. Powiedzieliśmy, że jest po prostu pewien rodzaj dominacji”.
Prezydent Zełenski zatwierdził decyzję RBNiO Ukrainy i podpisał dekret nakładający nieokreślone sankcje na szereg ukraińskich polityków, oligarchów i biznesmenów, w tym byłego prezydenta Petra Poroszenkę, Wiktora Medwedczuka, Kostiantyna Żewaho, Ihora Kołomojskiego i Hennadija Boholubowa, podejrzewając ich o „zdradę stanu” i pomoc organizacji terrorystycznej, w szczególności ich rolę w narażaniu bezpieczeństwa narodowego poprzez niekorzystne umowy biznesowe z Rosją. W wyniku sankcji zamrażono wszystkie aktywa posiadane przez osoby fizyczne na Ukrainie i uniemożliwiając im przeprowadzanie transakcji finansowych. Zełenski oświadczył w wieczornym przemówieniu, że Ukraina musi wzmocnić swoje Siły Powietrzne, dlatego on i generał Ołeksandr Syrski postanowili mianować generała brygady Serhija Gołubcowa zastępcą dowódcy Sił Powietrznych.
Władze Ukrainy poinformowały, że wzięto do niewoli ponad 50 żołnierzy pochodzących z Azji Środkowej, którzy walczyli po stronie wojsk rosyjskich. Spośród nich ponad 30 osób jest obywatelami tych krajów.

### 14 lutego
Rosyjskie Ministerstwo Obrony podało, że wojska rosyjskie przejęły kontrolę nad dwoma miejscowościami we wschodnim obwodzie donieckim, w tym wioską Zełene Połe, położoną między Pokrowskiem, a Wełyką Nowosiłką oraz wioską Dachne, na zachód od Kurachowego.
W opinii ISW siły ukraińskie posunęły się naprzód w obwodzie kurskim i w pobliżu Kurachowego, z kolei wojska rosyjskie poczyniły postępy w obwodzie kurskim i w pobliżu Wołczańska, Łymanu, Kurachowego i Pokrowska.
Siły Powietrzne Ukrainy podały, że w nocy Rosja zaatakowała Ukrainę za pomocą 133 dronów Shahed 136/131 i dronów-wabików różnych typów z Millerowa, Kurska, Briańska, Szatałowa i Primorsko-Achtarska. Ukraińska obrona przeciwlotnicza zniszczyła 73 drony w obwodach charkowskim, połtawskim, sumskim, czerkaskim, czernihowskim, kirowohradzkim, żytomierskim, chmielnickim, zaporoskim, mikołajowskim i odeskim, a kolejne 58 zaginęło na Ukrainie w ramach walki elektronicznej. W wyniku ataku ucierpiały obwody kijowski, sumski, czernihowski, odeski i charkowski. Państwowa Służba Ratownicza podała, że jedna osoba zginęła, a druga została ranna w wyniku rosyjskiego nalotu na osiedle mieszkaniowe we wsi Szewczenko, w rejonie wołnowachskim w obwodzie donieckim.
Według Międzynarodowej Agencji Energii Atomowej (IAEA) doszło do eksplozji w osłonie ochronnej nad zniszczonym reaktorem nr 4 elektrowni jądrowej w Czarnobylu. Według prezydenta Zełenskiego przyczyną był atak rosyjskiego drona, który uderzył w obudowę zniszczonego bloku elektrowni i wywołał pożar, który jednak udało się ugasić. Zdjęcia uszkodzonego miejsca ukazywały dziurę w osłonie ochronnej. Według Zełenskiego zewnętrzna powłoka ochronna uległa znacznemu uszkodzeniu w wyniku uderzenia. Jednakże IAEA stwierdziła, że wewnętrzna powłoka ochronna nie została naruszona, a poziom promieniowania nie wzrósł. Ukraiński Państwowy Inspektorat Dozoru Jądrowego oświadzył, że atak rosyjskiego drona został zarejestrowany o 1:54 w nocy, w wyniku którego uszkodzeniu uległa zewnętrzna osłony oraz sprzęt znajdujący się w garażu przeznaczonym do konserwacji dźwigów. Rzecznik Kremla Dmitrij Pieskow zaprzeczył oskarżeniom, jakoby Rosja stała za atakiem, mówiąc reporterom, że to „sfabrykowanie” i dodając, że „wojsko rosyjskie tego nie zrobiło”. Później Zełenski powiedział, że dron, który uderzył w sarkofag w Czarnobylu, leciał na wysokości 85 m, gdzie radary nie były w stanie go wyśledzić. Oświadczył, że Rosjanie zrobili to celowo i umyślnie w dniu Monachijskiej Konferencji Bezpieczeństwa.
Gubernator Wiaczesław Gładkow stwierdził, że co najmniej jedna osoba zginęła w ukraińskim ataku dronów w Kukujewce w obwodzie biełgorodzkim. Drony uszkodziły ok. 10 domów i wiele samochodów w dwóch innych wsiach. Ministerstwo Obrony Rosji poinformowało, że w ciągu nocy zestrzelono 50 dronów w różnych regionach kraju. Sztab Generalny Ukrainy potwierdził rozbicie przez lotnictwo Sił Powietrznych rosyjskiej bazy dronów (plutonu 60 Brygady Strzelców Zmotoryzowanych) w pobliżu wsi Elizawetiwka w obwodzie kurskim, z której wystrzeliwano drony w celu ataku na ukraińskich żołnierzy w obwodzie sumskim. Według doniesień armia ukraińska po raz pierwszy zniszczyła rosyjski wieloprowadnicowy system rakietowy TOS-2 Tosoczka, prawdopodobnie w rejonie Pokrowska.
W Niemczech rozpoczęła się Monachijska Konferencja Bezpieczeństwa, której głównym tematem były perspektywy zakończenia wojny rosyjsko-ukraińskiej.
Prezydent Wołodymyr Zełenski w przemówieniu na Monachijskiej Konferencji Bezpieczeństwa powiedział, że wojska północnokoreańskie walczące po stronie Rosji przeciwko Ukrainie poniosły 4 tys. ofiar, z czego ⅔ zginęły. Stwierdził również, że Rosja prawdopodobnie szykuje się do poważnej eskalacji działań militarnych, potencjalnie atakując w 2026 roku państwa NATO. Rosja planuje wysłać 15 dywizji, w sumie 100–150 tys. żołnierzy, głównie na Białoruś. Zełenski ostrzegł, że choć ekspansja może koncentrować się na Ukrainie, to siły rosyjskie mogą przesunąć się w stronę Polski lub państw bałtyckich. „Na podstawie wszystkich informacji, które zebrałem od wywiadu i innych źródeł, myślę, że on [prezydent Putin] przygotowuje się do wojny z krajami NATO w przyszłym roku”, dodając, że „nie jest w 100% pewien”. „Tak jak w 2022 roku, mogliby ruszyć w kierunku Ukrainy, albo mogliby pojechać do Polski lub krajów bałtyckich. I sądzę, że to jest jego pomysł”.
Zełenski stwierdził, że Ukraina nie rozmawiała wówczas o żadnym porozumieniu pokojowym; „Dziś nie mówimy o żadnym porozumieniu pokojowym. Szczerze mówiąc, to jest niefortunne. Wojna trwa już trzy lata, zginęło wiele osób, wiele zostało zniszczonych, szczególnie życie. Wszystko to zostało spowodowane przez Putina i tylko przez niego”. Dodał, że Ukraina potrzebuje zdecydowanego wsparcia ze strony Stanów Zjednoczonych i „silnego” prezydenta Donalda Trumpa, który stanie po stronie ukraińskiej. Umowa pokojowa „może dotyczyć jedynie planu zakończenia wojny”, który powinien zostać uzgodniony między Ukrainą a prezydentem USA i poparty przez obie strony. Powtórzył również znaczenie roli Europy w potencjalnej umowie. Zełenski ostrzegł, że jego kraj stoi przed trudną walką o przetrwanie bez dalszej pomocy wojskowej ze strony Stanów Zjednoczonych. Powiedział, że Ukrainie byłoby „bardzo, bardzo, bardzo trudno” kontynuować walkę z Rosją i pozostać bezpiecznym w dłuższej perspektywie bez amerykańskiego wsparcia, podkreślając, że chociaż Ukraina zawsze będzie walczyć o swoje przetrwanie, szanse na sukces znacznie się zmniejszą bez pomocy USA. Prezydent odrzucił również pomysł negocjacji zawieszenia broni na warunkach rosyjskich, argumentując, że celem Rosji jest zyskanie czasu na odbudowę siły militarnej, dodając, że prezydent Rosji dąży do tymczasowego rozejmu, aby złagodzić sankcje międzynarodowe i przygotować się na ponowną agresję. „Naprawdę tego chce”.
Urzędnicy obu krajów podali, że szczątki 757 ukraińskich żołnierzy poległych podczas walki zostały repatriowane na Ukrainę w ramach wymiany z Rosją, podczas której przekazano również szczątki 45 rosyjskich żołnierzy. Centrum Koordynacji ds. Traktowania Jeńców Wojennych Ukrainy poinformowało, że żołnierze ukraińscy zginęli walcząc we wschodnim obwodzie donieckim. Centrum Koordynacji ds. Traktowania Jeńców Wojennych poinformowało, że wówczas w Republice Czeczeńskiej w Rosji przebywało 150 ukraińskich jeńców wojennych.
Organizacja ds. Zakazu Broni Chemicznej poinformowała, że zakazany środek paralityczno-drgawkowy CS został znaleziony w dziewięciu próbkach (z czterech granatów, trzech próbek gleby i dwóch próbek roślinności obok ziemianki) dostarczonych przez Ukrainę z terenów przyfrontowych. „Wszystkie granaty zebrane z bunkrów... zawierały środek kontroli zamieszek CS, związki pokrewne CS i/lub produkty ich degradacji”. Ukraińskie Ministerstwo Spraw Zagranicznych poinformowało, że od lutego 2023 roku na Ukrainie odnotowano 6129 przypadków użycia przez rosyjskich żołnierzy amunicji zawierającej niebezpieczne substancje chemiczne, co stanowiło poważne naruszenie „Konwencji o broni chemicznej”.
Prokuratura Generalna Ukrainy poinformowała, że wszczęła postępowanie karne przeciwko pięciu ukraińskim miliarderom i politykom, w tym Ihorowi Kołomojskiemu, Kostiantynowi Żewaho, Hennadijowi Boholubowowi, Petro Poroszence i Wiktorowi Medwedczukowi, którzy zostali objęci sankcjami przez Radę Bezpieczeństwa Narodowego i Obrony Ukrainy dzień wcześniej. W wyniku tego zostali oskarżeni o popełnienie szczególnie poważnych przestępstw, w tym zdradę, współpracę z wrogiem i korupcję.
Wiceprezydent USA J.D. Vance powiedział, że inwazja Rosji na Ukrainę „jest sprawą między Rosją a Ukrainą” i oskarżył The Wall Street Journal o „przekręcanie [jego] słów” we wcześniej opublikowanym wywiadzie. 13 lutego 2025 roku Vance powiedział, że USA mają „militarne narzędzia nacisku”, których potencjalnie mogą użyć, aby wywrzeć presję na Rosję w negocjacjach w sprawie zakończenia wojny. Na pytanie, czy możliwość obecności wojsk amerykańskich na Ukrainie jest „oficjalnie wykluczona”, Vance odpowiedział, że w negocjacjach z prezydentem Donaldem Trumpem „wszystko jest na stole”. Następnego dnia odwołał się od tych komentarzy i nazwał relację WSJ „absurdalną”. „Prezydent Trump jest ostatecznym negocjatorem i przyniesie pokój regionowi, kończąc wojnę na Ukrainie. Zawsze mówiliśmy, wojska amerykańskie nigdy nie powinny być narażone na niebezpieczeństwo, jeśli nie służy to interesom i bezpieczeństwu Ameryki. Ta wojna toczy się między Rosją a Ukrainą”. Chociaż Vance nie wykluczył możliwości wykorzystania siły militarnej w przyszłych negocjacjach i odmówił stwierdzenia, że wysłanie wojsk amerykańskich nie wchodzi w grę, oskarżył dziennik o „przekręcanie [jego] słów”.

### 15 lutego

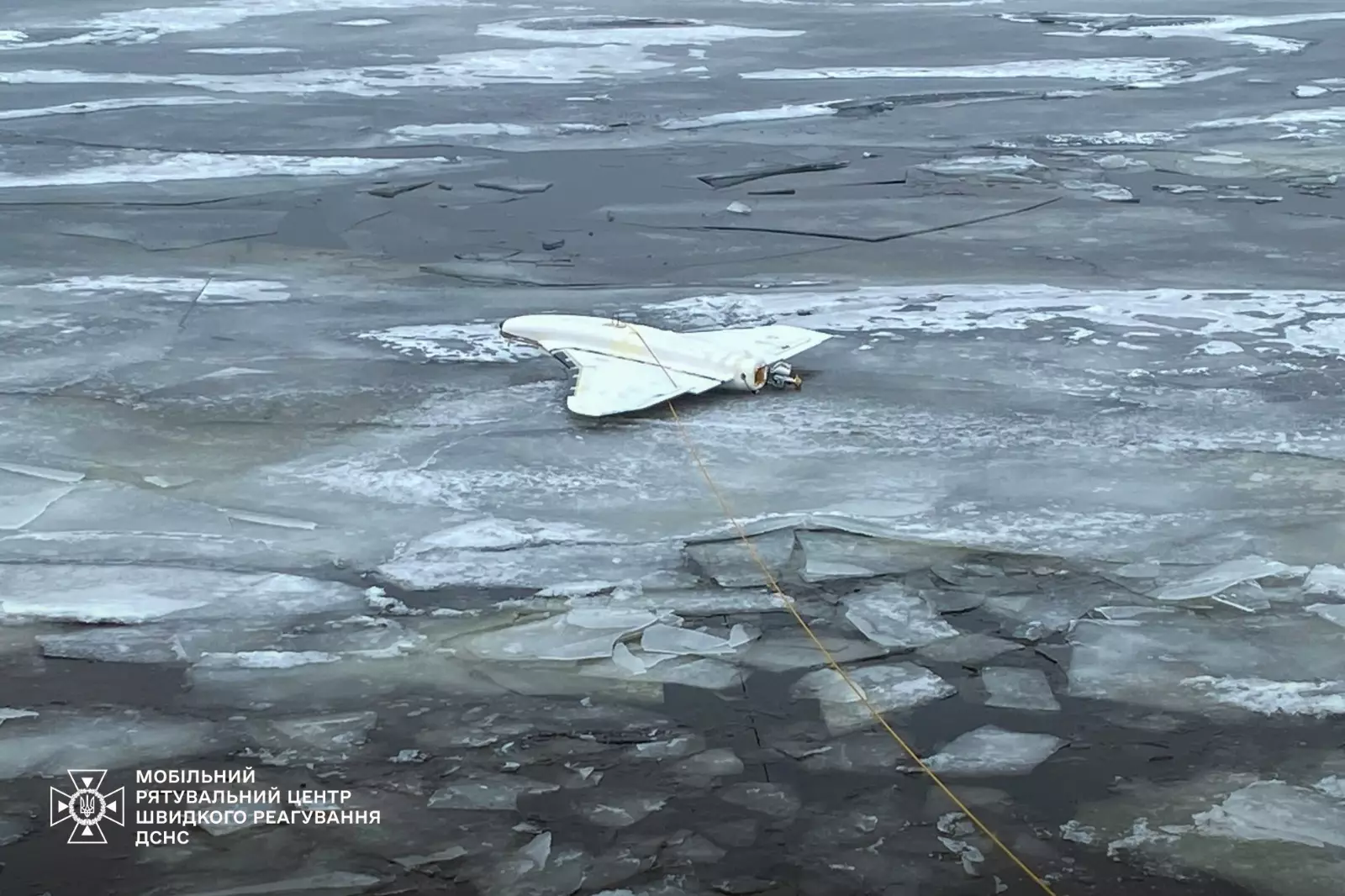
Rosyjski dron „Gerbera”, znaleziony na zamarzniętym zbiorniku wodnym w obwodzie kijowskim.

Grupa wojsk rosyjskich rozszerzyła obszar na prawym brzegu Oskołu, tworząc przyczółek o długości 15 km. W ostatnich miesiącach Rosjanom udało się odzyskać utracone pozycje na prawym brzegu rzeki w rejonie Nowomłynśka, skąd zostały wyparte przez 10 Górską Brygadę Desantową „Edelweiss”. Według SG Ukrainy, wojskom rosyjskim udało się przerzucić wystarczające siły, aby przejąć kontrolę nad linią brzegową o długości 15 km od wsi Nowomłynśk, Dworiczna i dalej wzdłuż koryta rzeki w kierunku Hołubiwki. Według DeepState Rosja poczyniła znaczne postępy i przesunęła się na zachód, na obrzeża wsi Figoliwka; „Niestety, sytuacja na przyczółkach w rejonie Dworicznej i Nowomłynśka nie poprawiła się. Wróg posuwał się naprzód i nadal umacniał swoją pozycję. W szczególności Rosjanie zwiększyli kontrolę w kierunku Figoliwki, zbliżając się do południowych obrzeży wsi. Wróg zajął także inny obszar w Dworicznej. (...) Nie ma wystarczającej liczby załóg, żeby ich zabić. Jednak wróg ma znaczącą przewagę w postaci dronów FPV, które po prostu niszczą pozycje, po czym nie da się ich już utrzymać. Niestety, istniejące w tym rejonie jednostki Regionalnego Zarządu Wojsk Obrony nie poradziły sobie z utrzymaniem obrony”.
Według ISW amerykańscy i europejscy partnerzy Ukrainy nadal pracowali nad wspólnym rozwojem ukraińskiego przemysłu obronnego. Postępy Rosji na południe i południowy zachód od Pokrowska spowolniły w ciągu ostatnich dwóch tygodni pośród oznak, że wiosną i latem 2025 roku rosyjskie dowództwo może nadać priorytet operacjom ofensywnym przeciwko Konstantynówce, najbardziej wysuniętemu na południe punktowi pasa twierdz Ukrainy w obwodzie donieckim. Postępy Rosji mogły spowolnić z powodu degradacji rosyjskich jednostek na linii frontu i zintensyfikowanych ukraińskich operacji dronów w tym rejonie. Rosyjskie dowództwo może również zamierzać nadać priorytet atakom na Konstantynówkę w 2025 roku i dlatego nie wzmacnia rosyjskiej grupy sił na południe od Pokrowska. Tymczasem siły ukraińskie posunęły się w pobliżu Pokrowska, a Rosjanie zrobili postępy w pobliżu Torećka i Wełykiej Nowosiłki oraz w obwodzie kurskim.
Brytyjskie MON podało, że armia rosyjska koncentrowała się na przecięciu linii logistycznych wojsk ukraińskich w pobliżu Pokrowska, co skutkowało dużymi stratami. 13 lutego Rosja ogłosiła zdobycie wioski Wodiane Druhe, znajdującej się na wschód od Pokrowska i Myrnohradu w pobliżu autostrady H-32, łączącej Konstantynówkę i Myrnohrad. „Walki w tym rejonie trwały, a siły ukraińskie prawdopodobnie odpierają większość rosyjskich ataków”. Z zachodniej flanki tego obszaru siły ukraińskie kontratakowały w pobliżu Kotłyne na autostradzie T-0406 i w Piszczane. W obu obszarach toczyły się ciężkie walki. Według wywiadu Ukraińcy prawdopodobnie próbowali powstrzymać rosyjskie postępy w celu utrzymania głównego szlaku zaopatrzeniowego w kierunku Udacznego, 12 km na południowy zachód od Pokrowska. „Próba okrążenia Pokrowska wraz z wysiłkami na rzecz odcięcia ukraińskich linii logistycznych wzdłuż linii frontu pozostaje priorytetem rosyjskiej ofensywy”.
Według Sił Powietrznych Ukrainy siły rosyjskie zaatakowały Ukrainę przy wykorzystaniu 70 dronów Shahed 136/131 i dronów-wabików różnych typów, wystrzelonych z Orła, Millerowa, Primorsko-Achtarska i Krymu. Ukraińska obrona przeciwlotnicza zniszczyła 33 drony w obwodach mikołajowskim, charkowskim, połtawskim, dniepropetrowskim, zaporoskim i donieckim, a kolejne 37 zaginęło na Ukrainie w ramach walki elektronicznej.
Gubernator Władysław Szapsza poinformował, że nocny tak drona spowodował pożar w zakładzie przemysłowym w rejonie dzierżyńskim w obwodzie kałuskim. Nie odnotowano ofiar. Szapsza nie określił, który obiekt został zaatakowany, jednak w obwodzie dzierżyńskim znajduje się rosyjska fabryka „Pierwyj Zawod”, największe przedsiębiorstwo petrochemiczne w obwodzie. Rosyjskie Ministerstwo Obrony podało, że w nocy zestrzelono 40 dronów nad obwodami kałuskim, wołgogradzkim, saratowskim i rostowskim. Według doniesień wczesnym rankiem wiele dronów zaatakowało rafinerię ropy naftowej w obwodzie wołgogradzkim, gdzie mieszkańcy zgłaszali ponad 15 eksplozji. Jeden z dronów uderzył w wielopiętrowy budynek mieszkalny w Wołgogradzie, w wyniku czego jeden mężczyzna został „lekko ranny”.
Kandydat na kanclerza Niemiec i szef Unii Chrześcijańsko-Demokratycznej (CDU) Friedrich Merz po raz kolejny opowiedział się za przekazaniem Ukrainie pocisków manewrujących Taurus. „Musimy dokonać tych dostaw. Musimy być gotowi, ale tylko jeśli osiągniemy porozumienie z naszymi europejskimi partnerami”. Ministerstwo Zdrowia Ukrainy ogłosiło, że ukraińskie placówki medyczne otrzymały 30 nowoczesnych mobilnych systemów rentgenowskich EXTRON 7 z ramieniem C klasy eksperckiej z Korei Południowej.
Specjalny wysłannik prezydenta USA ds. Ukrainy i Rosji, Keith Kellogg powiedział na Monachijskiej Konferencji Bezpieczeństwa, że porozumienie mińskie z 2015 roku miało na celu zakończenie pierwotnej inwazji Rosji na Ukrainę w 2014 roku, kiedy Niemcy i Francja uczestniczyły u boku Ukrainy i Rosji, ale nie udało im się zapobiec wojnie. Dlatego Europa nie będzie bezpośrednio uczestniczyć w negocjacjach mających na celu zakończenie wojny, ale zostaną wzięte pod uwagę jej interesy. Kellogg podkreślił, że wojna Rosji z Ukrainą może zakończyć się jeszcze w 2025 roku, zobowiązując się do „zaangażowania wszystkich stron” w ciągu 180 dni, aby spróbować osiągnąć ten cel. Dodał także, że Trump „nie zrezygnuje z ważnych interesów”, dodając, że Stany Zjednoczone będą nadal pomagać Ukrainie, ale „zabijanie musi zostać powstrzymane”.
Amerykańskie Politico zacytowały republikańskiego kongresmena Michaela McCaula i anonimowych przedstawicieli rządu, którzy poinformowali, że sekretarz stanu Marco Rubio, doradca ds. bezpieczeństwa narodowego Michael Waltz i wysłannik prezydenta na Bliski Wschód Steve Witkoff udadzą się do Arabii Saudyjskiej, aby przeprowadzić rozmowy z przedstawicielami Rosji i Ukrainy w celu rozpoczęcia negocjacji mających na celu zakończenie prawie 3-letniej wojny rosyjsko-ukraińskiej. Szef Kancelarii Prezydenta Andrij Podolak powiedział, że jest zaskoczony tymi doniesieniami i że Ukraina nie weźmie udziału w rozmowach w Arabii Saudyjskiej, gdyż uważa, że Rosja nie jest gotowa na rozmowy pokojowe.
Agencja prasowa Associated Press poinformowała, że kilka krajów europejskich (głównie Wielka Brytania i Francja), zaniepokojonych oświadczeniem sekretarza obrony Pete’a Hegsetha, że priorytety bezpieczeństwa USA nie koncentrują się na Europie, potajemnie pracowało nad planem wysłania wojsk na Ukrainę, aby pomóc w zagwarantowaniu realizacji ewentualnego traktatu pokojowego z Rosją.
Prezydent Wołodymyr Zełenski podczas przemówienia na Monachijskiej Konferencji Bezpieczeństwa oświadczył, że wezwał do utworzenia Armii Europy w obliczu niepewności co do dalszego wsparcia USA w celu odparcia potencjalnej agresji ze strony Rosji. Stwierdził, że: „Wierzę w Europę. I wy musicie wierzyć. I wzywam was do działania – dla siebie i dla Europy – ludzi Europy, waszych narodów, waszych domów, waszych dzieci i naszej wspólnej przyszłości. Aby to zrobić, Europa musi stać się samowystarczalna – zjednoczoną wspólną siłą, ukraińską i europejską. Bez armii ukraińskiej armie europejskie nie wystarczą, aby powstrzymać Rosję. Taka jest teraz rzeczywistość. Tylko nasza armia w Europie ma prawdziwe, współczesne doświadczenie wojenne. Ale nasza armia sama w sobie też nie wystarczy. I potrzebujemy tego, co możecie zapewnić – broni, szkolenia, sankcji, finansowania, nacisków politycznych i jedności”, dodając, że: „Wielu liderów mówiło, że Europa potrzebuje własnych sił zbrojnych – Armii Europy. Wierzę, że nadszedł ten czas. Siły zbrojne Europy muszą zostać stworzone. Chodzi o to, aby wkład Europy w nasze partnerstwo był równy wkładowi Ameryki. I potrzebujemy takiego samego podejścia, jeśli chodzi o dyplomację – wspólnej pracy na rzecz pokoju”.
Prezydent Zełenski powiedział, że armia rosyjska straciła prawie 250 tys. żołnierzy w wojnie z Ukrainą, z czego prawie 20 tys. podczas walk o sam obwód kurski, a ponad 610 tys. żołnierzy zostało rannych. „Całkowicie zniszczyliśmy jednostki północnokoreańskie, które Putin musiał ściągnąć, ponieważ jego własne siły nie były wystarczające, aby powstrzymać naszą kontrofensywę. Od ponad sześciu miesięcy Ukraińcy utrzymują swoją obecność na terytorium Rosji, chociaż to Rosja chciała stworzyć na naszym terytorium «strefę buforową»”. Dodał, że Rosja znacznie zmniejszyła swoją obecność wojskową w Naddniestrzu, pozostawiając w regionie tylko 1000–1500 żołnierzy, aby wesprzeć inwazję Rosji na Ukrainę. „Było 5500 lub 6000 [żołnierzy], teraz jest ich znacznie mniej. Uważamy, że dzisiaj pozostało tam ok. 2500 żołnierzy. Szczerze mówiąc, uważam, że pozostało 1000–1500 Rosjan”.
Według urzędników amerykańskich administracja prezydenta Donalda Trumpa zaproponowała, aby Ukraina przyznała Stanom Zjednoczonym 50% praw własności do tamtejszych minerałów ziem rzadkich, ale prezydent Zełenski odmówił podpisania dokumentu. Dano też jasno do zrozumienia, że USA są gotowe wysłać amerykańskie wojska, aby chronić Ukrainę, jeśli zostanie osiągnięte porozumienie z Rosją w sprawie zakończenia wojny. Dwóch urzędników zauważyło, że zamiast płacić za minerały, transakcja dotycząca nieruchomości byłaby dla Ukrainy sposobem na odwdzięczenie się Stanom Zjednoczonym za miliardy dolarów w postaci broni i wsparcia, jakich kraj ten udzielił Ukrainie od początku rosyjskiej inwazji w lutym 2022 roku. Zełenski powiedział, że Ukraina nie była jeszcze gotowa do podpisania umowy o zasobach mineralnych ze Stanami Zjednoczonymi, stwierdzając, że umowa „nie była gotowa, aby chronić” Ukrainę i jej interesy. „Nie pozwoliłem ministrom podpisać umowy, ponieważ moim zdaniem nie była ona gotowa, aby chronić nas, nasze interesy. Ważne jest, aby rozmawiać o inwestycjach na Ukrainie i musi to zostać dokładnie zbadane przez ekspertów prawnych. Możemy rozważyć, jak rozdysponować zyski, jeśli jest ona powiązana z umową o bezpieczeństwie”. Prezydent stwierdził, że w proponowanej umowie „nie było żadnych gwarancji bezpieczeństwa”, dodając, że podpisanie jej „nie leży dziś w naszym interesie. Te zasoby nie są moje, należą do naszego ludu”.

### 16 lutego
Rzecznik ukraińskiego Zgrupowania „Chortyca” Wiktor Trehubow powiedział, że wojska ukraińskie wyzwoliły wioskę Piszczane w pobliżu miasta Pokrowsk w obwodzie donieckim. „Seria kontrataków sił ukraińskich odniosła pewien sukces. Konkretnie, już wcześniej informowano – i teraz możemy to potwierdzić – o wyzwoleniu wioski Piszczane, która znajduje się ok, 5 km na południe od Pokrowska. Wojska rosyjskie zostały również odparte z kilku innych pobliskich miejscowości. Rosjanie mieli poważne zamiary częściowego okrążenia Pokrowska. Jednak w zeszłym miesiącu ponieśli znaczne straty na tym froncie. W tym miesiącu zostali również, powiedzmy, zatrzymani, a nawet odparci w niektórych miejscowościach”.
Według doniesień ukraińskich, wojska rosyjskie i ukraińskie ponownie toczyły ciężkie walki w obwodzie kurskim. SG Ukrainy poinformował o kilku rosyjskich atakach przy wsparciu artyleryjskim, nie podając jednak konkretnych miejsc. Kilka dni wcześniej siły ukraińskie dokonały nowych, niespodziewanych zdobyczy terytorialnych w regionie Kurska. Ukraińska 47 Samodzielna Brygada Zmechanizowana „Magura” walcząca pod Kurskiem poinformowała, że wspólnie z innymi jednostkami, skutecznie odparto atak rosyjskiej 155 Brygady Piechoty Morskiej. Siły rosyjskie próbowały odbić chutor Nikolskij.
W ocenie ISW rosyjskie dowództwo przerzuciło dodatkowe elementy 8 Armii Ogólnowojskowej Południowego Okręgu Wojskowego na kierunki Torećk i wschodni Pokrowsk, co dodatkowo wskazywało, że rosyjskie dowództwo zamierzało w 2025 roku nadać priorytet wywieraniu presji na Konstantynówkę, najbardziej wysunięty na południe punkt ukraińskiego „pasa twierdz”. Rosyjskie wojsko podejmowało wieloletnie wysiłki w celu przejęcia ukraińskiego „pasa twierdz” w obwodzie donieckim, co dodatkowo podkreślało wyraźny brak zainteresowania Putina trwałym pokojem z Ukrainą. Tymczasem siły ukraińskie posunęły się w kierunku Torećka, z kolei wojska rosyjskie zrobiły postępy w obwodu kurskiego oraz w kierunku Kupiańska, Siewierska i Kurachowego.
Sztab Ukrainy stwierdził, że Rosja atakowała w kierunkach Charkowa, Kupiańska, Łymanu, Siewierska, Kramatorska, Torećka, Pokrowska i Nowopawłowska i Zaporoża, gdzie doszło do 129 starć. W ciągu doby wojska rosyjskie przeprowadziły dwa ataki rakietowe, 95 nalotów, 2932 ataków dronów i 124 ostrzały na pozycje ukraińskie i obszary zaludnione. Operacja w obwodzie kurskim trwała; wojska rosyjskie przeprowadziły dziewięć ataków, 495 ataków artyleryjskich, 16 ostrzałów i 51 nalotów, używając 80 bomb lotniczych na pozycje ukraińskie i miejscowości. Ukraińskie lotnictwo i artyleria zaatakowały 12 miejsc koncentracji, 11 jednostek artylerii, dwa punkty kontrolne, system przeciwlotniczy i dwie stacje walki radioelektronicznej.
Siły Powietrzne Ukrainy poinformowały, że Rosjanie zaatakowali Ukrainę za pomocą dwóch pocisków balistycznych (wystrzelonych z Krymu w kierunku obwodu odeskiego) oraz 143 dronów Shahed i dronów-wabików (z Orła, Briańska i Szatałowa). Ukraińska obrona przeciwlotnicza zniszczyła 95 dronów w obwodach charkowskim, połtawskim, sumskim, czernihowskim, czerkaskim, kijowskim, żytomierskim, chmielnickim, dniepropetrowskim i mikołajowskim, a kolejne 46 zaginęło na Ukrainie w ramach walki elektronicznej. W wyniku ataku ucierpiały obwody kijowski, sumski, mikołajowski i odeski. Według ukraińskich urzędników w nocy w wyniku rosyjskiego ataku dronów została uszkodzona elektrociepłownia w Mikołajowie, w wyniku czego co najmniej 100 tys. osób w obwodzie mikołajowskim nie miało dostępu do ogrzewania podczas temperatur poniżej 0 °C. Gubernator Witalij Kim oświadczył, że w ataku na region wzięło udział dziewięć dronów Szahed, a eksplozje i zniszczenia spowodowane przez drony uszkodziły pięć wieżowców i zraniły jednego 64-letniego mężczyznę. Ataki uszkodziły również domy w obwodzie kijowskim.
Ukraińska 65 Brygada Zmechanizowana oświadczyła, że w ciągu jednego dnia zniszczono system rakietowy Tor i dwa systemy rakietowe Buk za pomocą dronów podczas walk w obwodzie zaporoskim.
Inicjatywa artyleryjska kierowana przez Czechy dostarczyła armii ukraińskiej 1,6 miliona szt. „amunicji dużego kalibru”, z czego pół miliona to amunicja 155 mm, a reszta to inne typy pocisków o kalibrze powyżej 100 mm. Prezydent Czech Petr Pavel powiedział, że Ukraina ma „wystarczające zasoby, aby pokryć potrzeby Ukrainy” do kwietnia 2025 roku. Prezydent Donald Trump powiedział, że pozwoli krajom europejskim kupować broń amerykańską w imieniu Ukrainy lub przekazywać ją Ukrainie. „Ten ruch potencjalnie pozwoliłby Ukrainie używać amerykańskiej broni, nawet gdy USA wycofają swoje wsparcie militarne dla tego kraju (...)”.
Prezydent Wołodymyr Zełenski w wywiadzie dla NBC News powiedział, że Ukraina „nigdy nie zaakceptuje żadnych decyzji pomiędzy Stanami Zjednoczonymi a Rosją” dotyczących wyniku negocjacji pokojowych bez udziału Ukrainy. „Zajęliśmy to miejsce przy stole na samym początku i jesteśmy pierwszymi, którzy zasiadają przy tym stole, ponieważ wojna jest na Ukrainie. Jesteśmy wdzięczni za całe wsparcie, jedność w USA wokół wsparcia dla Ukrainy (...) jesteśmy wdzięczni za to wszystko, ale nie ma na świecie lidera, który mógłby zawrzeć umowę z Putinem bez nas, o nas”. Stwierdził także, że od początku inwazji Rosji w lutym 2022 roku na polu bitwy zginęło ponad 46 tys. ukraińskich żołnierzy, a prawie 380 tys. zostało rannych. Ponadto „Dziesiątki tysięcy” ukraińskich żołnierzy było wówczas zaginionych w akcji lub przetrzymywanych w rosyjskiej niewoli.
Prezydent Donald Trump powiedział, że wierzy, iż prezydent Władimir Putin „chce zakończyć” wojnę na Ukrainie, odrzucając ambicje Rosji dotyczące terytorium Ukrainy i wierząc, że Rosja jest potężną machiną, która pokonała Hitlera i Napoleona. Uważał jednak, że Putin chce zaprzestać walk. Powtórzył, że prezydent Zełenski będzie zaangażowany w negocjacje. Zapytany przez reporterów, czy uważa, że Rosja próbuje przejąć całe terytorium Ukrainy, Trump zaprzeczył temu twierdzeniu i wskazał, że uważa, że Putin chce przestać. Sekretarz stanu USA Marco Rubio powiedział, że wszelkie prawdziwe negocjacje mające na celu zakończenie wojny rosyjsko-ukraińskiej będą obejmować Ukrainę i Europę. Wskazał tym samym, że rozmowy w tym tygodniu były szansą na przetestowanie gotowości prezydenta Władimira Putina do pośredniczenia w pokoju. W rozmowie prezydenta Trumpa z Putinem, która odbyła się w poprzednim tygodniu, Putin wyraził chęć promowania pokoju, a Trump wyraził chęć trwałego zakończenia konfliktu, co ochroni suwerenność Ukrainy. Rubio stwierdził, że jasne jest, iż należy podjąć działania jak najszybciej i że nadchodzące tygodnie i dni pokażą, czy ustne obietnice okażą się prawdziwe, gdyż pokoju nie da się osiągnąć za pomocą jednej rozmowy telefonicznej.
Brytyjski premier Keir Starmer oświadczył, że jeśli zajdzie taka potrzeba Wielka Brytania jest gotowa wysłać wojska na Ukrainę, w ramach powojennych sił pokojowych, aby zapewnić bezpieczeństwo Wielkiej Brytanii i Europy, podkreślając, że decyzja o narażeniu brytyjskich żołnierzy „na niebezpieczeństwo” nie została podjęta lekkomyślnie, ale dlatego, że zapewnienie trwałego pokoju na Ukrainie ma kluczowe znaczenie dla powstrzymania dalszej agresji ze strony prezydenta Putina. Dodał, że po zakończeniu wojny należy zadbać o to, aby nie doszło do tymczasowego zawieszenia broni przed ewentualnym kolejnym atakiem Putina. Prezydent Finlandii Alexander Stubb powiedział, że Unia Europejska potrzebuje specjalnego wysłannika na rozmowy pokojowe na Ukrainie, aby uniknąć wykluczenia z negocjacji. Dodał, że nowy specjalny wysłannik pomógłby skupić europejskie wysiłki i umożliwiłby im zabranie głosu w takich rozmowach.
Agencja prasowa Bloomberg, powołując się na anonimowych urzędników, podała, ze prezydent Trump chce zapewnić zawieszenie broni podczas wojny rosyjsko-ukraińskiej do Wielkanocy, 20 kwietnia 2025 roku. Jeden z urzędników stwierdził, ze plan Trumpa dotyczący szybkiego rozwiązania w celu zakończenia wojny jest ambitny i „potencjalnie nierealny”. Bardziej prawdopodobne jest, że Trump będzie w stanie uzyskać zawieszenie broni na Ukrainie do końca 2025 roku.

### 17 lutego
Według ISW Rosja powtórzyła swoje żądania, aby Ukraina przekazała dodatkowe terytorium we wschodniej i południowej Ukrainie oraz rozwiązała w przyszłości ukraińskie wojsko, jednocześnie pokazując, że Rosja nie jest skłonna do ustępstw terytorialnych w żadnych przyszłych negocjacjach pokojowych. Tymczasem siły rosyjskie posuwały się w kierunku Torećka, Pokrowska, Kurachowego i Wełykiej Nowosiłki. Rosyjskie Ministerstwo Obrony podało, że siły rosyjskie odbiły wioskę Swierdlikowo w obwodzie kurskim. Źródła rosyjskie stwierdziły, że Rosjanie zdobyli miasto Nowosiłka w południowym obwodzie donieckim.
Sztab Ukrainy oświadczył, że Rosja atakowała w kierunkach Charkowa, Kupiańska, Łymanu, Siewierska, Kramatorska, Torećka, Pokrowska, Nowopawłowska i Zaporoża, gdzie doszło do 139 starć. W ciągu doby wojska rosyjskie przeprowadziły jeden atak rakietowy, 71 nalotów, 2923 ataków dronów i 93 ostrzały na pozycje ukraińskie i obszary zaludnione. Operacja w obwodzie kurskim trwała; wojska rosyjskie przeprowadziły 13 ataków, 573 ataki artyleryjskie, 11 ostrzałów i 27 nalotów, używając 30 bomb lotniczych na pozycje ukraińskie i miejscowości. Ukraińskie lotnictwo i artyleria zaatakowały osiem miejsc koncentracji, system przeciwlotniczy, sześć jednostek artylerii i pięć stacji walki radioelektronicznej/radarów. Prezydent Wołodymyr Zełenski ogłosił, że w ciągu ostatniego tygodnia armia rosyjska wykorzystała przeciwko Ukrainie prawie 1220 bomb lotniczych, ponad 850 dronów i ponad 40 rakiet różnego typu.
Ukraińskie Siły Powietrzne podały, że wojska rosyjskie zaatakowały terytorium Ukrainy przy użyciu 147 dronów Shahed 136/131 i dronów-wabików różnych typów, wystrzelonych z Orła, Briańska, Kurska, Millerowa, Szatałowa i Primorsko-Achtarska. Ukraińska obrona przeciwlotnicza zestrzeliła 83 drony w obwodach charkowskim, połtawskim, sumskim, czernihowskim, czerkaskim, kijowskim, kirowohradzkim, zaporoskim, dniepropetrowskim i odeskim, a kolejne 59 zaginęło na Ukrainie w ramach walki elektronicznej. W wyniku ataku ucierpiały obwody charkowski, kijowski, połtawski i zaporoski. W rejonie boryspolskim jedna osoba została ranna. Szef Administracji wojskowej Roman Mroczko poinformował, że w kilku rejonach Chersonia wystąpiły częściowe przerwy w dostawie prądu z powodu rosyjskich ataków.
Gubernator Weniamin Kondratiew stwierdził, że w nocy jedna osoba została ranna, a 12 budynków mieszkalnych i domów zostało uszkodzonych w wyniku ukraińskiego „potężnego ataku” dronów na Kraj Krasnodarski. Według doniesień w rafinerii Ilskij wybuchł duży pożar, po tym jak miejscowi mieszkańcy słyszeli eksplozje; według źródeł doszło do co najmniej 20 eksplozji. Rosyjskie Ministerstwo Obrony poinformowało, że w nocy obrona przeciwlotnicza zneutralizowała pocisk kierowany Neptun-MD oraz 90 dronów nad Morzem Azowskim (38), Krajem Krasnodarskim (24), Krymem (15), Morzem Czarnym (7) oraz obwodami kurskim (2), rostowskim (2), briańskim (1) i biełgorodzkim (1). Ponadto ukraińskie drony zaatakowały stację pompową „Kropotkinskaja” na głównym międzynarodowym rurociągu Konsorcjum Rurociągów Kaspijskich (CPC) w południowej Rosji, zakłócając dostawy ropy z Kazachstanu do Noworosyjska. Urzędnik stwierdził, ze: „Transport ropy naftowej przez system rurociągów Tengyz–Noworosyjsk odbywa się przy obniżonym poziomie pompowania”, co wpłynie na Chevron i ExxonMobil. Według doniesień w ataku brało udział siedem dronów, ale nie wiadomo ile z nich uderzyło w rurociąg.
Rząd Kanady przekazał Ukrainie dwa kolejne symulatory w celu szkolenia i podtrzymywania kwalifikacji pilotów myśliwców F-16. Tym samym Kanada podwoiła liczbę symulatorów dostarczonych ukraińskim Siłom Powietrznym, zwiększając ich liczbę do czterech.
Prezydent Wołodymyr Zełenski powiedział, że Ukraina poczyniła postępy na drodze do utworzenia zagranicznego kontyngentu wojskowego na swoim terytorium, opisując to wydarzenie jako konkretny krok wykraczający poza dyskusje dyplomatyczne, sygnalizujący przejście w stronę konkretnej międzynarodowej współpracy w zakresie bezpieczeństwa. „Uważam, że jest to pierwsza platforma do przyszłego tworzenia Sił Zbrojnych Europy, takiej armii, która będzie w stanie reagować w powietrzu, na wodzie, na lądzie, za pomocą dronów ze sztuczną inteligencją, a także w przypadku rosyjskiej ofensywy”. Zełenski wyjaśnił, że zagraniczna obecność wojskowa niekoniecznie oznacza stacjonowanie wojsk na terytorium Ukrainy, ale może obejmować systemy obrony powietrznej i broń zwiększającą bezpieczeństwo. „W kwestii zagranicznego kontyngentu bardzo ważne jest, aby nie utracić USA w takiej czy innej formie”.
Premier Wielkiej Brytanii Keir Starmer zwrócił się do prezydenta USA Donalda Trumpa o udzielenie amerykańskiego wsparcia militarnego dla proponowanego utworzenia europejskich sił pokojowych na Ukrainie, argumentując, że tylko gwarancja bezpieczeństwa ze strony USA może powstrzymać Rosję przed dalszą agresją.
Rzecznik Kremla Dmitrij Pieskow poinformował, że minister spraw zagranicznych Siergiej Ławrow i doradca ds. polityki zagranicznej Jurij Uszakow udali do Arabii Saudyjskiej, aby porozmawiać z delegacją USA o tym, jak zakończyć wojnę na Ukrainie. Szef MSZ Rosji Ławrow powiedział, że nie można dyskutować o kwestii ustępstw terytorialnych Ukrainy podczas negocjacji. Opisał działania armii ukraińskiej jako bardziej okrutne niż działania nazistowskiej armii niemieckiej i powiedział, że jego kraj nigdy nie odda ziemi Ukrainie. Powtórzył również, że prezydent Putin stwierdził, że radzieckie kierownictwo dokonało ustępstw terytorialnych w kwestii tego, co obecnie nazywa się Ukrainą. Duże połacie terytorium zostały przydzielone Ukraińskiej SRR i były rozwijane przez Rosjan przez stulecia. Rosjanie zbudowali na tych ziemiach miasta, fabryki i porty oraz rozwijali przemysł i rolnictwo. Rosyjski przedstawiciel ONZ Wasilij Niebeznia powiedział, ze teraz, gdy administracja Trumpa jest u władzy w USA, istnieje szansa, że „gorąca faza” wojny może wkrótce się zakończyć. Stwierdził, że samo zawieszenie broni i zamrożenie działań wojennych nie rozwiążą konfliktu, przedstawiając warunki Rosji dotyczące rozwiązania. Według niego Ukraina powinna być „zdemilitaryzowanym państwem neutralnym” poza jakimikolwiek sojuszami, jednak stanowisko to odrzucała Ukraina, ostrzegając, że bez gwarancji bezpieczeństwa Rosja może rozpocząć kolejną inwazję.
Rzecznik ukraińskiego MON Dmytro Łazutkin powiedział, że po wprowadzeniu przez Ministerstwo Obrony „specjalnego kontraktu” armia ukraińska otrzymała ponad 10 tys. wniosków o rekrutację ochotników w wieku od 18 do 24 lat. Specjalny kontrakt zapewniał wiele korzyści, w tym roczną pensję w wysokości 24 tys. dolarów amerykańskich, 0% oprocentowania kredytu hipotecznego i bezpłatne wykształcenie wyższe.

### 18 lutego
W opinii ISW rosyjscy i amerykańscy urzędnicy spotkali się w Arabii Saudyjskiej na dwustronnych rozmowach na temat wojny na Ukrainie, ale Rosja nadal nie wykazywała żadnych oznak, że jest gotowa na jakiekolwiek znaczące ustępstwa w sprawie Ukrainy. Siły rosyjskie zrobiły postępy w okolicy Borowej, Torećka i Wełykiej Nowosiłki. Rosyjskie Ministerstwo Obrony stwierdziło, że siły rosyjskie odbiły Jampoliwkę, niedaleko wsi Terny w obwodzie donieckim. Według doniesień siły rosyjskie nadal wysyłały rannych i niezdolnych do służby żołnierzy na linię frontu, aby rozwiązać problem niedoborów kadrowych.
Sztab Ukrainy oświadczył, że Rosja atakowała w kierunkach Charkowa, Kupiańska, Łymanu, Siewierska, Kramatorska, Torećka, Pokrowska, Nowopawłowska, Hulajpola i Zaporoża, gdzie doszło do 156 starć. W ciągu doby wojska rosyjskie przeprowadziły trzy ataki rakietowe, 71 nalotów, 2386 ataków dronów i 89 ostrzałów na pozycje ukraińskie i obszary zaludnione. Operacja w obwodzie kurskim trwała; wojska rosyjskie przeprowadziły 10 ataków, 502 ataki artyleryjskie, cztery ostrzały i 35 nalotów, używając 44 bomb lotniczych na pozycje ukraińskie i miejscowości. Ukraińskie lotnictwo i artyleria zaatakowały osiem miejsc koncentracji, pięć jednostek artylerii, cztery stanowiska dowodzenia i system przeciwlotniczy.
Według ukraińskich Sił Powietrznych Rosjanie zaatakowali Ukrainę przy użyciu 176 dronów Shahaed 136/131 i dronów-wabików różnych typów, wystrzelonych z Orła, Briańska, Kurska, Millerowa, Szatałowa, Primorsko-Achtarska i Krymu. Ukraińska obrona przeciwlotnicza zestrzeliła 103 drony w obwodach charkowskim, połtawskim, sumskim, czernihowskim, czerkaskim, kijowskim, kirowohradzkim, winnickim, żytomierskim, dniepropetrowskim, chersońskim i mikołajowskim, a kolejne 67 zaginęło na Ukrainie. W wyniku ataku ucierpiały obwody kirowohradzki, charkowski, kijowski i czerkaski.
W obwodzie donieckim ukraińskie drony Brygady „Czornyj Lis” zniszczyły rzadki system rakietowy S-350, uważany za trzeci zniszczony dotąd system podczas wojny; w służbie było tylko sześć systemów tego typu. Zniszczenie miało miejsce latem lub wczesną jesienią 2024 roku, o czym świadczył zielony kolor liści i trawy na nagraniu. Ukraińskie zgrupowanie „Chortyca” poinformowało, że ukraińskim żołnierzom po raz pierwszy udało się zniszczyć północnokoreańskie działo samobieżne M-1978 Koksan.
Według OSW Rosjanie kontynuowali ataki na skrzydłach aglomeracji pokrowskiej. Po wielu tygodniach walk udało im się opanować teren węzła komunikacyjnego na głównej drodze z Pokrowska do Konstantynówki i znacząco poszerzyli kontrolowany obszar na północny wschód od niego. Po kilkudniowej przerwie wznowili działania w okolicach Wełykiej Nowosiłki, uzyskując sukces na zachód od niej. Według części źródeł wyprowadzili również atak sondujący w kierunku Konstantynówki od strony zajętego Torećka. Uderzenie na Ułakły na zachód od Kurachowego przyspieszyło likwidację obszaru, w którym utrzymywały się siły ukraińskie. Ukraińcy głównie wycofali się na zachód, a ich ostatni ośrodek oporu w tym rejonie stanowił znajdujący się w oskrzydleniu węzłowy Kostiantynopil. Dalsze postępy Rosja poczyniła w Czasiw Jarze oraz w okolicach przyczółków na brzegach rzek Żerebeć na kierunku Łymanu i Oskoł na północ od Kupiańska. Ataki wyprowadzane z Dworicznej w trzech kierunkach skutkowały znaczącym poszerzeniem przyczółku za Oskołem, wciąż jednak zajmowany przez siły rosyjskie teren był zbyt mały, aby zapewnić stabilną przeprawę przez rzekę większych sił. Na północny wschód od przyczółku na prawym brzegu stworzyli oni następny, w rejonie wsi Topoli. W obwodzie kurskim wojska rosyjskie odzyskały Swierdlikowo, ostatnią miejscowość przed Sudżą.
Amerykańska gazeta Politico, powołując się na trzy źródła dyplomatyczne, podała, że Unia Europejska rozważała przyznanie Ukrainie nowego pakietu pomocy wojskowej o wartości co najmniej sześciu miliardów euro w celu wzmocnienia strategicznej pozycji kraju przed negocjacjami z Rosją.
Wywiad ukraiński poinformował, że Rosja rozpoczęła produkcję nowego odrzutowego samolotu turbowentylatorowego Shahed 238, nazywanego przez Rosjan Geran-3, o zasięgu ponad 2500 km i maksymalnej prędkości 600 km/h. Ponadto wywiad stwierdził, ze w produkowanych masowo przez Rosję dronach Shahed 136 zaobserwowano istotne modyfikacje w postaci cięższej (90 kg) głowicy bojowej i dodatkowego balastu zainstalowanego w konstrukcji drona. Ze względu na większy ładunek zasięg drona zmniejszył się z 1350 km do ok. 650 km, co ograniczyło jego zasięg, ale uczyniło go bardziej śmiercionośnym w atakach z bliższej odległości.

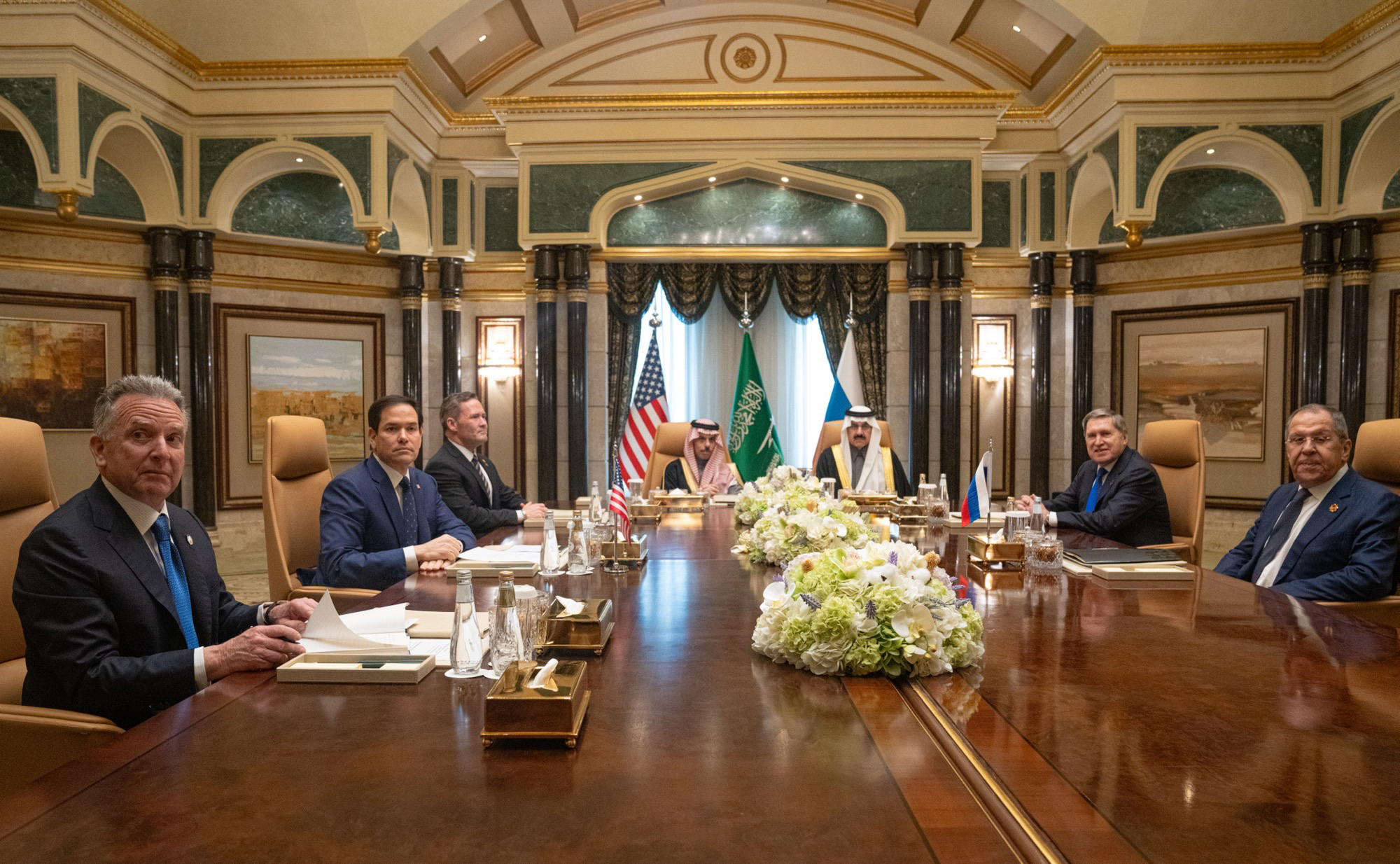
Spotkanie przedstawicieli USA, Rosji w Arabii Saudyjskiej. Od lewej: wysłannik ds. Bliskiego Wschodu Steve Witkoff, sekretarz stanu Marco Rubio, doradca ds. bezpieczeństwa narodowego Michael Walz, minister spraw zagranicznych Faisal bin Farhan Al-Saud, doradca ds. bezpieczeństwa narodowego Mosaad bin Mohammad al-Aiban, doradca ds. polityki zagranicznej Jurij Uszakow i minister spraw zagranicznych Siergiej Ławrow.

W Rijadzie w Arabii Saudyjskiej odbyły się negocjacje pomiędzy przedstawicielami Rosji i Stanów Zjednoczonych. W skład delegacji amerykańskiej wchodzili sekretarz stanu Marco Rubio, specjalny wysłannik ds. Bliskiego Wschodu Steve Witkoff i doradca ds. bezpieczeństwa narodowego Michael Walz, natomiast w delegacji rosyjskiej byli minister spraw zagranicznych Siergiej Ławrow i doradca ds. polityki zagranicznej Jurij Uszakow. Sekretarz stanu Marco Rubio na konferencji po zakończeniu negocjacji oświadczył, że „Wojna między Ukrainą a Rosją musi zakończyć się na warunkach, które odpowiadają obu stronom. Tylko wtedy pokój będzie trwały”. W wywiadzie dla rosyjskich mediów doradca ds. polityki zagranicznej Jurij Uszakow powiedział, że wszystkie kwestie poruszone podczas rozmów były omawiane bardzo poważnie, a obie strony zgodziły się rozwijać stosunki dwustronne, biorąc pod uwagę interesy drugiej strony. Niezależne zespoły negocjacyjne z USA i Rosji rozpoczną komunikację na temat Ukrainy w odpowiednim czasie. Oba kraje odbyły również rozmowy na temat współpracy gospodarczej, w tym globalnych cen energii. Sekretarz stanu USA Rubio powiedział, że oba kraje przywrócą normalną działalność misji dyplomatycznych. Rzeczniczka Departamentu Stanu USA Tammy Bruce powiedziała, że spotkanie było ważnym krokiem naprzód, ale spotkanie po rozmowie telefonicznej nie wystarczyło, aby ustanowić trwały pokój. Rozmowy skupiały się na ustaleniu, czy Rosja naprawdę chce osiągnąć pokój i czy naprawdę może prowadzić negocjacje w sprawie szczegółów. Podkreślono, że chociaż Ukraina nie bierze udziału w rozmowach, prawdziwe negocjacje pokojowe odbędą się wyłącznie z udziałem Ukrainy.
Prezydent Donald Trump uważał, że Ukraina powinna przeprowadzić nowe wybory, ponieważ winą za trwającą wojnę obarczał wojenne przywództwo prezydenta Zełenskiego, który jego zdaniem ma „4% poparcia”. „Dziś usłyszałem: 'Och, cóż, nie zostaliśmy zaproszeni.' Cóż, byliście tam przez trzy lata. Nigdy nie powinniście tego zaczynać. Mogliście zawrzeć umowę”. Trump opisał zniszczenie Ukrainy w sposób przesadny, fałszywie twierdząc, że większość miast ukraińskich została „rozwalona na drobne kawałki”, stwierdzając, że szybka umowa na początku wojny mogłaby dać Ukrainie „prawie cały kraj, i nikt by nie zginął, a żadne miasto nie zostałoby zburzone. Macie teraz przywództwo, które pozwoliło na kontynuowanie wojny”.
Amerykańskie Fox News, cytując źródła zbliżone do rozmów USA–Rosja w Arabii Saudyjskiej, podało, że Stany Zjednoczone i Rosja osiągnęły wstępny trzypunktowy plan pokojowy, obejmujący zawieszenie broni, wybory na Ukrainie i podpisanie ostatecznego porozumienia. Putin uważał, że istnieje duże prawdopodobieństwo, iż w wyborach na Ukrainie zostanie wybrany prorosyjski prezydent-marionetka, a także, że każdy kandydat inny niż Zełenski będzie bardziej elastyczny oraz skłonny do negocjacji i ustępstw. Prezydent Trump również był skłonny zaakceptować każdy wynik wyborów, łącznie z możliwością wyboru prorosyjskiej marionetki. Trump i Vance uważali, że szanse na reelekcję obecnego prezydenta Ukrainy są niewielkie. Jednakże później szef MSZ Rosji Ławrow powiedział mediom, że doniesienia o trzypunktowym planie są fałszywe; „Jeśli chodzi o pierwsze pytanie, dotyczące jakiegoś trzypunktowego planu, nie widziałem żadnych informacji na ten temat. Zapytałem dziś Rubio i Waltza, co to oznacza. Powiedzieli, że to fałsz”.
Prezydent Francji Emmanuel Macron wykluczył wysłanie francuskich wojsk bojowych na front ukraiński, ale Wielka Brytania i Francja współpracowały nad wysłaniem ekspertów, a nawet ograniczonej liczby żołnierzy na linię frontu, aby okazać solidarność i pomóc Ukrainie w obronie.
Rzecznik Kremla Dmitrij Pieskow powiedział, że prezydent Władimir Putin jest gotowy do rozmów z prezydentem Ukrainy Wołodymyrem Zełenskim, ale należy wziąć pod uwagę „aspekty prawne związane z jego legitymacją”. „Sam Putin wielokrotnie mówił, że byłby gotowy do negocjacji z Zełenskim, jeśli zajdzie taka potrzeba. Jednocześnie prawne ustalenie porozumień jest przedmiotem poważnych dyskusji, biorąc pod uwagę rzeczywistość”.
Szef ukraińskiego wywiadu generał Kyryło Budanow stwierdził, że Korea Północna brała udział w wojnie Rosji z Ukrainą, aby zdobyć doświadczenie bojowe i zmodernizować swoją technologię wojskową. „Pomimo dużych strat, siły północnokoreańskie nadal aktywnie uczestniczyły we wspólnych operacjach z wojskami rosyjskimi. Będzie to miało długotrwałe konsekwencje dla krajobrazu bezpieczeństwa w regionie Azji i Pacyfiku”.
Centrum Koordynacyjne ds. Postępowania z Jeńcami Wojennymi oświadczyło, że od początku inwazji Ukraina przeprowadziła 75 repatriacji i zabrała do kraju 7017 ciał poległych żołnierzy. „Do grudnia 2024 r. przeprowadziliśmy 73 repatriacje i odzyskaliśmy 5503 ciała poległych. W tym roku odbyły się jeszcze dwie repatriacje – w styczniu i lutym. W obu przypadkach zwrócono 757 ciał. Możemy więc powiedzieć, że do tej pory Ukraina zwróciła 7017 ciał poległych żołnierzy”.

### 19 lutego

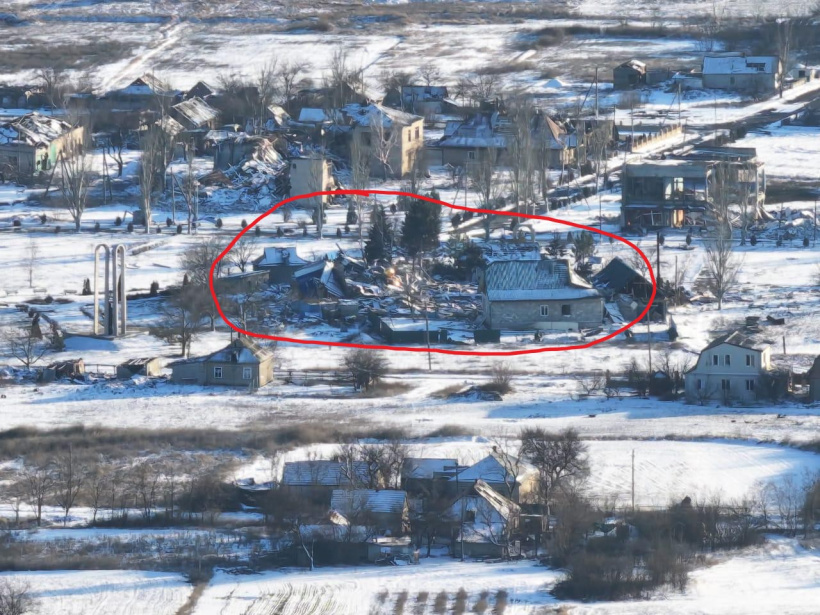
Ruiny drewnianej cerkwi Narodzenia Bogurodzicy we wsi Andrijiwka. Cerkiew została zniszczona przez rosyjski ostrzał w lutym 2025 roku.

W ocenie ISW siły ukraińskie posunęły się w kierunku Wołczańska i Torećka, a wojska rosyjskie zrobiły postępy w kierunku Borowej, Siewierska, Pokrowska, Kurachowego i Wełykiej Nowosiłki.
Siły Powietrzne Ukrainy oświadczyły, że Rosjanie zaatakowali Ukrainę przy wykorzystaniu dwóch rakiet balistycznych Iskander-M/KN-23 (wystrzelonych z obwodu woroneskiego w kierunku obwodu sumskiego) oraz 167 dronów Shahed 136/131 i dronów-wabików różnych typów, wystrzelonych (z Orła, Briańska, Kurska, Millerowa, Szatałowa i Primorsko-Achtarska). Ukraińska obrona przeciwlotnicza zestrzeliła 106 dronów w obwodach charkowskim, połtawskim, sumskim, czernihowskim, czerkaskim, kijowskim, kirowohradzkim, chmielnickim, żytomierskim, dniepropetrowskim, zaporoskim, chersońskim, odeskim i mikołajowskim, a kolejne 56 zaginęło na Ukrainie. W wyniku ataku ucierpiały obwody odeski, kijowski, sumski, czerkaski i zaporoski.
Co najmniej jedna osoba zginęła, a 14 zostało rannych, w tym dwoje dzieci, w wyniku rosyjskich ataków rakietowych i dronów na terenie całej Ukrainy. Według władz potężny atak dronów na infrastrukturę energetyczną Odessy i obwodu odeskiego zranił cztery osoby, w tym dziecko, i pozbawił 160 tys. mieszkańców ogrzewania i prądu. W ataku uszkodzone zostało przedszkole, klinika dziecięca i budynki mieszkalne. Gubernator Wadym Fiłaszkin poinformował, że w obwodzie donieckim rosyjski atak zabił jedną osobę i zranił dwie w Konstantynówce. Gubernator Ołeksandr Prokudin powiedział, że siedem osób, w tym dziecko, zostało rannych podczas rosyjskich ataków na obwód chersoński. W atakach podobno uszkodzono trzy budynki mieszkalne i osiem domów. Gubernator Ihor Taburets poinformował, że w wyniku upadku szczątków zestrzelonego rosyjskiego drona uszkodzona została linia energetyczna, osiem domów, pięć zabudowań gospodarczych, a trzy osoby zostały ranne.
Ok. 2:45 czasu lokalnego drony zaatakowały rafinerię ropy naftowej Syzran w obwodzie samarskim. Miejscowi mieszkańcy zgłaszali co najmniej trzy eksplozje. Gubernator Wiaczesław Fedoriszczew potwierdził, że w rafinerii wybuchł pożar, stwierdzając, że nie było ofiar. Późnym wieczorem w Moskwie spłonął budynek Instytutu Mechaniki Precyzyjnej i Inżynierii Komputerowej im. Lebediewa, związanego z rosyjskim przemysłem zbrojeniowym. Pożar objął obszar 1500 m², a później zawalił się dach budynku.
Ministerstwo Obrony Litwy poinformowało o przekazaniu armii ukraińskiej nowego pakietu pomocy wojskowej, obejmującego „ciężarówki, kamery termowizyjne i inny niezbędny sprzęt”. Prezydent Litwy Gitanas Nausėda przedstawił 6-punktowy plan działań mający na celu wsparcie Ukrainy i wzmocnienie bezpieczeństwa europejskiego. Jego propozycja obejmowała gwarancje bezpieczeństwa dla Ukrainy, podkreślając, że „członkostwo w NATO powinno pozostać na stole”. Wezwał również do natychmiastowego sfinansowania broni i inwestycji w wysokości 10 miliardów euro w ukraiński przemysł obronny. Ponadto Rosja powinna zostać pociągnięta do odpowiedzialności za zbrodnie wojenne, sankcje powinny pozostać w mocy do czasu zakończenia walk, a zamrożone aktywa rosyjskie zajęte.
Prezydent Zełenski podczas konferencji prasowej powiedział, że Ukraina „niebezpiecznie się wyczerpuje” w zakresie pocisków do systemu Patriot. Powołując się na rozmowę telefoniczną z „dowódcą polowym” między 3:00 a 5:00 rano, Zełenski starał się o licencję na budowę pocisków Patriot na Ukrainie i dodatkowych 20 systemów Patriot.
Prezydent Władimir Putin powiedział, że po południu żołnierze 810 Brygady przekroczyli granicę rosyjsko–ukraińską w obwodzie kurskim i wkroczyli na terytorium Ukrainy. Posuwali się wzdłuż linii frontu i rozpoczęli ofensywę wzdłuż całej linii kontaktu. Centrum Zwalczania Fałszywych Informacji RBNiO Ukrainy zaprzeczyło oświadczeniom Putina, stwierdzając, że rosyjska grupa sabotażowo-rozpoznawcza próbowała wkroczyć na terytorium Ukrainy, jednak została rozbita. Rzecznik Sztabu Generalnego Ukrainy również stwierdził, że sytuacja przedstawiona przez stronę rosyjską nie pokrywa się z faktami.
Prezydent Wołodymyr Zełenski powiedział na konferencji prasowej, że prezydent Trump stwierdził 18 lutego, że ma tylko 4% poparcia na Ukrainie, dodając, że: „Widzieliśmy tę dezinformację. Rozumiemy, że pochodzi z Rosji. Rozumiemy i mamy dowody, że te liczby były omawiane między USA a Rosją” Przytoczył również sondaż opublikowany przez Kijowski Międzynarodowy Instytut Socjologii, wskazujący, że ma 57% poparcia, co wskazywało, że wysiłki mające na celu zastąpienie go nie powiodą się. Zełenski stwierdził także, że „Ukraina jest gotowa na inwestycje, pod warunkiem, że okupowane terytoria zostaną wyzwolone, a zasoby naturalne będą chronione. Nie chcemy stać się centrum wydobycia surowców dla żadnego kontynentu. Ważniejsze jest dla nas, abyśmy byli przyjaciółmi i partnerami, a nie tylko źródłem surowców”, dodając, że: „Bez gwarancji bezpieczeństwa umowa nie będzie uczciwa. Jeśli chcemy coś dać, musimy coś dostać w zamian”. Według Zełenskiego koszty wojenne Ukrainy wyniosły 320 miliardów dolarów, z czego 200 miliardów dolarów pochodziło od Stanów Zjednoczonych i Unii Europejskiej. „My, naród Ukrainy, [pokryliśmy] 120 miliardów dolarów, Stany Zjednoczone i UE – 200 miliardów dolarów. Mówimy o broni, to pakiet uzbrojenia wart 320 miliardów dolarów. W sumie Stany Zjednoczone przekazały nam ok. 67 miliardów dolarów w broni oraz otrzymaliśmy 31,5 miliarda dolarów wsparcia budżetowego, ale nie można liczyć do 500 miliardów dolarów i mówić: «oddajcie nam 500 miliardów dolarów w minerałach», to nie jest poważna dyskusja”.
Prezydent Donald Trump skrytykował ukraińskiego prezydenta Zełenskiego w mediach społecznościowych, oskarżając go o bycie „dyktatorem” i rozpoczęcie wojny, która była niepotrzebna i nie miała szans na powodzenie. „Pomyślcie o tym, komikowi Zełenskiemu udało się skromnie przekonać USA do wydania 350 miliardów dolarów na udział w niemożliwej do wygrania wojnie, która nigdy nie powinna była zostać rozpoczęta, ale której on, bez USA i Trumpa, nigdy nie będzie w stanie rozwiązać”. Po raz kolejny zakwestionował status i przywództwo Zełenskiego, oskarżając go o odrzucenie wyborów i bardzo niskie poparcie w sondażach na Ukrainie; „Odmawia startu w wyborach, zajmuje bardzo niskie miejsce w ukraińskich sondażach, a jedyne, co udało mu się zrobić, to grać z Bidenem jak na skrzypcach. Dyktator bez wyborów, Zełenski, powinien działać szybko, w przeciwnym razie nie będzie miał już kraju”. Trump powiedział, że „Kocham Ukrainę, ale Zełenski wykonał okropną robotę, jego kraj jest zdewastowany, a miliony ludzi zginęły na próżno”. Oznajmił również, że tylko on i obecny rząd USA mogą rozwiązać problem Rosji i Ukrainy.
Wiceprezydent USA J.D. Vance skrytykował prezydenta Wołodymyra Zełenskiego za publiczną krytykę prezydenta Donalda Trumpa, stwierdzając, że taka krytyka przyniesie odwrotny skutek i że próby zmiany zdania prezydenta poprzez „obmawianie” go w mediach publicznych to brutalny sposób radzenia sobie z obecną administracją. Stwierdził, że Zełenski otrzymywał „złe rady” dotyczące tego, jak postępować z nową administracją, a przez ostatnie trzy lata mówiono mu, że nie może zrobić nic złego. „Oczywiście kochamy naród ukraiński. Podziwiamy odwagę żołnierzy, ale oczywiście uważamy, że ta wojna musi się szybko zakończyć. To jest polityka prezydenta USA. Nie opiera się na rosyjskiej dezinformacji. Opiera się na fakcie, że Donald Trump, jak sądzę, wie dużo o geopolityce i ma bardzo silne poglądy, i ma silne poglądy od bardzo dawna”.
Specjalny wysłannik prezydenta USA ds. Ukrainy i Rosji, Keith Kellogg, przybył do stolicy Ukrainy i powiedział, że Stany Zjednoczone rozumieją znaczenie gwarancji bezpieczeństwa i suwerenności narodowej Ukrainy. Ich głównym zadaniem jest wysłuchanie obaw Ukrainy i przekazanie ustaleń Białemu Domowi.
Rumuński parlament uchwalił ustawę zezwalającą wojsku na zestrzeliwanie rosyjskich dronów i rakiet wlatujących w przestrzeń powietrzną Rumunii z Ukrainy. Wcześniej rumuńskie jednostki wojskowe nie miały pozwolenia na zestrzeliwanie takich dronów, ponieważ Rumunia i Rosja nie były w stanie wojny.

### 20 lutego
Siły rosyjskie podały, że zajęły miasto Basiwka w obwodzie sumskim. Wojska rosyjskie zdobyły wieś Nowooczeretuwate, położoną na północny zachód od Wełykiej Nowosiłki.
Według ISW siły ukraińskie posunęły się w kierunku Pokrowska, a siły rosyjskie zrobiły postępy w kierunku Pokrowska i Wełykiej Nowosiłki. Ponadto Rosja zwiększała produkcję bomb szybujących i modernizowała pociski manewrujące.
Według ukraińskich Sił Powietrznych siły rosyjskie zaatakowały Ukrainę (głównie obiekty infrastruktury krytycznej w obwodzie charkowskim) za pomocą 14 pocisków, w tym rakiet manewrujących Ch-101/Ch-55 (wystrzelonych z obwodu wołgogradzkiego), rakiet manewrujących Kalibr/Iskander-K (z Morza Czarnego i Krymu) i rakiety balistycznej Iskander-M/KN-23 (z obwodu woroneskiego) oraz 161 dronów Shahed 136/131 i dronów-wabików różnych typów (z Millerowa, Orła, Briańska, Kurska i Primorsko-Achtarska). Ukraińska obrona przeciwlotnicza zniszczyła 80 dronów w obwodach charkowskim, połtawskim, sumskim, kijowskim, czerkaskim, czernihowskim, kirowohradzkim, dniepropetrowskim, chersońskim, mikołajowskim i odeskim, a kolejne 78 zaginęło na Ukrainie w ramach walki elektronicznej. W wyniku ataku wroga ucierpiały obwody charkowski, sumski, odeski i kijowski.
Władze ukraińskie podały, że ok. północy w Chersoń uderzyły trzy rosyjskie bomby lotnicze, w tym jedna trafiła w 9-piętrowy budynek mieszkalny w centrum miasta. W wyniku ataku dwie osoby zginęły, a co najmniej sześć zostało rannych. Odessa drugi dzień z rzędu padła ofiarą ataków dronów. Według gubernatora Ołeha Kipera, ranna została co najmniej jedna osoba. W wyniku ataku ok. 5 tys. mieszkańców jednej z dzielnic zostało pozbawionych prądu. Mer Hiennadij Truchanow poinformował, że w wyniku ataku na infrastrukturę cywilną uszkodzona została główna instalacja grzewcza, a niektórym mieszkańcom odcięto ogrzewanie. Gubernator Wadym Fiłaszkin poinformował, że siły rosyjskie zaatakowały Konstantynówkę ogniem artyleryjskim, w wyniku czego zginęły cztery osoby. W ataku uszkodzono siedem domów prywatnych, cztery wieżowce, akademik, obiekt infrastruktury, dwa przedsiębiorstwa, trzy linie energetyczne, gazociąg, siedem garaży i trzy samochody. Gubernator Serhij Łysak podał, że Rosjanie ostrzelali Nikopol ciężką artylerią, w rezultacie czego zginęło dwóch mężczyzn (jedna osoba została ranna) oraz uszkodzono dom, firmy, kawiarnie, sklepy, garaże i samochody.
Wywiad ukraiński stwierdził, że eksplozja Renaulta Dustera w okupowanym Berdiańsku zabiła zastępcę szefa administracji okupacyjnej, obywatela FR Jewgienija Bogdanowa. Agencja wywiadowcza oskarżyła go o popełnienie wielu zbrodni wojennych przeciwko obywatelom Ukrainy. Bogdanow nadzorował zarządzanie finansami administracji okupacyjnej i koordynował budowę fortyfikacji na okupowanych terenach obwodu zaporoskiego. Drony SBU zaatakowały podstację energetyczną zasilającą stację pompową ropy naftowej „Nowoweliczkowskaja” w Kraju Krasnodarskim, która stanęła w płomieniach, powodując całkowitą przerwę w dostawie prądu i awaryjne zatrzymanie procesu pompowania ropy. „Jest to jedna z kluczowych stacji do transportu ropy naftowej w regionie Kubania: dostarcza ropę do rafinerii Afipsky i Ilsky”. Według doniesień wywiad ukraiński przeprowadził operację polegającą na detonacji gogli do dronów FPV używanych przez rosyjskich żołnierzy. Wywiad zakupił dużą partię gogli FPV na potrzeby operacji, wyposażył je w materiały wybuchowe i mechanizm detonacyjny, a następnie „rosyjscy wolontariusze” przekazali je rosyjskim oddziałom dronów „we współpracy” z agencją.
Pierwszy zastępca szefa Sztabu Generalnego Rosji Siergiej Rudskoj poinformował, że od czasu rozpoczęcia przez Ukrainę kontrofensywy w sierpniu 2024 roku, rosyjskie wojsko odzyskało 64% terytorium w obwodzie kurskim, wyzwalając ponad 800 km². Według Rudskoj Ukraina nadal kontrolowała ponad 400 km² obwodu. Dodał także, że siły rosyjskie przejęły „ok. 75% terytorium” w obwodach donieckim, zaporoskim i chersońskim na Ukrainie, podczas gdy siły ukraińskie kontrolowały „mniej niż 1 procent” obwodu ługańskiego. Od początku 2025 roku Rosja przejęła kontrolę nad ponad 600 km² terytorium Ukrainy.
Prezydent Wołodymyr Zełenski spotkał się z wizytującym Kijów specjalnym wysłannikiem prezydenta USA ds. Ukrainy i Rosji, Keithem Kelloggiem, aby szczegółowo omówić sytuację na polu bitwy, sposób repatriacji wszystkich jeńców wojennych i skuteczne gwarancje bezpieczeństwa. Zełenski powiedział, że Ukraina jest gotowa na zawarcie silnego i korzystnego porozumienia ze USA w kwestii inwestycji i bezpieczeństwa. Zaproponował też najszybszy i najbardziej konstruktywny sposób osiągnięcia rezultatów. Opisał spotkanie z Kelloggiem jako „przywrócenie nadziei”. Rzecznik prezydenta Serhij Nikiforow powiedział, że Ukraina nie zorganizowała wspólnej konferencji prasowej z Kelloggiem ani nie wydała wspólnego komunikatu na prośbę delegacji USA. Następnie Kellogg spotkał się z głównodowodzącym armii ukraińskiej generałem Syrskim, ministrem spraw zagranicznych Sibyhą, szefem Kancelarii Prezydenta Jermakiem i innymi ukraińskimi urzędnikami. Biuro prezydenta poinformowało, że podczas spotkania Jermak podkreślił, iż Kellogg powinien posiadać kompletne i obiektywne informacje o wydarzeniach na linii frontu oraz o zdolności i chęci Ukraińców do sprawiedliwego i trwałego pokoju, aby zakończyć wojnę. Sibyha stwierdził, że: „Potwierdziłem wolę Ukrainy osiągnięcia pokoju poprzez siłę i naszą wizję niezbędnych kroków. Powtórzyłem również, że bezpieczeństwo Ukrainy i bezpieczeństwo transatlantyckie są niepodzielne”.
Prezydent USA Donald Trump powiedział, że Rosja ma „siłę nacisku” w rozmowach pokojowych z Ukrainą, ponieważ okupuje ona dużą część terytorium Ukrainy oraz uważa, że chce zakończyć wojnę. Doradca ds. bezpieczeństwa narodowego Michael Waltz stwierdził, że Ukraina musi obniżyć próg, poważnie rozważyć i podpisać umowę o wydobyciu minerałów, a krytykę Trumpa ze strony Zełenskiego uznał za niedopuszczalną, wzywając go do podpisania umowy, która umożliwiłaby Stanom Zjednoczonym priorytetowy dostęp do kluczowych minerałów i zasobów naturalnych Ukrainy. Spiker Izby Reprezentantów USA Mike Johnson stwierdził, że „nie ma interesu” w forsowaniu kolejnej ustawy budżetowej dla Ukrainy i że wojna musi się zakończyć, co jest koniecznością, którą rozumieją również europejscy sojusznicy.
Prezydent Francji Emmanuel Macron powiedział, że Europa potrzebuje „potężnego planu obronnego”, aby przeciwdziałać rosnącemu zagrożeniu ze strony Rosji. Podczas wizyty w Stanach Zjednoczonych w przyszłym tygodniu ma powiedzieć prezydentowi USA Donaldowi Trumpowi, że nie leży w jego interesie bycie pobłażliwym wobec prezydenta Władimira Putina. Ocenił Rosję jako niebezpieczną potęgę militarną, która stała się imperialistyczna i „globalizuje” wojnę na Ukrainie, wprowadzając tam wojska Korei Północnej.
Agencja Reuters, powołując się na trzy źródła dyplomatyczne, podała, że wiele krajów zachodnich planowało przedstawić Zgromadzeniu Ogólnemu ONZ rezolucję 24 lutego 2025 roku, czyli w trzecią rocznicę inwazji Rosji na Ukrainę, zatytułowaną „Promowanie wszechstronnego, sprawiedliwego i trwałego pokoju na Ukrainie”. Rezolucja miała potwierdzać ich zaangażowanie na rzecz utrzymania suwerenności, niepodległości, jedności i integralności terytorialnej Ukrainy w ramach uznanych przez społeczność międzynarodową granic, a także potępiać inwazję Rosji, jednakże Stany Zjednoczone odmówiły jednak współsponsorowania projektu rezolucji. Kilka amerykańskich mediów, powołując się na urzędników z krajów członkowskich G7, poinformowało, że USA sprzeciwiły się również nazwaniu Rosji agresorem w oświadczeniu G7 sporządzonym w celu upamiętnienia trzeciej rocznicy rosyjskiej inwazji. Pierwszy projekt został sporządzony przez kraj pełniący funkcję rotacyjnego przewodniczącego, Kanadę. Po przejrzeniu projektu Stany Zjednoczone usunęły wszystkie treści, które można było zinterpretować jako poparcie dla Ukrainy, czyniąc z niego neutralne oświadczenie, które nie wspomina o Rosji jako agresorze w konflikcie, ani nie wspomina o Ukrainie jako ofierze inwazji.

### 21 lutego

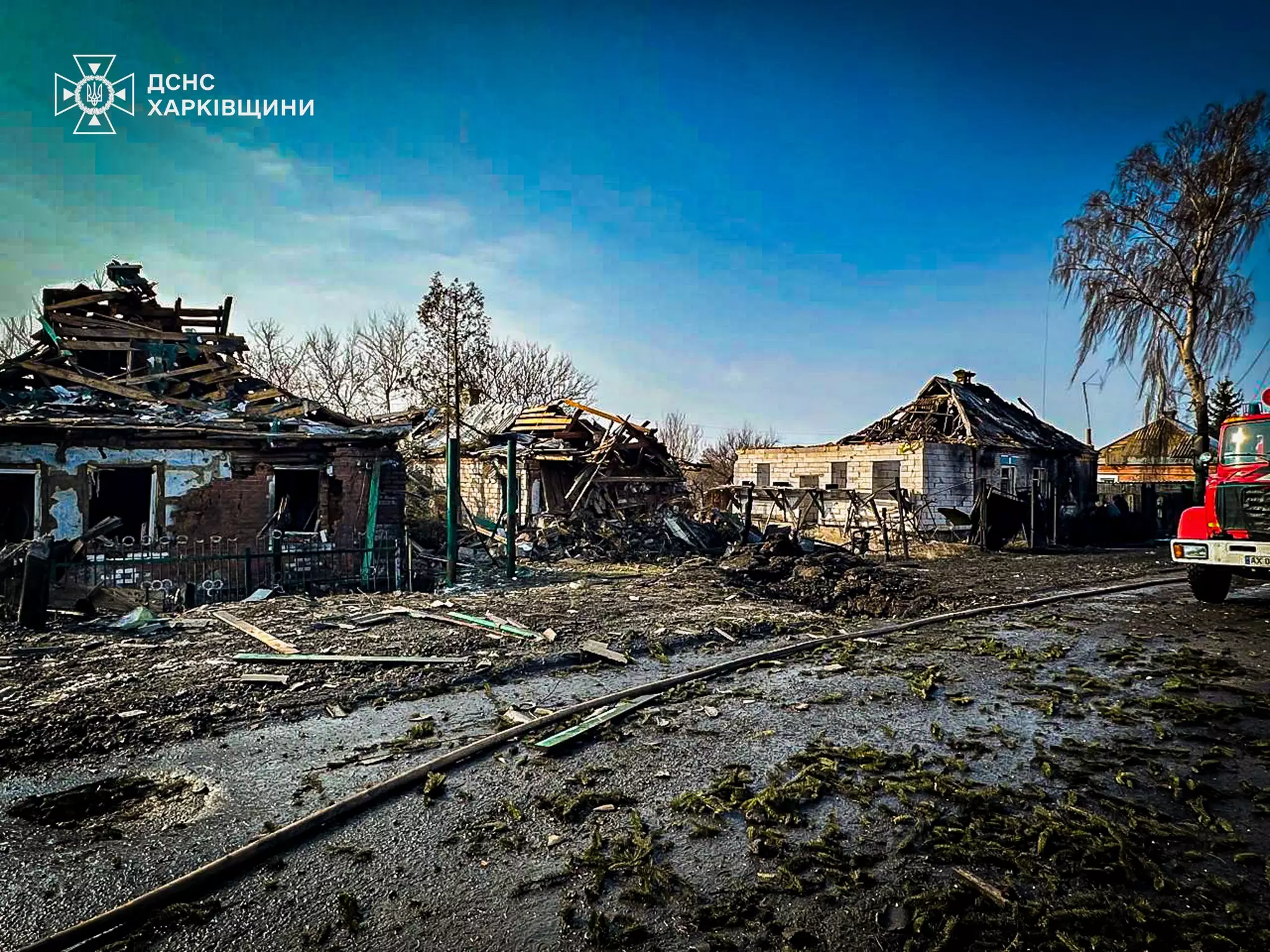
Zniszczenia w miejscowości Zołocziw po rosyjskim bombardowaniu; pięć osób zostało rannych.

Rosyjskie Ministerstwo Obrony stwierdziło, że siły rosyjskie zajęły wieś Nadieżdynka w obwodzie donieckim, położoną 10 km od granicy z obwodem dniepropetrowskim. Siły rosyjskie zajęły wieś Ułakły po zamknięciu kotła na zachód od Kurachowego.
Geolokalizowane materiały potwierdziły rosyjskie odzyskanie Fansiejewki w obwodzie kurskim. Rosyjscy blogerzy wojenni stwierdzili, że Czerkasskaja Konopielka również została odzyskana.
W opinii ISW siły rosyjskie zlikwidowały ukraińskie gniazdo na zachód od Kurachowego pośród ciągłych doniesień, że wojsko rosyjskie przerzucało elementy 8 Armii Ogólnowojskowej Południowego Okręgu Wojskowego z kierunku Kurachowego na kierunek Torećka. Wojska rosyjskie próbowały wykorzystać zajęcie Wełykiej Nowosiłki, aby posunąć się dalej na północ w kierunku granicy administracyjnej obwodów donieckiego i dniepropetrowskiego. Tymczasem wojska rosyjskie posunęły się w kierunku Kurachowego i Wełykiej Nowosiłki oraz w obwodzie kurskim.
Siły Powietrzne Ukrainy podały, że w nocy Rosja zaatakowała Ukrainę przy wykorzystaniu dwóch rakiet balistycznych Iskander-M/KN-23 (wystrzelonych z Krymu w kierunku Odessy) oraz 160 dronów Shahed 136/131 i dronów-wabików różnych typów (z Orła, Briańska, Kurska, Millerowa i Szatałowa). Ukraińska obrona przeciwlotnicza zestrzeliła 87 dronów w charkowskim, połtawskim, sumskim, czernihowskim, czerkaskim, kijowskim, kirowohradzkim, żytomierskim, winnickim, mikołajowskim, chersońskim i dniepropetrowskim, a kolejne 70 zaginęło na Ukrainie w ramach walki elektronicznej. W wyniku ataku wroga ucierpiały obwody odeski, kijowski, połtawski i charkowski.
Ukraiński wywiad poinformował, że 24 lutego 2025 roku, w trzecią rocznicę rozpoczęcia wojny rosyjsko-ukraińskiej Rosja ogłosi „zwycięstwo nad Ukrainą i NATO”. Rosyjscy propagandziści mieli szerzyć tę narrację, że „Ukraina została zdradzona przez Zachód i Stany Zjednoczone”. Celem miało być sianie rozpaczy wśród Ukraińców, destabilizacja sytuacji w kraju i zdyskredytowanie Ukrainy wśród jej sojuszników, przy jednoczesnym ciągłym kwestionowaniu rządów prezydenta Zełenskiego i „skorumpowanych ukraińskich urzędników, którzy ukradli amerykańską pomoc”.
Według doniesień w ostatnich miesiącach przedstawiciele Stanów Zjednoczonych i Rosji spotykali się potajemnie w Szwajcarii na nieoficjalnych rozmowach na temat wojny na Ukrainie. Spotkania rozpoczęły się natychmiast po zwycięstwie Donalda Trumpa, a ostatnie takie spotkanie odbyło się w zeszłym tygodniu. Nie uczestniczyli w nich urzędnicy, lecz byli dyplomaci i funkcjonariusze sił bezpieczeństwa.
Prezydent Donald Trump powiedział, że prezydent Zełenski nie był niezbędny w negocjacjach mających na celu zakończenie wojny Rosji na Ukrainie. „Szczerze mówiąc, nie sądzę, żeby był aż tak ważny, żeby uczestniczyć w spotkaniach. Kiedy Zełenski powiedział: «Och, nie zostałem zaproszony na spotkanie», miałem na myśli, że nie było to priorytetem, ponieważ do tej pory negocjował bardzo źle”. Trump oświadczył, że USA były „dość blisko” podpisania umowy z Ukrainą o wydobyciu rzadkich minerałów. „Myślę, że jesteśmy już blisko. Myślę, że [Ukraińcy] tego chcą. Czują się z tym dobrze i to jest znaczące – to wielka sprawa, ale tego chcą i to nas utrzymuje w tym kraju, i są z tego powodu bardzo szczęśliwi. Dostaniemy z powrotem nasze pieniądze”. Trump zmienił również swoje oświadczenia z ostatnich kilku dni, przyznając, że to Rosja rozpoczęła atak, jednak wierząc, że Joe Biden i Zełenski nie powinni byli pozwolić Rosji na rozpoczęcie ataku. Powiedział również, że Rosja i Ukraina były teraz gotowe do negocjacji ze względu na niego. Gdyby Trump tego nie zaproponował, Rosja i Ukraina w ogóle nie negocjowałyby i kontynuowałyby wojnę.
Specjalny wysłannik prezydenta USA ds. Ukrainy i Rosji, Keith Kellogg, powiedział, że spotkał się z kilkoma wysokimi rangą urzędnikami ukraińskimi oraz spędzili „długi i intensywny dzień”. Pochwalił także „rozległe i pozytywne dyskusje z [prezydentem Zełenskim], walczącym i odważnym przywódcą narodu w stanie wojny oraz jego utalentowanym zespołem ds. bezpieczeństwa narodowego”. Doradca ds. bezpieczeństwa narodowego USA Michael Waltz powiedział, że prezydent Zełenski prawdopodobnie podpisze umowę z USA dotyczącą wydobycia minerałów „w bardzo krótkim terminie”, dodając, że „Jest to dobre dla Ukrainy. Co lepszego można mieć dla Ukrainy niż partnerstwo gospodarcze ze Stanami Zjednoczonymi?”.
Agencja Reuters, powołując się na trzy źródła zaznajomione ze sprawą, podała, że amerykańscy negocjatorzy, naciskający na Ukrainę w sprawie umowy o wydobyciu rzadkich surowców mineralnych, poruszyli kwestię odcięcia dostępu tego kraju do satelitarnego systemu Starlink Elona Muska. Kwestia dalszego dostępu do Starlinka została poruszona w rozmowach między urzędnikami amerykańskimi i ukraińskimi po tym, jak prezydent Zełenski odrzucił wstępną propozycję złożoną przez sekretarza skarbu Scotta Bessenta. „Ukraina działa na Starlink. Uważają to za swoją Gwiazdę Północną. Utrata Starlinka byłaby ogromnym ciosem”. Reuters oświadczył również, że Rosja mogłaby zgodzić się na wykorzystanie 300 miliardów dolarów aktywów zamrożonych w Europie na odbudowę Ukrainy, ale będzie nalegać, aby część pieniędzy została wydana na 20% kraju kontrolowanego przez siły rosyjskie. Według trzech źródeł podczas wstępnych rozmów między Rosją a Stanami Zjednoczonymi pojawił się pomysł, że Rosja mogłaby zaproponować wykorzystanie dużej części zamrożonych aktywów na odbudowę Ukrainy w ramach możliwego porozumienia pokojowego.
Prezydent Zełenski rozmawiał telefonicznie z kanclerzem Olafem Scholzem, aby omówić sposoby osiągnięcia sprawiedliwego pokoju na Ukrainie. Scholz podkreślił stałe i niezachwiane poparcie dla Ukrainy i zapewnił, że Niemcy będą nadal współpracować z europejskimi i międzynarodowymi partnerami, aby wspierać Ukrainę, aż do osiągnięcia sprawiedliwego, wszechstronnego i trwałego pokoju. Obaj przywódcy zgodzili się, że Ukraina musi omówić kwestie związane z bezpieczeństwem europejskim z Europą w przyszłych rozmowach pokojowych i że konieczna jest ścisła współpraca między Ukrainą a jej najbliższymi partnerami.
Parlament Bułgarii zdecydowaną większością głosów (166 głosów „za”) przyjął niewiążącą rezolucję, nakazującą rządowi wstrzymanie planów rozmieszczenia jakichkolwiek sił zbrojnych na Ukrainie, argumentując, że armia bułgarska nie może podejmować działań militarnych na Ukrainie poza zobowiązaniami NATO i międzynarodowymi, i nie wyklucza udziału Bułgarii w misjach pod jurysdykcją ONZ, Unii Europejskiej, NATO i Organizacji Bezpieczeństwa i Współpracy w Europie. Zaapelowano także o trwały i sprawiedliwy pokój na Ukrainie, który można osiągnąć poprzez negocjacje z udziałem wszystkich bezpośrednio zainteresowanych stron.
Służba Bezpieczeństwa Ukrainy i Narodowa Policja zatrzymały agentów rosyjskiej FSB, którzy przygotowywali się do wysadzenia budynków Sił Zbrojnych Ukrainy i organów ścigania w obwodzie kijowskim. Jak wykazało śledztwo, głównymi celami były bazy lokalnych jednostek policji, terytorialne centra rekrutacji i prokuratura. Do przeprowadzenia ataków terrorystycznych Rosjanie zdalnie zwerbowali dwie bezrobotne osoby z obwodu kijowskiego, 27-letniego narkomana i jego współlokatora, którzy szukali łatwych pieniędzy.

### 22 lutego
Źródła rosyjskie stwierdziły, że Topoli w obwodzie charkowskim zostało odbite. Rosja stwierdziła, że odbiła wioskę Nowolubiwka w pobliżu rzeki Żerebeć w obwodzie ługańskim.
Według ISW siły rosyjskie posunęły się naprzód w obwodzie kurskim oraz w pobliżu Kupiańska, Czasiw Jaru, Pokrowska i Kurachowego. Wojska rosyjskie w dalszym ciągu wysyłały rannych i niezdolnych do służby żołnierzy na linię frontu w celu rozwiązania niedoborów kadrowych. Według brytyjskiego MON dwa dni wcześniej prezydent Władimir Putin oświadczył, że żołnierze rosyjskiej 810 Brygady rzekomo przedostali się z obwodu kurskiego do obwodu sumskiego, jednak jego wypowiedzi były bezpodstawne i niepotwierdzone. Siły ukraińskie kontrolowały ok. 400–450 km² w obwodzie kurskim. Wojska KRLD, wcześniej wycofane z obwodu kurskiego na odpoczynek i dozbrojenie, powróciły na swoje pozycje. W obwodzie donieckim siły rosyjskie nadal atakowały obszary miejskie, w tym miasta Pokrowsk, Czasiw Jar i Torećk oraz próbowały posuwać się naprzód w mniej zurbanizowanych obszarach wzdłuż południowej części linii frontu, na północ i północny zachód od wsi Wełyka Nowosiłka. Wojska ukraińskie prawdopodobnie brały udział w walkach o Piszczane i jej okolice, położone 5 km na południowy zachód od Pokrowska, Jednak nie było wiadomo, która strona kontrolowała miejscowość.
Według ukraińskich Sił Powietrznych Rosjanie zaatakowali terytorium Ukrainy przy wykorzystaniu 162 dronów Shahed 136/131 i dronów-wabików różnych typów, wystrzelonych z Orła, Briańska, Kurska, Millerowa i Primorsko-Achtarska. Ukraińska obrona przeciwlotnicza zniszczyła 82 dronów w obwodach charkowskim, połtawskim, sumskim, kijowskim, czernihowskim, czerkaskim, kirowohradzkim, żytomierskim, winnickim, mikołajowskim, chersońskim, zaporoskim i dniepropetrowskim, a kolejne 75 zaginęło na Ukrainie w ramach walki elektronicznej. Obwody kijowski, charkowski, kirowohradzki i dniepropetrowski ucierpiały w wyniku rosyjskiego ataku.
Administracja Wojskowa poinformowała, że 60-letni mężczyzna zginął na przejeździe kolejowym w rejonie boryspolskim w obwodzie kijowskim podczas rosyjskiego ataku dronów na ten region. Gubernator Wadym Fiłaszkin oświadczył, że nad ranem wojska rosyjskie przeprowadziły wiele nalotów na Konstantynówkę w obwodzie donieckim, zabijając co najmniej dwóch cywilów i raniąc czterech kolejnych. Atak uszkodził 10 budynków mieszkalnych, 21 domów prywatnych, trzy obiekty przemysłowe, sklep, 16 garaży, dwie linie energetyczne, dwa gazociągi i dziewięć pojazdów. Szef Administracji Wojskowej Ołeksandr Wilkul powiedział, że późnym wieczorem Rosja przeprowadziła atak rakietowy na Krzywy Róg w obwodzie dniepropetrowskim, zabijając jedną osobę i raniąc pięć kolejnych, w tym jedną krytycznie. Atak wyrządził poważne szkody w infrastrukturze cywilnej; uszkodzonych zostało 12 budynków mieszkalnych, obiekt infrastruktury, dom spokojnej starości i kościół oraz budynki socjalne i przemysłowe, stacja benzynowa i wiele pojazdów.
Prezydent Wołodymyr Zełenski potwierdził, że Ukraina spodziewa się dalszych dostaw myśliwców F-16 z Holandii, podkreślając ich znaczenie dla obrony przestrzeni powietrznej kraju. Unia Europejska nasiliła dyskusje na temat przejęcia 280 mld dolarów zamrożonych aktywów rosyjskiego banku centralnego, aby zapewnić Ukrainie pomoc finansową i wojskową w przypadku, gdyby w przyszłości Stany Zjednoczone ograniczyły swoje wsparcie.
Przewodniczący ukraińskiego parlamentu Rusłan Stefanczuk powiedział, że ukraiński rząd zwoła 24 lutego 2025 roku grupę ekspertów w celu rozpoczęcia finalizowania umowy o wydobyciu surowców mineralnych ze Stanami Zjednoczonymi oraz jest gotowy współpracować z partnerami w zakresie umowy, ale liczy na „uzyskanie konkretnych gwarancji bezpieczeństwa”, a Ukraina zabiega o „konstruktywne dyskusje” i spotkania z USA. Zgodnie z projektem umowy, do którego dotarł The New York Times, propozycja Stanów Zjednoczonych dotycząca kluczowych minerałów Ukrainy zakładała czerpanie 50% dochodów z ukraińskich zasobów naturalnych, w tym rzadkich minerałów, ropy naftowej i gazu ziemnego, a także udziałów w portach i innej kluczowej infrastruktury za pośrednictwem wspólnych funduszy inwestycyjnych, nie oferując w zamian żadnych gwarancji bezpieczeństwa, tak jak w przypadku poprzedniej propozycji. Stany Zjednoczone będą posiadać 100% udziałów finansowych w funduszu, a Ukraina powinna inwestować w niego kapitał, aż osiągnie on 500 miliardów dolarów.
Prezydent Trump powiedział, że USA „odzyskają swoje pieniądze” po tym, jak Ukraina zgodzi się na umowę. „Odzyskamy nasze pieniądze, ponieważ to po prostu nie jest sprawiedliwe. I zobaczymy, ale myślę, że jesteśmy dość blisko umowy. (...) Chcę, żeby dali nam coś za wszystkie pieniądze, które wpłaciliśmy. Prosimy o metale ziem rzadkich i ropę naftową – wszystko, co możemy dostać. Próbuję odzyskać pieniądze lub je zdobyć”. Miliarder Elon Musk zaprzeczył doniesieniom, że Stany Zjednoczone zagroziły zamknięciem Starlinka na Ukrainie, jeśli ta nie zgodzi się na umowę dotyczącą zasobów mineralnych. Odpowiadając na raport Reutersa, Musk nazwał to twierdzenie „fałszywym” i oskarżył agencję prasową o kłamstwo, jednak nie przedstawił żadnych dowodów na poparcie swojego oświadczenia.
Prezydent USA Donald Trump poinformował, że 25 lutego w Rijadzie w Arabii Saudyjskiej odbędzie się kolejna faza negocjacji o zawieszeniu broni między delegacjami amerykańskimi i rosyjskimi, mająca na celu powstrzymanie wojny Rosji z Ukrainą. Sekretarz prasowy Białego Domu Karoline Leavitt powiedziała, że prezydent Donald Trump jest „bardzo pewny”, że prawdopodobnie jeszcze „w tym tygodniu” zostanie osiągnięte porozumienie kończące wojnę Rosji z Ukrainą.
Stany Zjednoczone chciały przedstawić Zgromadzeniu Ogólnemu ONZ projekt własnej rezolucji ONZ. Sekretarz stanu Marco Rubio już wcześniej zaapelował do państw członkowskich o poparcie tekstu. W dokumencie nie wymieniono wprost Rosji jako agresora i nie wezwano do wycofania wojsk rosyjskich z terytorium Ukrainy. W odróżnieniu od poprzednich wersji, ta nie zawiera już żadnej krytyki wojny rosyjsko-ukraińskiej. Ambasador Rosji przy ONZ Wasilij Niebienzia uznał treść dokumentu za „dobry krok”, z kolei zachodni dyplomaci wyrazili jednak głębokie zaniepokojenie.

### 23 lutego
Według ISW Rosja wydawała się co raz bardziej polegać na Iranie i Korei Północnej w kwestii wsparcia wojny na Ukrainie. Siły ukraińskie zbliżyły się do Torećka, a wojska rosyjskie zrobiły postępy w pobliżu Siewierska, Pokrowska i Wełykiej Nowosiłki. Siły rosyjskie odbiły miejscowość Biłohoriwka w obwodzie ługańskim.
Rzecznik ukraińskiego Dowództwa Sił Powietrznych Jurij Ihnat oświadczył, że Rosja przeprowadziła największy atak dronów na Ukrainę od początku wojny, podczas którego wystrzelono (w kierunku 13 regionów) „rekordowe” 267 dronów Shahed 136/131 i dronów-wabików różnych typów (wystrzelonych z Orła, Briańska, Kurska, Szatałowa, Millerowa i Primorsko-Achtarska); wystrzelono także trzy rakiety balistyczne Iskander-M/KN-23 (z Krymu). Ukraińska obrona przeciwlotnicza zniszczyła 138 dronów w obwodach charkowskim, połtawskim, sumskim, kijowskim, czernihowskim, czerkaskim, kirowohradzkim, żytomierskim, chmielnickim, rówieńskim, mikołajowskim, odeskim i dniepropetrowskim, cztery poleciały w kierunku Białorusi i Rosji, a kolejne 119 zaginęło na Ukrainie w ramach walki elektronicznej. W wyniku ataku wroga ucierpiały obwody dniepropietrowski, odeski, połtawski, kijowski i zaporoski.
Dwie osoby zginęły w Chersoniu. W Kijowie, w rejonie darnickim, wybuchł pożar w 1-piętrowym budynku. Uszkodzony został również dom prywatny i samochody. W rejonie hołosiewskim wybuchł pożar w parterowym domu o powierzchni 100 m². W Krzywym Rogu w wyniku rosyjskiego ataku rakietowego zginął mężczyzna, a pięć osób zostało rannych. Atak zniszczył kościół UKP PM. W wyniku ataku w obwodzie odeskim ranne zostały trzy osoby, a w domu prywatnym wybuchł pożar. Państwowa Służba Ratownicza Ukrainy poinformowała, że w wyniku ataku rosyjskich dronów domy i samochody w Zaporożu zostały uszkodzone przez szczątki, a jedna osoba została ranna.
Premier Kristen Michal powiedział, że Estonia przekaże Ukrainie 10 tys. szt. amunicji artyleryjskiej i 750 tys. zestawów żywnościowych dla wojska. Estonia dostarczy również produkty własnego przemysłu obronnego o wartości ponad 100 milionów euro. Premier Ulf Kristersson, wicepremier Ebba Busch i minister edukacji Johan Pehrson ogłosili, że Szwecja przekaże Ukrainie systemy obrony powietrznej RBS 70 i Tridon Mk2 o wartości ok. 113 milionów dolarów. Włoski analityk ds. obronności zidentyfikował włoskie niszczyciele czołgów B1 Centauro zmierzające w konwoju na Ukrainę, jednak włoski rząd nie potwierdził jeszcze ich dostawy. Prezydent Wołodymyr Zełenski powiedział, że Ukraina pracuje nad „ukraińskimi odpowiednikami” systemu rakietowego Patriot.
Szef ukraińskiego wywiadu generał Kyryło Budanow poinformował, że Korea Północna zaspokaja połowę zapotrzebowania Rosji na amunicję na froncie i zaczęła na dużą skalę zaopatrywać Rosję w samobieżne haubice 170 mm oraz wieloprowadnicowe wyrzutnie rakiet 240 mm.
Prezydent Zełenski na forum „Ukraina 2025” oświadczył, że jest gotowy ustąpić ze stanowiska prezydenta, jeśli będzie to oznaczało pokój na Ukrainie lub członkostwo w NATO, podkreślając, że koncentruje się na bezpieczeństwie Ukrainy „dzisiaj, a nie za 20 lat” i nie zamierza „być u władzy przez dekadę”. „W każdym razie, czy ktoś tego chciał, czy nie, czy popierał ten pomysł, czy nie – ten temat jest na stole. I ten temat będzie na stole gwarancji bezpieczeństwa i negocjacji. Nie wiem, jak zakończą się negocjacje, ale w każdym formacie, w każdym przypadku, będzie na stole. Prawdopodobnie omówimy to z naszymi partnerami. I tutaj bardzo ważne jest, abyśmy wszyscy zrozumieli, że to nie jest ten stół negocjacyjny, do którego zapraszana jest Ukraina. To jest nasz stół, ponieważ na Ukrainie trwa wojna”. Zapowiedział także, że 24 lutego odbędzie się ważny szczyt, na którym „może nastąpić punkt zwrotny – zobaczymy”.
Prezydent Zełenski odrzucił także żądanie USA o utworzeniu funduszu o wartości 500 miliardów dolarów, który miałby być finansowany z dochodów z ukraińskich zasobów naturalnych, stwierdzając, że dotacje pomocowe USA nie były długami, dodając, że nie uzna tak dużej sumy, ponieważ znacznie przewyższała 100 miliardów dolarów, jakie Stany Zjednoczone wysłały Ukrainie za czasów prezydenta Joego Bidena. „Nie podpiszę czegoś, za co będzie płaciło 10 pokoleń Ukraińców”. Podkreślił również, że gwarancje bezpieczeństwa muszą zostać zawarte w umowie, ale jak dotąd nie ma żadnych stosownych gwarancji. Ponadto ostro skrytykował pojawiające się apele o przeprowadzenie wyborów na Ukrainie, w obliczu niestabilnej sytuacji w całym kraju. „Gdybyśmy teraz przeprowadzili wybory, zrozumiałe jest, że dla [Ukrainy] pod względem bezpieczeństwa priorytetem numer jeden jest zapewnienie sytuacji demokratycznej, przeprowadzenie demokratycznych wyborów i ich determinacja [bycia legalnymi]. To po prostu nie jest w porządku. Jak możemy ogłosić wybory, w których połowa populacji kraju nie będzie mogła głosować?”.
Minister spraw zagranicznych Andrij Sybiha powiedział na forum „Ukraina 2025”, że Ukraina planuje zakończyć wojnę sprawiedliwym pokojem jeszcze w tym roku. Dodał również, że nadszedł czas, abyśmy zapięli pasy bezpieczeństwa w dyplomacji, nie ulegali emocjom i upewnili się, że rzeczywiście istnieje szansa na zakończenie wojny. Podkreślił, że współpraca ze USA jest istotna dla osiągnięcia sprawiedliwego pokoju. Pierwsza wicepremier Ukrainy oraz minister rozwoju gospodarczego i handlu Julija Swyrydenko powiedziała, że Ukraina posiada zasoby naturalne warte 350 miliardów dolarów, jednak znajdują się one na terytorium okupowanym przez Rosję. Z kolei minister obrony Rustem Umierow poinformował, że Ukraina dysponuje alternatywą dla systemu internetowego Starlink, powszechnie wykorzystywanego przez jednostki frontowe, i że podejmie decyzję w sprawie wykorzystania tej technologii.
Według wysłannika USA na Bliski Wschód Steve’a Witkoffa Stany Zjednoczone były podobno bliskie zawarcia porozumienia pokojowego między Ukrainą a Rosją, dodając, że każda potencjalna umowa będzie wymagała zarówno ustępstw terytorialnych, jak i gospodarczych z obu stron. „Zobaczycie ustępstwa z obu stron. I to jest to, co prezydent robi najlepiej. Łączy ludzi. Sprawia, że rozumieją, że droga do pokoju wiedzie przez ustępstwa i osiąganie konsensusu”.
Według agencji Reuters, Naczelny dowódca Sił Zbrojnych Thomas Süssli oświadczył, że Szwajcaria w ciągu 9–12 miesięcy mogłaby dostarczyć ok. 200 żołnierzy na potrzeby przyszłej misji pokojowej na Ukrainie, gdyby złożono stosowny wniosek i rząd kraju wyraził na niego zgodę.

### 24 lutego

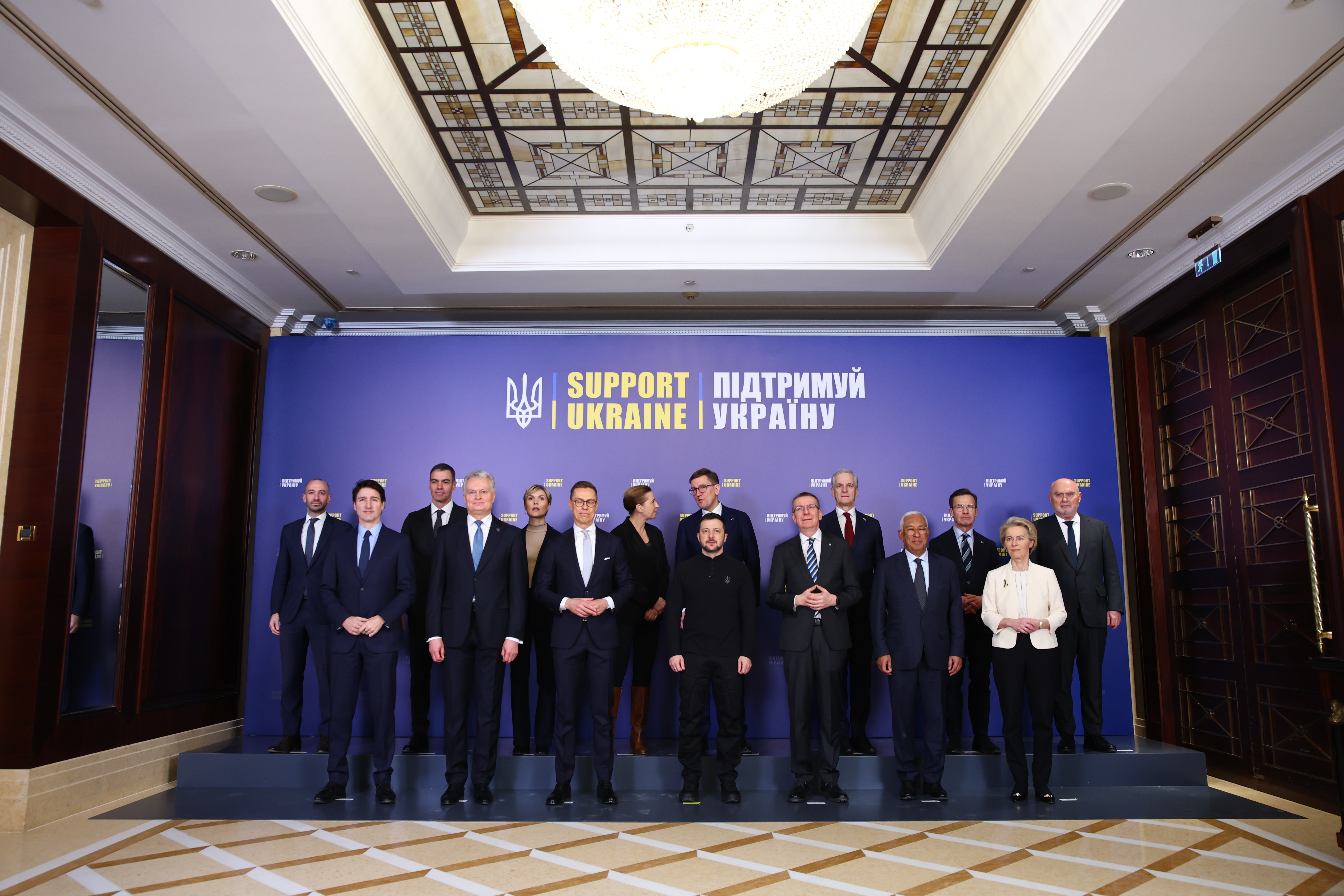
Szczyt w Kijowie z okazji trzeciej rocznicy rosyjskiej inwazji na Ukrainę.

Według ISW 24 lutego 2022 roku prezydent Rosji Władimir Putin wydał rozkaz niesprowokowanej, pełnoskalowej inwazji na Ukrainę trzy lata temu. Ukraina nie została pokonana ani zniszczona, lecz pozostawała odporna i innowacyjna w obliczu tej nieuzasadnionej rosyjskiej agresji. Rosja poniosła niemożliwe do utrzymania straty w ludziach i pojazdach w ciągu ostatnich trzech lat od początku inwazji. Tymczasem siły rosyjskie posunęły się naprzód w obwodzie kurskim oraz w pobliżu Czasiw Jaru, Pokrowska i Wełyki Nowosiłki.
Siły Powietrzne Ukrainy podały, że Rosjanie zaatakowali Ukrainę przy użyciu 185 dronów Shahed 136/131 i dronów-wabików różnych typów, wystrzelonych z Orła, Briańska, Kurska i Krymu. Ukraińska obrona przeciwlotnicza zestrzeliła 113 dronów w obwodach charkowskim, połtawskim, sumskim, kijowskim, czernihowskim, czerkaskim, kirowohradzkim, chmielnickim, mikołajowskim, odeskim, chersońskim i dniepropetrowskim, a kolejne 71 zaginęło na Ukrainie w ramach walki elektronicznej. W wyniku ataku wroga ucierpiały obwody dniepropietrowski, odeski, kijowski i chmielnicki. W obwodzie kijowskim szczątki drona uderzyły w niedokończony wieżowiec, w wyniku czego jedna osoba została ranna.
Dwie osoby zginęły, a sześć zostało rannych w rosyjskich nalotach na obwód sumski, w tym Wełykę Pysariwkę, Miropol i Sumy. Władze lokalne odnotowały co najmniej 169 eksplozji w regionie. W ataku na Myropil uszkodzono sześć domów, a w Sumach uszkodzono co najmniej dwa budynki mieszkalne i dwa samochody. Gubernator Wadym Fiłaszkin podał, że w wyniku rosyjskiego ataku na Słowiańsk zginęła jedna osoba. Gubernator Ołeksandr Prokudin poinformował, że 72-letni mężczyzna odniósł śmiertelne obrażenia w wyniku rosyjskiego ataku na prywatny dom w jednej z dzielnic Chersonia. Kolejny 50-letni mieszkaniec został ranny w wyniku ostrzału artyleryjskiego. Ma obrażenia w wyniku wybuchu miny. W wyniku ataku w dwóch miejscach wybuchły pożary – płonął budynek mieszkalny, garaż, samochód i budynek gospodarczy. Minister energetyki Herman Hałuszczenko podał, że w ciągu trzech lat wojska rosyjskie przeprowadziły ponad 30 masowych ataków na infrastrukturę energetyczną Ukrainy, wykorzystując w każdym ataku od 100 do 300 różnych typów amunicji, atakując jednocześnie obiekty tworzące energię, podstacje, linie przesyłowe i infrastrukturę gazu ziemnego, powodując straty sięgające miliardów dolarów.
Sztab Generalny Ukrainy stwierdził, że ok. 2:58 czasu lokalnego w wyniku ataku dronów na rafinerię ropy naftowej w Riazaniu doszło do pożaru na terenie zakładu przeróbki ropy naftowej ELOU AT-6. Według mieszkańców w pobliżu zakładu było słychać co najmniej pięć eksplozji. Gubernator Pawel Malkow potwierdził, że spadające szczątki drona podpaliły „obiekt przemysłowy w regionie”, jednak nie odnotowano ofiar. To już trzeci atak na rafinerię od początku 2025 roku.
W Kijowie odbył się szczyt z okazji trzeciej rocznicy rosyjskiej inwazji na Ukrainę, podczas którego prezydent Zełenski spotkał się z szeregiem polityków popierających Ukrainę, w tym z przewodniczącym Rady Europejskiej António Costą i przewodniczącą Komisji Europejskiej Ursulą von der Leyen. Prezydent Zełenski powiedział, że uwolnienie przez Rosję wszystkich ukraińskich jeńców byłoby dobrym krokiem w kierunku pokoju. „Ukraina jest gotowa na wymianę «wszyscy za wszystkich», to uczciwa opcja”.
Przewodnicząca Komisji Europejskiej Ursula von der Leyen powiedziała, że Unia Europejska przekaże Ukrainie w marcu 2025 roku 3,7 miliarda dolarów funduszy na dalsze wzmacnianie kraju w tym krytycznym momencie. Premier Jonas Gahr Støre na posiedzeniu forum „Wspieramy Ukrainę” w Kijowie ogłosił, że Norwegia przeznaczy w 2025 roku 3,5 mld euro na pomoc wojskową dla Ukrainy. Premier Justin Trudeau powiedział, że Kanada zapewni Ukrainie 3,52 miliarda dolarów pochodzących z zamrożonych aktywów rosyjskich i nowy pakiet pomocy wojskowej, obejmujący 25 bojowych wozów piechoty LAV III, dwa opancerzone pojazdy wsparcia bojowego, cztery symulatory F-16 i systemy lądowania dla tych samolotów. „Do tego dochodziła potrzeba milionów szt. dodatkowej amunicji, sprzętu i apteczek pierwszej pomocy”. Premier Pedro Sánchez oświadczył, że Hiszpania „będzie nadal dostarczać sprzęt i materiały wojskowe. Nawet bardziej zdecydowanie niż w przeszłości. Jestem gotowy ogłosić nowy pakiet pomocy wojskowej dla Ukrainy na kwotę 1 miliarda euro w 2025 roku”. Rząd Irlandii przekazał Ukrainie część przestarzałych systemów obrony powietrznej, aby chronić miasta i małe osiedla, głównie systemy radarowe Giraffe MkIV, współpracujące z RBS 70; był to pierwszy sprzęt wojskowy wysłany przez Irlandię. Według oficjalnych źródeł decyzja ta była częścią chęci zademonstrowania „ciągłej solidarności” z Ukrainą, zwłaszcza w obliczu presji ze strony administracji Trumpa, która stara się osiągnąć porozumienie z Rosją w celu zakończenia wojny.
Ministerstwo Spraw Zagranicznych Danii poinformowało, że przekaże Ukrainie 56,8 mln dolarów na pomoc humanitarną i odbudowę, opisując sytuację na Ukrainie jako nadal poważną. Część środków zostanie wykorzystana na zapewnienie podstawowej pomocy, takiej jak żywność, lekarstwa i woda, a druga część zostanie wykorzystana na odbudowę. Ministerstwo Spraw Zagranicznych Norwegii ogłosiło, że przekaże Ukrainie kwotę 1,1 miliarda dolarów na takie obszary, jak pomoc humanitarna i bezpieczeństwo energetyczne. Ministerstwo Spraw Zagranicznych Finlandii poinformowało o przeznaczeniu 4,7 mln dolarów na Fundusz Partnerstwa na rzecz Odpornej Ukrainy w celu wsparcia odporności i stabilności Ukrainy.
Wicepremier Ukrainy i minister sprawiedliwości ds. integracji euroatlantyckiej Olha Stefaniszyna poinformowała, że ukraińskie i amerykańskie zespoły weszły w ostatnią fazę negocjacji w sprawie umowy o minerałach i uzgodniono większość kluczowych szczegółów. Ukraina zobowiązała się do szybkiego zakończenia tej sprawy i kontynuowania procesu podpisywania umowy. Miała nadzieję, że przywódcy USA i Ukrainy podpiszą umowę tak szybko, jak to możliwe, aby pokazać zaangażowanie obu krajów na nadchodzące dekady. Umowa zostanie prawdopodobnie podpisana przez przywódców obu krajów w Waszyngtonie.
Prezydent USA Donald Trump stwierdził, że ma nadzieję, że umowa o zasobach z Ukrainą „zostanie podpisana bardzo szybko”, argumentując, że pomoże ona gospodarce Ukrainy, a jednocześnie zapewni, że USA „odzyskają dziesiątki miliardów dolarów i sprzęt wojskowy wysłany na Ukrainę”. Podczas spotkania z prezydentem Francji Macronem w Białym Domu Trump powiedział, że prawdopodobnie wkrótce spotka się z prezydentem Zełenskim, aby podpisać umowę. Spodziewał się, że prezydent Ukrainy odwiedzi Waszyngton „w tym lub przyszłym tygodniu”. Trump powiedział, że wojna Rosji z Ukrainą może zakończyć się „w ciągu kilku tygodni” i stwierdził, że prezydent Władimir Putin zezwoliłby na stacjonowanie europejskich sił pokojowych na Ukrainie w ramach potencjalnego porozumienia. „Myślę, że moglibyśmy to zakończyć w ciągu kilku tygodni. Jeśli będziemy mądrzy. Jeśli nie będziemy mądrzy, to będzie trwać dalej i będziemy tracić młodych, pięknych ludzi, którzy nie powinni umierać”. Na pytanie, czy Ukraina powinna zgodzić się na oddanie terytorium Rosji w ramach negocjacji, Trump odpowiedział: „Zobaczymy”, zaznaczając, że rozmowy są wciąż na wczesnym etapie. Dodał także, że wierzy, że Ukraina może odzyskać część swoich terytoriów okupowanych przez Rosję, ale będzie to trudne. „Pytacie, czy oni [Ukraińcy] mogliby odzyskać utracone ziemie. A ja mówię, że tak, być może część z nich, tak. Ale to nie jest łatwa rzecz do zrobienia. Zobaczymy. Zostało zabrane wiele ziem, więc zobaczymy, jak to się potoczy. To część negocjacji”.
Minister spraw zagranicznych Siergiej Ławrow powiedział, że Rosja zgodzi się na zawieszenie broni na Ukrainie dopiero wtedy, gdy negocjacje przyniosą „trwały wynik”, który „będzie odpowiadał” rosyjskim przywódco. „Prezydent [Putin] jasno powiedział, że jesteśmy gotowi negocjować z Ukrainą, z Europą i z każdym przedstawicielem, który w duchu dobrej woli chciałby pomóc w osiągnięciu pokoju”. Ławrow zauważył także, że jeśli Ukraina chce, aby Rosja zawiesiła ogień, musi oddać terytorium, nie przystępować do NATO, poddać swoją armię i zdenazyfikować swój reżim.
Trzeci rok inwazji Rosji na Ukrainę rozszerzył skalę agresji rosyjskiej do nowych rekordów. Trwająca od miesięcy ofensywa rosyjskiej armii okupacyjnej w Donbasie zwiększyła jej miesięczne straty do prawie 49 tys. żołnierzy zabitych i rannych, a w atakach powietrznych Rosja używała setek dronów i rakiet w jednym ataku. Agencja informacyjna NV przygotowała raport na temat prowadzenia działań wojennych na przestrzeni trzech lat. Sztab Generalny Ukrainy podał, że zginęło i zostało rannych 868 tys. Rosjan.
Zgromadzenie Ogólne ONZ poparło rezolucję (w sprawie wojny), która została zainicjowana przez Ukrainę i kraje europejskie. 93 kraje poparły ukraiński projekt rezolucji, Stany Zjednoczone i Rosja głosowały przeciw, a Chiny wstrzymały się od głosu. USA zażądały jego odwołania. Chargé d’affaires USA przy ONZ, Dorothy Shea poinformowała w swoim przemówieniu, że: „Dziś zebraliśmy się tutaj z okazji trzeciej rocznicy i potrzebujemy rezolucji, która oznaczałaby zobowiązanie wszystkich państw członkowskich do trwałego zakończenia wojny. Projekt rezolucji przedstawiony przez Stany Zjednoczone jest temu poświęcony. Nasz projekt ma na celu szybkie rozwiązanie konfliktu i stanowczo wzywa do trwałego pokoju między Ukrainą a Rosją”.

### 25 lutego
Nagrania geolokalizowane potwierdziły, że siły rosyjskie zajęły Andrijiwkę w obwodzie donieckim. Źródła rosyjskie stwierdziły, że wieś Skudne, na północ od Wełykiej Nowosiłki, została zdobyta przez wojska rosyjskie.
W opinii ISW Putin zaproponował zawarcie umowy ze Stanami Zjednoczonymi w sprawie rosyjskich minerałów ziem rzadkich jako część wysiłków, aby przelicytować Ukrainę w tej sprawie i nakłonić USA do zaakceptowania rosyjskich ofert środków gospodarczych zamiast jakichkolwiek rzeczywistych ustępstw Rosji wobec Ukrainy. Putin próbował ogłosić, że popiera udział Europy w negocjacjach dotyczących Ukrainy, jednocześnie wykazując niechęć do ustępstw i pozornie proponując rosyjskich sojuszników jako możliwe przyszłe strony negocjacyjne. Siły rosyjskie posunęły się naprzód w obwodzie kurskim oraz w pobliżu Kupiańska, Łymanu i Wełykiej Nowosiłki, a siły ukraińskie zrobiły postępy w pobliżu Kupiańska.
Według ukraińskich Sił Powietrznych w nocy armia rosyjska zaatakowała terytorium Ukrainy przy użyciu siedmiu rakiet manewrujących Ch-101 (wystrzelonych z samolotów Tu-95MS) oraz 213 dronów Shahed 136/131 i dronów-wabików różnych typów (z Orła, Briańska, Kurska i Primorsko-Achtarska). Ukraińska obrona przeciwlotnicza zniszczyła sześć pocisków i 133 drony w obwodach połtawskim, sumskim, kijowskim, czernihowskim, czerkaskim, kirowohradzkim, żytomierskim, mikołajowskim i dniepropetrowskim, a kolejne 79 zaginęło na Ukrainie w ramach walki elektronicznej. W wyniku ataku ucierpiały obwody kijowski i żytomierski.
Narodowa Policja Ukrainy podała, że ok. 14:20 jedna osoba zginęła, a co najmniej 16 zostało rannych, w tym czworo dzieci, w rosyjskim ataku na dzielnicę mieszkalną w Kramatorsku w obwodzie donieckim. W wyniku ataku uszkodzono co najmniej 17 domów. Administracja Wojskowa podała, że ok. 11:30 w wyniku ataku rosyjskiego na wieś Zołocziw (rejon bogoduchowski) w obwodzie charkowskim ranne zostały dwie kobiety. Gubernator Ołeh Siniehubow poinformował, że rosyjskie lotnictwo przeprowadziło pięć nalotów z użyciem bomb lotniczych KAB. W wyniku ataków uszkodzono dwa 4-piętrowe i cztery 2-piętrowe budynki, podstację elektryczną, ok. 20 domów prywatnych i zabudowań gospodarczych oraz sieci energetyczne. Minister rolnictwa Witalij Kowal powiedział, że sektor rolniczy Ukrainy poniósł straty w wysokości ok. 80 miliardów dolarów z powodu rosyjskiej inwazji Rosji. Kwota obejmowała nie tylko szkody bezpośrednie, ale także szkody pośrednie spowodowane zakłóceniami w logistyce, wzrostem kosztów nawozów i paliwa, wydatkami na rekultywację i usuwanie min z gruntów oraz okupowanymi terytoriami.
Według doniesień wojska ukraińskie zniszczyły rzadki system rakietowy S-300V4 (9A83M TELAR) w obwodzie zaporoskim za pomocą drona-bombowca. Następnie dron wylądował, aby nagrać skutki ataku, podczas gdy S-300V4 płonął.
Według OSW wojska rosyjskie kontynuowały ataki na większości kierunków, w wyniku czego zajęły kolejne mniejsze miejscowości, jednak ogólna sytuacja nie uległa zmianie. Największe postępy Rosja poczyniła na północ i północny zachód od Wełykiej Nowosiłki, na zachód od Kurachowego oraz w okolicach węzła drogowego na drodze Pokrowsk–Konstantynówka. Po dłuższej przerwie Rosjanie zaktywizowali się w rejonie Siewierska, gdzie zajęli Biłohoriwkę, ostatnią kontrolowaną przez Ukraińców miejscowość w obwodzie ługańskim, o którą walki trwały z przerwami przez blisko dwa lata. Trwała rozbudowa rosyjskich przyczółków, jednego na prawym brzegu rzeki Żerebeć na kierunku Łymanu i dwóch na prawym brzegu Oskołu w okolicach Kupiańska. W obwodzie kurskim Rosjanie posunęli się w kierunku Sudży z północnego zachodu, gdzie w co najmniej jednym miejscu wkroczyli do obwodu sumskiego, oraz od południa, gdzie zlikwidowali resztki wyłomu poczynionego przez wojska ukraińskie dwa tygodnie wcześniej.
Wicepremier i minister sprawiedliwości Olha Stefaniszyna oświadczyła, że Ukraina osiągnęła porozumienie ze Stanami Zjednoczonymi w sprawie umowy dotyczącej wydobycia minerałów, co zostało również potwierdzone przez Kancelarię prezydenta Zełenskiego. Dziennik Financial Times poinformował, że Ukraina wynegocjowała korzystniejsze warunki i postrzegała umowę jako sposób na zacieśnienie więzi z USA. Prezydent Donald Trump powiedział, że prezydent Zełenski uda się do Waszyngtonu i odwiedzi Biały Dom na ceremonię podpisania umowy, która odbędzie się 28 lutego 2025 roku. Prezydent Trump stwierdził, że porozumienie między Ukrainą a USA dotyczące minerałów naturalnych przyznało Ukrainie „sprzęt wojskowy i prawo do walki”. Mówiąc do reporterów z Gabinetu Owalnego, Trump powiedział, że porozumienie dało Ukrainie miliardy dolarów pomocy i „mnóstwo sprzętu”. Zapytany o trwałość dostaw broni i amunicji na Ukrainę, Trump stwierdził, że dostawy mogą „być kontynuowane przez jakiś czas, być może do czasu, aż zawrzemy umowę z Rosją”.
Minister obrony narodowej Władysław Kosiniak-Kamysz ogłosił, że Polska przygotowuje 46. pakiet pomocy dla Ukrainy o wartości ponad 200 milionów euro. Wicepremier Krzysztof Gawkowski potwierdził, że Polska zamówiła 5 tys. terminali Starlink dla Ukrainy. „Starlink zapewnia internet i bezpieczeństwo zarówno w sferze cywilnej, jak i wojskowej. Dzięki temu front się utrzymuje”. Gawkowski zauważył również, że Polska pomaga finansować i utrzymywać dostęp do Starlink na Ukrainie, zapewniając połowę wszystkich terminali w tym kraju.
Ministerstwo Obrony Ukrainy ogłosiło, że zatwierdzono do użytku wojskowego nowy, superszybki dron FPV o nazwie „Vidmak” (Wiedźmin), przeznaczony do przechwytywania i niszczenia rosyjskich pojazdów. Te kompaktowe drony mogą działać dzień i noc, identyfikując i śledząc cele. Duża prędkość i zwrotność umożliwiają mu ściganie każdego kołowego pojazdu, a jego ładunek jest na tyle silny, że może niszczyć cele opancerzone i umocnione pozycje.
Rada Najwyższa Ukrainy, przyjęła rezolucję o przeprowadzeniu wyborów po „zapewnieniu wszechstronnego, sprawiedliwego i trwałego pokoju” w kraju. Decyzję poparło 268 członków parlamentu, podczas gdy 12 wstrzymało się. Dzień wcześniej parlamentowi zabrakło głosów, aby zatwierdzić rezolucję przy pierwszej próbie. W rezolucji w sprawie „wsparcia demokracji na Ukrainie wobec rosyjskiej agresji” zapisano, że wybory nie mogą odbyć się w warunkach stanu wojennego, podkreślając „konieczność zachowania ciągłości władzy” w takich okolicznościach. Prezydent Władimir Putin był jedyną osobą odpowiedzialną za uniemożliwienie przeprowadzenia na Ukrainie „wolnych, przejrzystych i demokratycznych wyborów” z udziałem międzynarodowych obserwatorów. „Stan wojenny na Ukrainie, wprowadzony w odpowiedzi na inwazję Rosji, nie pozwalał na wybory zgodnie z Konstytucją Ukrainy. Jednocześnie naród ukraiński jest zjednoczony w opinii, że takie wybory powinny się odbyć po zakończeniu wojny”.
Według danych rządu Ukrainy, Banku Światowego, Komisji Europejskiej i ONZ całkowity koszt odbudowy Ukrainy po trzech latach wojny wyniesie 524 miliardy dolarów w ciągu następnej dekady, co stanowiło 2,8-krotność nominalnego PKB Ukrainy w 2024 roku. Najbardziej dotknięte sektory to budownictwo mieszkaniowe, transport, energetyka, handel i przemysł oraz edukacja. Według szacunków 13% całkowitego zasobu mieszkaniowego uległo uszkodzeniu lub zniszczeniu, w wyniku czego ponad 2,5 miliona gospodarstw domowych stanęło w obliczu tego problemu. W sektorze energetycznym liczba uszkodzonych lub zniszczonych aktywów, w tym infrastruktury wytwórczej, przesyłowej, dystrybucyjnej i ciepłowniczej, wzrosła o 70%. Regiony położone najbliżej linii frontu, w tym obwody doniecki, charkowski, ługański, zaporoski, chersoński i kijowski poniosły ok. 72% strat.

### 26 lutego
25 Samodzielna Brygada Powietrznodesantowa poinformowała, że wojska ukraińskie odzyskały kontrolę nad wsią Kotłyne, ok. 10 km od Pokrowska w obwodzie donieckim. „Spadochroniarze z 25 Samodzielnej Brygady Powietrznodesantowej oczyścili wieś Kotłyne niedaleko Pokrowska podczas operacji szturmowych i odzyskiwania”. Według Ukraińców gdyby wojska rosyjskie zajęły miejscowości, mogłyby uzyskać dostęp do autostrady Pokrowsk–Dniepr. Rosyjskie Ministerstwo Obrony poinformowało, że wojska rosyjskie odbiły miasta Pogriebki i Orłowla w obwodzie kurskim.
W ocenie ISW rosyjscy urzędnicy bezpośrednio zaangażowani w negocjacje z USA nadal nalegali, aby każde porozumienie pokojowe w celu rozwiązania wojny na Ukrainie opierało się na żądaniach Rosji z 2021 roku. Nalegali również na oddanie Rosji terytorium, które wówczas zajmowały siły ukraińskie, na którym znajdowały się duże miasta i mieszkało ponad milion ludzi. Ciągłe odrzucanie zawieszenia broni i innych warunków, które prezydent Donald Trump i europejscy przywódcy uznali za konieczne do osiągnięcia trwałego pokoju na Ukrainie, przez Ławrowa i innych urzędników rosyjskich, pokazuje, że prezydent Putin pozostaje niezainteresowany znaczącymi negocjacjami i ocenia, że może osiągnąć swoje cele wojenne militarnie w średnim i długim okresie. Tymczasem siły ukraińskie posunęły się w pobliżu Torećka i Pokrowska, a wojska rosyjskie zrobiły postępy w pobliżu Kupiańska, Czasiw Jaru, Kurachowego, Wełykiej Nowosiłki i Robotynego.
Siły Powietrzne Ukrainy podały, że Rosja zaatakowała Ukrainę za pomocą 177 dronów Shahed 136/131 i dronów-wabików, wystrzelonych z Orła, Briańska, Kurska, Millerowa, Szatałowa i Primorsko-Achtarska. Ukraińska obrona przeciwlotnicza zniszczyła 110 dronów w obwodach charkowskim, połtawskim, sumskim, kijowskim, czernihowskim, czerkaskim, kirowohradzkim, mikołajowskim, chersońskim i dniepropetrowskim, a 66 kolejnych zaginęło na Ukrainie w ramach walki elektronicznej. W wyniku ataku ucierpiały obwody kijowski, charkowski, kirowohradzki i sumski. Gubernator Wadym Fiłaszkin poinformował, że co najmniej pięć osób zginęło, a 11 zostało rannych, w tym „pięć kobiet i sześciu mężczyzn w wieku 33–83 lat”, w wyniku rosyjskich ataków na Konstantynówkę. „Rosjanie zrzucili bomby lotnicze na miasto i jego okolice, a doniesienia wskazywały, że było ich trzy”. Dziennikarka Ukrinformu Tatiana Kułyk zginęła wraz ze swoim mężem, chirurgiem i onkologiem Pawło Iwanczowem, w rosyjskim ataku dronów na ich dom we wsi Kriukiwszczyna w obwodzie kijowskim, który spowodował pożar.
Ministerstwo Obrony Rosji stwierdziło, że 128 dronów zostało zestrzelonych nad Krymem (30), Morzem Azowskim (8), Morzem Czarnym (5), Krajem Krasnodarskim (83) oraz w obwodach briańskim (1) i kurskim (1). Niezależny kanał na Telegramie „Astra” podał, że mieszkańcy zgłaszali eksplozje w miastach Tuapse i Anapa w Kraju Krasnodarskim, podczas gdy lotnisko w Soczi zostało zamknięte z powodu ataku dronów. Gubernator Kraju Wieniamin Kondratjew powiedział, że w regionie nie odnotowano ofiar, ale trzy prywatne domy zostały uszkodzone. Na Krymie zgłoszono eksplozje w Kerczu, gdzie most Krymski został tymczasowo zamknięty dla ruchu. Ponadto partyzanci „Atesz” poinformowali, że rosyjscy żołnierze próbowali unikać stawienia się na służbę z powodu trwających ataków dronów. Sztab Generalny Ukrainy podał, że Ukraina zaatakowała rosyjskie lotniska wojskowe Saki i Kacha oraz rafinerię ropy naftowej Tuapse, w pobliżu której odnotowano co najmniej 40 eksplozji, które spowodowały uszkodzenia infrastruktury.
SG Ukrainy podał, że siły ukraińskie zaatakowały rosyjskie centrum kontroli dronów 503 Pułku Strzelców Zmotoryzowanych 19 Dywizji Strzelców Zmotoryzowanych 58. Armii w miejscowości Nesterianka w obwodzie zaporoskim. Wywiad ukraiński poinformował, że żołnierze wywiadu zaatakowali stanowisko dowodzenia rosyjskiego 14 Korpusu Armijnego w obwodzie chersońskim. Atak przeprowadzono ok. 22:00 czasu kijowskiego przy użyciu ładunku wybuchowego z drona w pobliżu wsi Iwaniwka w obwodzie chersońskim. Tymczasem 412 Samodzielny Pułk Systemów Bezzałogowych „Nemesis” zniszczył rosyjski przeciwlotniczy zestaw rakietowy Strieła-10M4 w obwodzie ługańskim.
Ministerstwo Obrony Finlandii ogłosiło, że przekaże Ukrainie pakiet pomocy wojskowej o wartości 660 milionów euro, dostarczając sprzęt wyprodukowany w kraju. Nie podano szczegółów, jaki rodzaj sprzętu lub uzbrojenia kraj dostarczy Ukrainie, ale skupi się na „krytycznych potrzebach Ukrainy”. „Dzięki nowemu programowi wsparcia fińskie firmy i eksperci odegrają kluczową rolę we wspieraniu Ukrainy. Te środki wzmocnią zarówno szanse Ukrainy na sprawiedliwy pokój, jak i długoterminową odporność fińskiego przemysłu bezpieczeństwa i łańcucha dostaw”.
Prezydent Wołodymyr Zełenski powiedział, że gwarancje bezpieczeństwa, których Ukraina oczekiwała, nie zostały określone w umowie o wydobyciu minerałów ze Stanami Zjednoczonymi, ale zostaną omówione w przyszłych rundach negocjacji z USA i innymi sojusznikami. Chociaż nie zawierała ona konkretnych gwarancji bezpieczeństwa, umowa stanowiła, że rząd USA „wspierał wysiłki Ukrainy zmierzające do uzyskania gwarancji bezpieczeństwa niezbędnych do ustanowienia trwałego pokoju”. Zełenski stwierdził, że: „Poprosiłem o zrozumienie, że wszystko to jest częścią przyszłych gwarancji bezpieczeństwa Ukrainy”, dodając, że chciał, aby „przynajmniej zdanie o gwarancjach bezpieczeństwa dla Ukrainy pojawiło się w umowie – i tak się stało”. Prezydent Zełenski w swoim wieczornym przemówieniu potwierdził, że spotka się z prezydentem Trumpem 28 lutego 2025 roku, aby sfinalizować umowę dotyczącą minerałów między Ukrainą a Stanami Zjednoczonymi. „Nasze zespoły współpracują z Ameryką, przygotowujemy się do rozmów w ten piątek [28 lutego 2025]. Umowa z Ameryką. (...) Spotkam się z prezydentem Trumpem. Ważne jest dla mnie i dla nas wszystkich na świecie, aby pomoc Ameryki nie została wstrzymana”.
Prezydent Donald Trump powiedział reporterom, że Ukraina nie będzie mogła przystąpić do NATO w ramach przyszłego porozumienia pokojowego z Rosją i wykluczył zniesienie sankcji wobec Rosji przed osiągnięciem porozumienia. „Możecie zapomnieć o [członkostwie w NATO]. To prawdopodobnie powód, dla którego wszystko się zaczęło”. Zapytany, czy złagodzenie sankcji wobec Rosji będzie częścią negocjacji pokojowych, Trump powiedział: „Nie. Chcę najpierw zobaczyć, czy zawrzemy umowę [aby zakończyć wojnę Rosji z Ukrainą]”.
Prezydent Zełenski oficjalnie odwołał generała brygady Andrija Hnatowa ze stanowiska dowódcy Połączonych Sił Zbrojnych Ukrainy, po mianowaniu go zastępcą szefa Sztabu Generalnego w styczniu 2025 roku. Pod koniec stycznia Zełenski ogłosił, że Hnatow zostanie wysłany do Sztabu Generalnego, aby pełnić funkcję zastępcy szefa, mówiąc, że „jego zadaniem jest nowy poziom szkolenia dowództwa operacyjnego i wyższa jakość interakcji między dowództwem a frontem”.
Rumuński parlament uchwalił ustawę, która pozwalała temu krajowi zestrzeliwać drony naruszające jego przestrzeń powietrzną. „Bezzałogowe statki powietrzne nielegalnie przekraczające rumuńską granicę państwową i latające w przestrzeni powietrznej kraju bez zezwolenia mogą zostać zniszczone, zneutralizowane lub przejęte”. Ustawa następnie trafi na biurko tymczasowego prezydenta Ilie Bolojana, który przejął obowiązki głowy państwa po tym, jak były prezydent Klaus Iohannis ogłosił swoją rezygnację.

### 27 lutego
Materiały geolokalizowane pokazały, że siły rosyjskie zdobyły miasto Skudne, na północ od Wełykiej Nowosiłki. Naczelny dowódca armii ukraińskiej generał Ołeksandr Syrski odwiedził Nowopawliwkę w obwodzie donieckim i stwierdził, że Ukraińcy zdołali spowolnić postępy Rosji w większości zagrożonych rejonów w tym sektorze. „Rosja nasiliła działania ofensywne w tym rejonie, próbując przełamać obronę naszych wojsk i zdobyć trzy miejscowości. Podjęliśmy szereg działań w celu poprawy interakcji jednostek wojskowych i pododdziałów, przegrupowaliśmy wojska, co spowolniło postępy Rosji w najbardziej zagrożonych rejonach”. Wojska rosyjskie znajdowały się w miejscach oddalonych o 4,5 km od obwodu dniepropietrowskiego. Rzecznik ukraińskiego Zgrupowania „Chortyca” Wiktor Trehubow powiedział, że wojska rosyjskie utknęły w pobliżu Pokrowska w obwodzie donieckim. Według niego ofensywa Rosji z południa i próba ominięcia miasta od zachodu nie powiodły się, dodając, że siły rosyjskie rozmieszczone w tym rejonie są wyczerpane. „Nie twierdzę, że siły ukraińskie złapały drugi, trzeci, setny i pięćsetny oddech... Ale wojska rosyjskie rzeczywiście zaczęły wykazywać pewne wyczerpanie fizyczne, moralne i materialne”.
Ministerstwo Obrony Rosji stwierdziło, że wojska rosyjskie odzyskały miejscowości Nikolskij i Nowaja Soroczina na północ i północny zachód od Sudży w obwodzie kurskim. Według doniesień południowokoreańskich urzędników Narodowej Służby Wywiadu żołnierze północnokoreańscy zostali „ponownie rozmieszczeni” na froncie w obwodzie kurskim oraz wysłano dodatkowe wojska, jednak ich „dokładna skala była nadal oceniana”. Później wywiad południowokoreański odnotował doniesienia medialne, zgodnie z którymi w okresie od stycznia do lutego 2025 roku do obwodu kurskiego przybyło 1000–3000 żołnierzy w ramach drugiej fazy rozmieszczania wojsk KRLD.
Według ISW prezydent Władimir Putin i wysocy rangą rosyjscy urzędnicy nadal odrzucali warunki negocjacji USA i żądali, aby Ukraina oddała terytorium, którego Rosja nie okupowała. Wojska ukraińskie posunęły się w pobliżu Torećka i Pokrowska, a siły rosyjskie poczyniły postępy w okolicy Pokrowska, Kurachowego i Wełykiej Nowosiłki.
Według ukraińskich Sił Powietrznych wojska rosyjskie zaatakowały Ukrainę przy użyciu 166 dronów Shahed 136/131 i dronów-wabików, wystrzelonych z Orła, Briańska, Millerowego, Szatałowa i Primorsko-Achtarska. Ukraińska obrona przeciwlotnicza zniszczyła 90 dronów w obwodach charkowskim, połtawskim, sumskim, kijowskim, czernihowskim, czerkaskim, winnickim, chmielnickim, kirowohradzkim, mikołajowskim i odeskim, a kolejne 72 zaginęły na Ukrainie w ramach walki elektronicznej. W wyniku ataku ucierpiały obwody kijowski, czernihowski i sumski.
Gubernator Serhij Łysak poinformował, że w ciągu doby wojska rosyjskie zaatakowały obwód dniepropetrowski ponad 25 razy przy pomocy dronów i ciężkiej artylerii. W wyniku ostrzału zginął mężczyzna w hromadzie Marganiec, a kolejne dwie osoby zostały ranne. Wśród zniszczonych obiektów znalazła się infrastruktura i trzy przedsiębiorstwa, a uszkodzeniu uległy budynek mieszkalny, 11 domów prywatnych, cztery budynki gospodarcze, samochody, gazociągi i linie energetyczne. Gubernator Wadym Fiłaszkin podał, że co najmniej jedna osoba (32-letni mężczyzna) zginęła, a cztery (w wieku od 48 do 82 lat) zostały ranne w wyniku rosyjskich ataków na Konstantynówkę przy użyciu wyrzutni Smiercz i artylerii 152 mm. W wyniku ataków uszkodzonych zostało pięć domów prywatnych, cztery wieżowce, budynek administracyjny, trzy przedsiębiorstwa, trzy linie energetyczne, gazociąg i samochód.
Ministerstwo Obrony Rosji poinformowało, że w ciągu nocy zestrzelono 19 ukraińskich dronów w Rosji i zaanektowanym Krymem. Gubernator Wiaczesław Gładkow podał, że jeden „cywil zginął, gdy ładunek wybuchowy został zrzucony z drona na pojazd. Mężczyzna zmarł na skutek odniesionych obrażeń na miejscu, zanim przybyli medycy”. Druga osoba odniosła liczne rany odłamkowe na całym ciele i została wysłana do lokalnego szpitala. Według nieoficjalnych źródeł „dziesiątki” ukraińskich dronów uderzyły w rosyjski skład amunicji w Kurczatowie w obwodzie kurskim, gdzie zgłoszono pożar i „wtórne detonacje”. Później rosyjskie MON podało, że 22 drony zostały zestrzelone nad obwodami orłowskim, kurskim, briańskim, krasnodarskim i smoleńskim. SG Ukrainy oświadczył, że ukraińskie lotnictwo zniszczyło rosyjski posterunek dowodzenia i obserwacyjny we wsi Kopani w obwodzie zaporoskim, który był wykorzystywany przez 1429 Pułk strzelców Zmotoryzowanych. Sztab podał także, że Siły Powietrzne Ukrainy zaatakowały posterunek graniczny rosyjskiej FSB w obwodzie briańskim. „W wyniku ukierunkowanego ataku zniszczeniu uległa ważna infrastruktura wojskowa wroga, w tym sprzęt łącznościowy, wzmacniacze sygnału, sprzęt do komunikacji satelitarnej i inne środki techniczne służące do koordynacji działań bojowych”.
Ministerstwo Społeczności i Rozwoju Terytorialnego Ukrainy poinformował, że Japonia przekaże Ukrainie dotację w wysokości 58 milionów dolarów na realizację czwartego etapu Programu Odbudowy Awaryjnej. Zaznaczono, że środki zostaną przeznaczone na cele humanitarne związane z rozminowywaniem, energetyką, zaopatrzeniem w wodę, ochroną zdrowia i bezpieczeństwem publicznym oraz edukacją.
Sekretarz generalny NATO Mark Rutte powiedział po rozmowie telefonicznej z prezydentem USA Donaldem Trumpem, że członkowie NATO zwiększają swoje inwestycje w obronę i są gotowi udzielić Ukrainie dodatkowego wsparcia finansowego w wysokości miliardów dolarów. Rzecznik MSZ Heorhij Tychyj oświadczył, że Ukraina prowadziła rozmowy z zachodnimi sojusznikami, aby zapewnić, że każdy przyszły kontyngent wojskowy monitorujący potencjalne zawieszenie broni będzie również patrolował przestrzeń powietrzną i morską. „Jeśli nasi partnerzy i sojusznicy są gotowi omówić możliwe rozmieszczenie tych kontyngentów w celu zapewnienia pokoju i bezpieczeństwa na Ukrainie... to uważamy, że całkiem możliwe jest porozmawianie o bezpieczeństwie nieba. Rozmawiamy o tym już w negocjacjach z nimi [zachodnimi partnerami] i uważamy, że jest to poważny temat, który należy omówić”.
Wysoki przedstawiciel UE ds. zagranicznych i polityki bezpieczeństwa Kaja Kallas potępiła wykluczenie członkostwa Ukrainy w NATO. „Moje pytanie brzmi, dlaczego powinniśmy dać Rosji to, czego chce, oprócz tego, co już zrobiła – zaatakowała Ukrainę, anektowała terytorium, okupowała terytorium, a teraz oferuje coś na dodatek? Pomyślcie tutaj, w Ameryce, że po 11 września usiedliście z Osamą bin Ladenem i powiedzieliście: «Ok, czego jeszcze chcecie?» To jest niewyobrażalne”. Rosja od dawna opowiadała się przeciwko członkostwu Ukrainy w NATO i twierdziła, że chęć Ukrainy dołączenia do sojuszu wywołała inwazję – uzasadnienie, które Trump powtórzył. Kallas nazwała te twierdzenia „całkowicie nieprawdziwymi. To jest rosyjska narracja, której nie powinniśmy kupować”.
Prezydent USA Donald Trump zapowiedział, że spotka się z Zełenskim 28 lutego 2025 roku o 11:00 czasu lokalnego. Obie strony omówiły kwestie związane z rozwojem ukraińskiego sektora surowcowego oraz umowami dotyczącymi metali ziem rzadkich. W przededniu rozmów wyraził wielki szacunek dla Zełenskiego. Zapytany, czy przeprosiłby go za nazwanie „dyktatorem”, Trump odpowiedział, że nie mógł uwierzyć, że to powiedział i opisał Zełenskiego jako bardzo odważnego. Oczekiwał, że spotkanie z Zełenskim będzie bardzo dobre i stwierdził, że wysiłki na rzecz osiągnięcia pokoju postępowały dość szybko. Uważał również, że obecność amerykańskiego górnictwa na Ukrainie będzie działać odstraszająco na Rosję. Wysłannik prezydenta USA na Bliski Wschód Steve Witkoff powiedział, że Stany Zjednoczone są otwarte na umowę i minerałach z Rosją. „Myślę, że USA będą miały wiele możliwości współpracy z Rosją, gdy umowa pokojowa zostanie sfinalizowana”. Sekretarz Skarbu USA Scott Bessent powiedział, że Zełenski i Trump podpiszą umowę 28-go i nie będzie więcej negocjacji w tej sprawie. „Umowa została zawarta. Prezydent Zełenski przyjedzie tu jutro, aby podpisać umowę, więc nie będzie już żadnych negocjacji, niczego więcej”, dodając, że jest to umowa dotycząca strategicznych minerałów, ropy i gazu oraz aktywów infrastrukturalnych, opisując ją jako „win-win”.
Minister obrony Sébastien Lecornu stwierdził, że Francja i Ukraina rozmawiały o wykorzystaniu ukraińskich minerałów na potrzeby francuskiego przemysłu obronnego od października 2024 roku. Powiedział, że „Wołodymyr Zełenski i jego zespół uznali, że kwestia surowców może być jednym z elementów transakcyjnych z nami, aby stworzyć wytrzymałość. Prezydent Trump tego nie wymyślił, ponieważ zrobili to sami Ukraińcy”, dodając, że: „Nasz przemysł obronny będzie potrzebował określonej liczby kluczowych surowców w naszych własnych systemach uzbrojenia, nie na przyszły rok, ale na następne 30 lub 40 lat”.
Szef wywiadu ukraińskiego generał Kyryło Budanow stwierdził, że Rosja może stracić szansę na światowe przywództwo, jeśli nie zakończy swojej wojny z Ukrainą do 2026 roku. Zapytany, czy Rosja chce teraz zawrzeć porozumienie pokojowe, aby zwiększyć swoją siłę, Budanow zgodził się, że Rosjanie potrzebują przerwy. „Zgodnie z ich strategią, jeśli nie wyjdą z tej wojny do 2026 roku, stracą nawet szansę na światowe przywództwo. Pozostanie im maksymalny poziom regionalnego przywództwa, z którego absolutnie nie są zadowoleni”. Według Budanowa koszt finansowy wojny był „zbyt wysoki” dla Rosji, co uniemożliwiało jej skupienie się na rozwoju i projektach na dużą skalę. Rosja miała problemy z gospodarką, ale będzie w stanie je „zrównoważyć”, dopóki będzie miała ropę, gaz i metale szlachetne. „Brakowało technologii, rozwiązań technologicznych, których nie ma w Rosji, przede wszystkim w zakresie rozwoju regionu arktycznego, produkcji gazu itp.”.
W Stambule zakończyły się 6-godzinne rozmowy przedstawicieli Stanów Zjednoczonych i Rosji na temat pracy misji dyplomatycznych. Spotkanie odbyło się za zamkniętymi drzwiami, bez udzielania oświadczeń prasie.

### 28 lutego
Rzecznik prasowy SG Ukrainy Dmytro Łychowyj powiedział, że siły rosyjskie próbowały przekroczyć granicę rosyjsko-ukraińską w obwodzie sumskim w pobliżu wsi Nowenke 25 lutego, ale zostały odparte: „25 lutego [Rosja] szturmowała ten odcinek granicy siłami składającymi się z dwóch jednostek zmechanizowanych, przekroczyła granicę państwową Ukrainy, ale została zablokowana i odrzucona na terytorium FR. Następnie wojska rosyjskie kontynuowały próby działań szturmowych, z udziałem grup piechoty”. Wcześniej projekt DeepState uznał Nowenke za obszar sporny, sugerując, że siły rosyjskie przekroczyły granicę z obwodem sumskim. Szef Centrum Zwalczania Dezinformacji Andrij Kowalenko stwierdził, że Rosja przeprowadzała ataki piechoty w pobliżu Nowenke od kilku dni, co prowadziło do lokalnych potyczek na granicy.
W opinii ISW wojska rosyjskie posunęły się w kierunku Pokrowska, Kurachowego i Wełykiej Nowosiłki oraz zachodniego Zaporoża.
Według Sił Powietrznych Ukrainy w nocy Rosjanie zaatakowali terytorium ukraińskie przy użyciu 208 dronów Shahed 136/131 i dronów-wabików różnych typów, wystrzelonych z Orła, Briańska, Kurska, Millerowa, Szatałowa i Primorsko-Achtarska. Ukraińska obrona przeciwlotnicza zniszczyła 107 dronów w obwodach charkowskim, połtawskim, sumskim, kijowskim, czernihowskim, czerkaskim, winnickim, żytomierskim, kirowohradzkim, dniepropetrowskim, zaporoskim, chersońskim i mikołajowskim, a kolejne 97 zaginęło na Ukrainie w ramach walki elektronicznej. W wyniku ataku ucierpiały obwody charkowski, sumski, mikołajowski i zaporoski. W Zaporożu zniszczone zostały trzy mieszkania. Drony uszkodziły wieżowce i budynki prywatne.
Prokuratura Obwodu Donieckiego poinformowała, że Rosjanie ostrzelali trzy miejscowości w obwodzie donieckim, gdzie trzy osoby zginęły, a dwie zostały ranne. Wojska rosyjskie zaatakowali Łyman dronem FPV, w wyniku czego zginęło dwóch mężczyzn jadących na rowerach. W wyniku ostrzału artyleryjskiego w Myrnohradzoe zginął 53-letni mieszkaniec. Na obszarach zaludnionych uszkodzone zostały budynki mieszkalne, sklep i linia energetyczna.
. Gubernator Ołeh Siniehubow i mer Ihor Terechow poinformowali, że wieczorem wojska rosyjskie przeprowadziły dziewięć ataków dronów w rejonach kijowskim, szewczenkowskim i chołodnohirskim obwodu charkowskiego, niszcząc placówkę medyczną i infrastrukturę cywilną oraz raniąc łącznie siedem osób.
Sztab Generalny Ukrainy stwierdził, że w nocy siły ukraińskie zniszczyły rosyjski skład amunicji termobarycznej w pobliżu Sełydowego (w rejonie Pokrowska) w obwodzie donieckim. Po początkowej eksplozji nastąpiła seria znacznie większych eksplozji. Ukraińcy zaatakowali również trzy inne obiekty w Rosji, w tym rafinerię ropy naftowej Ilsky w Kraju Krasnodarskim.
Szef norweskiej firmy Kongsberg Defence & Aerospace (KDA) Eirik Lee poinformował o utworzeniu na Ukrainie spółki joint venture, której podstawowym zadaniem będzie zwiększenie produkcji pocisków rakietowych dla systemów NASAMS w oparciu o ukraińskie technologie. „Mówimy o masowej produkcji pocisków, setek. Rozważamy możliwość utworzenia joint venture w ciągu kilku miesięcy”.
Prezydent Wołodymyr Zełenski odwiedził Biały Dom i zgodnie z planem miał podpisać z prezydentem Donaldem Trumpem umowę o wydobyciu minerałów między USA a Ukrainą, jednakże Zełenski ostro pokłócił się z prezydentem Trumpem i wiceprezydentem J.D. Vance’em w Gabinecie Owalnym. Spotkanie trwało ok. 45 min. Podczas przemówienia Zełenski zażądał gwarancji bezpieczeństwa od Stanów Zjednoczonych, zakwestionował łagodne podejście Trumpa do prezydenta Władimira Putina i odrzucił twierdzenie Trumpa, że „ukraińskie miasta zostały zrównane z ziemią przez trzy lata wojny”. Prezydent Trump powiedział podczas spotkania z prezydentem Zełenskim, że gwarancje bezpieczeństwa dla Ukrainy będą odpowiedzialnością Europy; „Wiem, że Francja zamierza [udzielić gwarancji], wiem, że Wielka Brytania zamierza... Ale mielibyśmy bezpieczeństwo w innej formie. Mielibyśmy tam pracowników... kopiących”, dodając, że: „Jestem pośrodku; jestem zarówno po stronie Ukrainy, jak i Rosji. Chcę to rozwiązać”.
Biały Dom wydał pierwsze oświadczenie po nieudanych rozmowach prezydenta Trumpa i wiceprezydenta J.D. Vance’a z prezydentem Zełenskim: „Prezydent Donald J. Trump i wiceprezydent J.D. Vance zawsze będą bronić interesów narodu amerykańskiego i tych, którzy szanują pozycję Stanów Zjednoczonych na świecie – i nigdy nie pozwolą, aby naród amerykański był wykorzystywany”. Prezydent Donald Trump skomentował swoje spotkanie z prezydentem Ukrainy Wołodymyrem Zełenskim, stwierdzając, że: „Dziś odbyliśmy bardzo ważne spotkanie w Białym Domu. Wiele się dowiedzieliśmy, czego nigdy nie moglibyśmy zrozumieć bez rozmowy pod tak dużą presją i napięciem. Niesamowite, co ujawniają emocje. Doszedłem do wniosku, że prezydent Zełenski nie jest gotowy na pokój, jeśli w grę wchodzi Ameryka, ponieważ uważa, że nasze zaangażowanie daje mu dużą przewagę w negocjacjach. Nie chcę przewagi, chcę POKOJU. Okazał brak szacunku USA i ich ukochanemu Gabinetowi Owalnemu. Może wrócić, kiedy będzie gotowy na Pokój”.
Doradca szefa Kancelarii prezydenta Serhij Leszczenka, że: „Wspólna konferencja prasowa Trumpa i Zełenskiego została odwołana. Prezydent Ukrainy opuścił Biały Dom przed czasem”. Sky News podał, że prezydenci nie podpisali „Porozumienia w sprawie ustalenia warunków i zasad działania Funduszu Inwestycyjnego na rzecz Odbudowy Ukrainy”. Potwierdził to także urzędnik Białego Domu, stwierdzając, że dokument znany w mediach jako „umowa mineralna” między Stanami Zjednoczonymi a Ukrainą nie został podpisany. Dziennik The Washington Post, powołując się na wysokiego rangą urzędnika administracji Trumpa, podał, że prezydent Trump rozważał zakończenie trwających dostaw pomocy wojskowej na Ukrainę po ostrej wymianie zdań w Białym Domu między nim a Zełenskim. Stacja NBC News podała, że Departament Stanu USA zawiesił realizację projektu Agencji Stanów Zjednoczonych ds. Rozwoju Międzynarodowego (USAID), mającego na celu przywrócenie ukraińskiej sieci energetycznej po rosyjskich atakach militarnych.
Ukraiński komisarz ds. sankcji Władysław Własiuk oświadczył, że zniesienie sankcji było jednym z priorytetów Rosji podczas rozmów USA–Rosja w Arabii Saudyjskiej na początku lutego br. „Z naszego zrozumienia wynika, że najbardziej martwią ich dwie rzeczy. Pierwsza to ci oligarchowie, którzy podlegają sankcjom USA, Unii Europejskiej i Wielkiej Brytanii, ponieważ jest to dla nich prawdziwy problem. A druga rzecz to to, co uniemożliwia Rosji zarabianie pieniędzy – energia [sankcje]”.
Służba prasowa SBU oświadczyła, że agencja i Policja Narodowa zapobiegły atakowi terrorystycznemu, do którego miało dojść 28 lutego w centrum Żytomierza. Sprawcą był 16-letni uczeń zwerbowany przez rosyjskie służby wywiadowcze. Nastolatek miał podłożyć improwizowane urządzenie wybuchowe (IED) w pobliżu Alei Gwiazd, po czym Rosjanie planowali zdetonować go zdalnie, razem ze sprawcą.